# Liste des députés aux États généraux de 1789
Les États généraux de 1789 sont décidés par des arrêts du Conseil royal des 5 juillet 1788 et 8 août 1788 pour se réunir le 1er mai suivant. Il s'ouvriront finalement le 5 mai 1789 à Versailles devant Louis XVI. Un règlement, joint à cette convocation, prescrit l'envoi de députés par ordre, par bailliage et par sénéchaussée.
Le nombre des députés aux États généraux de 1789 s'élève à 1 154, dont 291 pour le clergé, 285 pour la noblesse et 578 pour le tiers état.

## Généralités dites d'élections
Les généralités dites « d'élections » sont l'objet du règlement général du 24 janvier 1789.

### Généralité de Paris

#### Ville et faubourgs de Paris
Ressort Principal sans secondaire. (40 députés)
- Clergé.
  - 1. Antoine-Éléonor-Léon Leclerc de Juigné, archevêque de Paris, duc de Saint-Cloud, pair de France.
  - 2. François-Xavier-Marc-Antoine de Montesquiou-Fézensac, agent général du clergé de France.
  - 3. François Charles Chevreuil, chancelier de l'Université et de l'Église de Paris.
  - 4. Joseph-Marie Gros, curé de Saint-Nicolas-du-Chardonnet.
  - 5. Ambroise Chevreux, général de la congrégation de Saint-Maur.
  - 6. Jean-Baptiste Dumouchel, recteur de l'Université de Paris.
  - 7. Jean Charles François Legros, ancien vicaire général de Reims, abbé commendataire de Saint-Acheul d'Amiens, docteur de la maison et société royale de Navarre, prévôt de l'église collégiale et royale de Saint Louis-du-Louvre.
  - 8. Sixte Louis Constant Ruffo de Bonneval, chanoine de l'Église de Paris.
  - 9. François-Xavier Veytard, prêtre du diocèse de Clermont en Auvergne, docteur de la faculté de théologie de Paris, curé de Saint-Gervais à Paris.
  - 10. Charles François Perrotin de Barmond, conseiller au parlement de Paris.
- Noblesse.
  - 11. Stanislas de Clermont-Tonnerre, colonel attaché au régiment de Royal-Navarre.
  - 12. Louis Alexandre de La Rochefoucauld d'Enville, pair de France, maréchal de camp, membre honoraire de l'Académie des Sciences.
  - 13. Gérard de Lally-Tollendal, ancien capitaine en second au régiment de Cavalerie-cuirassiers.
  - 14. Aimery-Louis-Roger de Rochechouart, maréchal de camp, gouverneur-général de l'Orléanais.
  - 15. Hugues-Thibault-Henri-Jacques de Lezay de Lusignan, chevalier de Saint-Louis, mestre de camp commandant du régiment de Flandre.
  - 16. Achille Pierre Dionis du Séjour, scientifique et conseiller au parlement de Paris.
  - 17. Adrien Duport, conseiller au parlement de Paris.
  - 18. Louis-Michel Lepeletier de Saint-Fargeau, président à mortier au parlement de Paris.
  - 19. Charles-Philibert-Marie-Gaston de Lévis-Mirepoix, chevalier de Saint-Louis, colonel du régiment d'infanterie Maréchal-de-Turenne.
  - 20. Anne-Pierre de Montesquiou-Fézensac, maréchal de camp, membre de l'Académie française.
- Tiers état.
  - 21. Jean Sylvain Bailly, des Académies française, des Belles-Lettres et Sciences, garde honoraire des tableaux du roi.
  - 22. Armand-Gaston Camus, ancien avocat au parlement, membre de l'Académie des Belles-Lettres.
  - 23. Pierre Vignon, ancien juge-consul à Paris.
  - 24. Jean-Baptiste-Pierre Bevière, notaire au Châtelet de Paris.
  - 25. Jean-Louis Poignot, négociant à Paris.
  - 26. François Denis Tronchet, bâtonnier des avocats.
  - 27. Augustin Debourge, négociant, garde de l'épicerie.
  - 28. Louis-Simon Martineau, ancien avocat au parlement.
  - 29. Ambroise-François Germain, marchand de soie, secrétaire de l'Assemblée des électeurs.
  - 30. Joseph Ignace Guillotin, docteur en médecine de la faculté de Paris.
  - 31. Jean-Baptiste Treilhard, avocat au parlement.
  - 32. Thomas Berthereau, procureur au Châtelet.
  - 33. Jean-Nicolas Démeunier, censeur royal, secrétaire de Monsieur.
  - 34. Jean-Baptiste Garnier, conseiller au Châtelet de Paris.
  - 3S. Charles-Guillaume Leclerc, libraire, ancien juge-consul à Paris.
  - 36. François-Louis Hutteau, ancien avocat au parlement.
  - 37. Jean-Antoine Dosfant, notaire à Paris.
  - 38. Pierre-Hubert Anson, receveur général des finances.
  - 39. Alexandre-Nicolas Le Moine, grand-garde de l'orfèvrerie, marchand orfèvre.
  - 40. Emmanuel-Joseph Sieyès, chancelier du chapitre de la cathédrale Notre-Dame de Chartres et vicaire général du diocèse.

##### Suppléants. (35)
- Clergé.
  - 1. Denis Bérardier, principal et grand-maître temporel du collège Louis-le-Grand.
  - 2. Jean-Félix de Cayla de la Garde, supérieur général de Saint-Lazare.
  - 3. Jacques-François Frennelet, proviseur du collège des Bernardins.
  - 4. Charles-Alexandre de Damas d'Antigny, abbé commendataire d'Hérivaux, au diocèse de Paris.
  - 5. Jacques-Michel Béniere, curé de Saint-Pierre de Chaillot.
- Noblesse.
  - 6. François de Beauharnais (1756-1846) chevalier de Saint-Jean-de-Jérusalem, colonel à la suite des dragons.
  - 7. Joseph-Alexandre de Ségur, colonel du régiment de chasseurs du Hainaut, ci-devant Ségur-dragons.
  - 8. Louis-Marie-Céleste d'Aumont, colonel attaché su régiment des chasseurs de Franche-Comté, ci-devant Durfort, gentilhomme de la chambre du roi en survivance, seigneur du fief de Saint-Pierre, situé à Mortefontaine, au bailliage de Villers-Cotterets.
  - 9. Charles-Louis Huguet de Sémonville, conseiller au parlement de Paris.
  - 10. Joseph Archambaut de Talleyrand-Périgord, comte Archambaut de Perigord, marquis de Rosny, colonel attaché au régiment des chasseurs d'Alsace.
  - 11. François de Montholon, procureur général de la Chambre des comptes de Paris.
  - 12. Hilarion Paul de Puget, colonel commandant du régiment d'Aunis.
  - 13. Abel-François Malartic de Fondat, conseiller au parlement de Paris.
  - 14. Jean-Baptiste Cyrus de Timbrune de Thiembronne, colonel du régiment de Chartres-dragons.
  - 15. Alexandre-Louis-Auguste de Rohan-Chabot, colonel attaché au régiment de Royal-Piémont.
- Tiers état.
  - 16. Jacques Delavigne, avocat au parlement.
  - 17. Jean-François Vauvilliers, avocat au parlement, professeur au Collège Royal.
  - 18. François-Jean Baudouin, imprimeur à Paris.
  - 19. Jean Philippe Garran de Coulon, avocat au parlement de Paris.
  - 20. Joseph-Jean-Chrysostome Fargot, négociant économiste.
  - 21. Claude-Christophe Courtin, avocat au parlement.
  - 22. Germain Garnier, ancien procureur au Châtelet, secrétaire de Madame Adélaïde.
  - 23. Jean-Louis Brousse-Desfaucherets, avocat au parlement.
  - 24. Jacques-Pierre-Alexandre Trochereau, conseiller au Châtelet.
  - 25. Jean-Marie Boscary, négociant et banquier.
  - 26. André Thouin, directeur des jardins du roi, membre de l'Académie des sciences.
  - 27. Pierre Jean Agier, avocat au Parlement
  - 28. Jacques-Constantin Périer, membre de l'Académie royale des sciences.
  - 29. Marin Levacher de la Terrinière, avocat au parlement.
  - 30. Jacques Parisot, avocat au parlement.
  - 31. Pierre Louis de Lacretelle, avocat au parlement.
  - 32. Honoré-Nicolas-Marie Duveyrier, avocat au parlement et secrétaire de l'assemblée des électeurs de Paris.
  - 33. Charles-Nicolas Duclos du Fresnoy, notaire à Paris.
  - 34. Louis-Daniel Tassin, banquier.
  - 35. Jean-Charles Pluvinet, négociant

#### Prévôté et Vicomté de Paris hors les murs
Bailliages secondaires : Choisy-le-Roi, Vincennes, Meudon, Versailles. (16 députés)
- Clergé
  - 1. Pierre-Marie Le Guen, curé d'Argenteuil.
  - 2. Martial Melon de Pradou, curé de Saint-Germain-en-Laye.
  - 3. Jean Baptiste de Beauvais, ancien évêque de Senez.
  - 4. François Simonnet de Coulmiers, abbé d'Abbecourt, ordre des Prémontrés.
- Noblesse
  - 5. Jean-Jacques Duval d'Eprémesnil, chevalier, conseiller au parlement de Paris.
  - 6. Charles de La Croix de Castries, maréchal des camps et armées du roi, inspecteur de ses troupes, mestre de camp général de cavalerie, lieutenant général de la province du Lyonnois et Forez.
  - 7. Louis Lefèvre d'Ormesson de Noyseau, président à mortier au parlement de Paris.
  - 8. Alexandre-Charles-Emmanuel de Crussol, bailli-grand-croix non-profès de l'ordre de Saint-Jean de Jérusalem, maréchal des camps et armées du roi, chevalier de ses ordres.
- Tiers état
  - 9. Pierre Afforty, laboureur à Villepinte.
  - 10. Pierre-Charles Duvivier, laboureur à Bonneuil-en-France.
  - 11. Étienne Chevalier, vigneron à Argenteuil.
  - 12. Guy-Jean-Baptiste Target, ancien avocat au parlement, l'un des quarante de l'Académie française.
  - 13. François-Jacques Ducellier, ancien avocat au parlement et cultivateur à Combault.
  - 14. Louis Legrand de Boislandry, négociant à Versailles.
  - 15. Jean-Jacques Lenoir-Laroche, avocat au parlement.
  - 16. Louis-Marie Guillaume, avocat au parlement et aux conseils du roi, juge de Saint-Cloud.

##### Suppléants (14)
- Clergé
  - 1. Léger Papin, curé de Marly-la-Ville
  - 2. Jérôme-Claude Gandolphe, docteur de la maison et société de Sorbonne, curé de Sèvres.
- Noblesse
  - 3. Boson de Talleyrand-Périgord (Jean-Georges, comte), colonel en second du régiment de Bourbon dragons.
  - 4. Broglie (Louis-Auguste-Joseph, comte de), major en second au régiment des chasseurs de Guyenne.
  - 5. François Pierre Olivier de Rougé, comte de Rougé et du Plessis-Belliere, colonel du régiment de Bresse-infanterie.
  - 6. Pierre-Paul-Sylvain Lucas de Blair, conseiller en la cour des Aides de Paris.
- Tiers état
  - 7. Adrien Jean-Alexandre Lucy, avocat et cultivateur-propriétaire à Épiais.
  - 8. Durand-Joseph Busche, procureur au parlement.
  - 9. Antoine Auguste Michel Picault, avocat au parlement, prévôt du Châtelet de Tournans-en-Brie.
  - 10. Jean Graillard de Graville, ancien commissaire au Châtelet de Paris, lieutenant général de Brie-Comte-Robert.
  - 11. Charlemagne Béjot, cultivateur à Messy.
  - 12. Jacques-Joseph d'Artis de Marcillac, avocat au parlement (en fait procureur au parlement)
  - 13. Rouvre (?), propriétaire à Fontenay-en-Brie, actuellement Fontenay-Trésigny,
  - 14. Claude-César-Gatien Ramard, propriétaire, maire de Lagny.

#### Bailliage de Provins
Bailliage secondaire : Montereau. (4 députés)
- Clergé.
  - 1. Charles-François de La Rochefoucauld-Bayers, abbé commendataire de Preuilly, vicaire général du diocèse d'Aix.
- Noblesse.
  - 2. Guy Le Gentil de Paroy, chevalier, seigneur d'Auxence, les Thillières et autres lieux, chevalier de Saint-Louis, lieutenant pour le roi au gouvernement de Champagne et Brie, grand bailli d'épée des bailliages de Provins et Montereau.
- Tiers état.
  - 3. Jean-Charles Davost, greffier du point d'honneur, cultivateur à Voulton.
  - 4. Michel-Louis Rousselet, avocat du roi au bailliage et siège présidial de Provins.

##### Suppléants (4)
- Clergé.
  - 1. Pouget (François-Victor), curé de Coutevroult.
- Noblesse.
  - 2. Clermont d'Amboise (Jean-Baptiste-Charles-François, marquis de), maréchal de camp, gouverneur de Chaumont-en-Bassigny, chevalier des ordres du roi, ancien ambassadeur extraordinaire de Sa Majesté près le roi des Deux-Siciles.
- Tiers état.
  - 3. Nicolas-Joachim Billy, négociant à Bosnard, paroisse de Lourps.
  - 4. Regardin de Champrond (Louis-Placide-Félicité), président du grenier à sel de Montereau, et maire de cette ville.

#### Bailliage de Nemours
Bailliage Principal sans secondaire. (4 députés)
- Clergé.
  - 1. Alexandre Thibaut, bachelier en théologie de la faculté de Paris, prêtre-curé de la paroisse Saint-Clair de Souppes.
- Noblesse.
  - 2. Louis Marc Antoine de Noailles, lieutenant général en Guyenne, grand bailli d'épée de Nemours, colonel commandant du régiment d'Alsace-chasseurs, chevalier de Saint-Louis.
- Tiers état.
  - 3. Pierre Samuel du Pont de Nemours, conseiller d'État, propriétaire et cultivateur dans la paroisse de Chevannes.
  - 4. Pierre Berthier, bailli de Puiseaux.

##### Suppléants (4)
- Clergé.
  - 1. Jean-François-Désiré Luyt, curé de La Madeleine de Corbeval, desservant de Boulay.
- Noblesse.
  - 2. Jean-Victor-Léon de Ferra de Rouville, seigneur de Rouville.
- Tiers état.
  - 3. Joseph-Étienne Bordier, lieutenant particulier au bailliage de Nemours.
  - 4. Pierre-François Petit, prévôt à Château-Landon et bailli de Ferrières-en-Gâtinais.

#### Bailliage de Meaux.
Bailliage Principal sans secondaire. (4 députés)
- Clergé.
  - 1. Pierre-Louis Barbou, curé d'Isles-lès-Villenoy.
- Noblesse.
  - 2. Henri-Cardin-Jean-Baptiste d'Aguesseau, marquis de Fresnes, conseiller d'État, prévôt-maître des cérémonies et commandeur de l'ordre de Saint-Michel.
- Tiers état.
  - 3. Guillaume-Benoît Houdet, lieutenant général criminel du siège présidial et du grand bailliage de Meaux, maire de la dite ville.
  - 4. Thomas-Joseph Desescoutes, négociant à Coulommiers.

##### Suppléants (4)
- Clergé.
  - 1. Pierre-Jean de Ruallem, abbé commendataire de l'abbaye royale de Saint-Faron, conseiller au parlement de Rouen.
- Noblesse.
  - 2. Stanislas de Clermont-Tonnerre, colonel attaché au régiment de Royal-Navarre. Est élu député direct de Paris. Opte pour Paris.
- Tiers état.
  - 3. François-Marie Dubuat, avocat à Meaux.
  - 4. Antoine-Jean-François Ménager, négociant à Germigny-l'Évêque.

#### Bailliage de Mantes
Bailliage secondaire : Meulan. (4 députés)
- Clergé.
  - 1. Claude-François-Guillaume-Gabriel Chopier[3], curé de Flins.
- Noblesse.
  - 2. Antoine de Vion de Gaillon, chevalier, seigneur de Tessancourt, chevalier de Saint-Louis, ancien capitaine de cavalerie, demeurant au château de Gaillon, près Meulan.
- Tiers état.
  - 3. Joseph Germiot, chevalier de la Société d'agriculture, demeurant à Menucourt.
  - 4. Jean-Baptiste Meusnier Dubreuil, lieutenant général civil et de police au bailliage et siège présidial de Mantes.

##### Suppléants (0)
(Pas de suppléants.)

#### Bailliage de Beauvais
Bailliage principal sans secondaire. (4 députés)
- Clergé.
  - 1. Lucien David, curé de Lormaison.
- Noblesse.
  - 2. Félix Des Balbes de Berton de Crillon, châtelain de Milly, seigneur de Crillon, Haucourt et autres fiefs en Beauvaisis, de Bernay en Brie, et du Vault en Bourgogne, maréchal de camp, chevalier de Saint-Louis, grand bailli d'épée du bailliage de Beauvais, dit Crillon le Jeune.
- Tiers état.
  - 3. Pierre Oudaille, laboureur.
  - 4. François Millon de Montherlant, avocat au parlement.

##### Suppléants (2)
- Clergé.
  - 1. Pillon (?), curé de Saint-Jacques de Beauvais.
  - 2. Des Courtils de Merlemont (Charles-Louis), ancien capitaine de cavalerie.

#### Bailliage de Senlis
Bailliages secondaires : Beaumont-sur-Oise, Chambly, Compiègne, Creil, Pontoise. (4 députés)
- Clergé.
  - 1. Jean-Baptiste Massieu, prêtre du diocèse de Rouen, curé de Cergy.
- Noblesse.
  - 2. Pierre-Marc-Gaston de Lévis, seigneur d'Ennery et autres lieux, grand bailli d'épée du bailliage de Senlis.
- Tiers état.
  - 3. Charles-Christophe Leblanc, conseiller au bailliage provincial et siège présidial de Senlis, maire de ladite ville.
  - 4. Nicolas-Pierre-Antoine Delacour, laboureur, fermier de la seigneurie à Ableiges.

##### Suppléants (0)
(Pas de suppléants.)

#### Bailliage de Sens
Bailliage secondaire : Villeneuve-sur-Yonne. (4 députés)
- Clergé.
  - 1. Claude-Marc Costel, curé de Foissy.
- Noblesse.
  - 2. Victurnien-Jean-Baptiste de Rochechouart de Mortemart, pair de France, prince de Tonnay-Charente, seigneur de Portillon au bailliage de Sens, maréchal de camp.
- Tiers état.
  - 3. Jean-Jérôme Jaillant, lieutenant criminel au bailliage de Sens.
  - 4. Jean-Étienne Menu de Chomorceau, ancien lieutenant général du bailliage de Villeneuve-le-Roi.

##### Suppléants (2)
- Noblesse.
  - 1. Louis Gabriel de Planelli de Maubec, l'un des quatre premiers barons du Dauphiné, seigneur de Thorigny et autres lieux, capitaine en second aux gardes-françaises, chevalier de Saint-Louis.
- Tiers état.
  - 2. Deschamps (Charles-Antoine), président de l'élection de Tonnerre.

#### Bailliage d'Étampes
Bailliage principal sans secondaire. (4 députés)
- Clergé.
  - 1. Charles-César Périer, curé de Saint-Pierre d'Étampes.
- Noblesse.
  - 2. Jacques-Auguste de Poilloüe de Saint-Mars, marquis de Saint-Mars, Valmenil et Pommeret, seigneur-patron de Pequeuse-le-Grand, le Petit-Craches, Chailly et autres lieux, chevalier de Saint-Louis, ancien officier-major et lieutenant des gardes-françaises.
- Tiers état.
  - 3. François Louis Jean-Joseph de Laborde de Méréville, seigneur de Grandville, garde du trésor royal.
  - 4. Louis Gidouin, ancien receveur de Châlons-la-Reine, bourgeois d'Étampes.

##### Suppléants (1)
- Noblesse.
  - 1. Mazis (Ange-Henry des), chevalier, ancien lieutenant-colonel d'infanterie, chevalier de Saint-Louis.

#### Bailliage de Montfort-L'Amaury
Bailliage secondaire : Dreux. (8 députés)
- Clergé.
  - 1. Louis-Marie Landrin, bachelier en théologie de l'Université de Paris, curé de Garancières.
  - 2. Joseph-Nicolas de Champeaux, vicaire général du diocèse de Rodez, curé de Montigny-le-Bretonneux.
- Noblesse.
  - 3. Mathieu de Montmorency-Laval, comte de Montmorency, gouverneur des ville et château de Compiègne, capitaine des gardes du comte d'Artois, conseiller du roi, bailli de robe courte au bailliage royal de Montfort-l'Amaury.
  - 4. François Petau de Maulette, chevalier, seigneur, ancien mousquetaire, chevalier de Saint-Louis.
- Tiers état.
  - 5. Jacques-Mathurin Auvry, avocat au parlement, procureur du roi en la maîtrise des eaux et forêts de Dreux.
  - 6. Nicolas-Jean-Baptiste Laignier, avocat au parlement, procureur du roi en l'élection de Montfort-l'Amaury.
  - 7. Pierre-François Laslier, négociant à Rambouillet.
  - 8. Nicolas Hauducœur, conseiller du roi, élu en l'élection de Montfort-l'Amaury.

##### Suppléants (7)
- Clergé.
  - 1. Hebert (Julien), curé de Rambouillet.
  - 2. Mazar (Louis), curé des Essarts-le-Roi.
- Noblesse.
  - 3. Jean-Baptiste-Hyacinthe-Marie, marquis du Tertre de Sancé, chevalier, maréchal de camp, chevalier de Saint-Louis, seigneur du Breuil, en la paroisse de Garancières.
  - 4. Claude-Louis, marquis de Saisseval, colonel de dragons.
- Tiers état.
  - 5. Jacques-Antoine Rouveau, bourgeois.
  - 6. Jean-François Cochon-Bobusse, avocat à Épernon.
  - 7. Étienne Mabille, laboureur à Houdan.

#### Bailliage de Melun
Bailliage secondaire : Moret. (4 députés)
- Clergé.
  - 1. Jean Thomas, curé de Mormant-en-Brie.
- Noblesse.
  - 2. Emmanuel Fréteau de Pény, seigneur de Vaux-le-Penil, Saint-Liesne-de-Melun, Germenoy, etc., conseiller au parlement de Paris.
- Tiers état.
  - 3. Pierre-Étienne Despatys de Courteille, seigneur de Vauxbrun, Chandon et autres lieux, avocat du roi honoraire au bailliage et siège présidial d'Auxerre, lieutenant général civil au Châtelet de Melun.
  - 4. Armand-Constant Tellier, avocat du roi au siège de Melun.

##### Suppléants (4)
- Clergé.
  - 1. Jacques-Ladislas-Joseph de Calonne, conseiller clerc honoraire au parlement de Flandres, vicaire général et official de Cambrai, chanoine de l'église métropolitaine de Cambrai, abbé commendataire de l'abbaye royale de Saint-Pierre de Melun.
- Noblesse.
  - 2. Louis Marthe de Gouy d'Arsy
- Tiers état.
  - 3. Louis-Nicolas Maria, doyen des conseillers du bailliage de Melun.
  - 4. Louis-Victor Du-Bois d'Arneuville, procureur du roi en la maîtrise des eaux et forêts de Fontainebleau.

### Généralité d'Amiens

#### Bailliage d'Amiens.
Bailliage secondaire : Ham. (8 députés)
- Clergé.
  - 1. Charles Fournier, curé d'Heilly, professeur émérite de théologie au collège d'Amiens.
  - 2. Louis de Machault d'Arnouville, évêque d'Amiens.
- Noblesse.
  - 3. Joseph-Anne-Maximilien de Croÿ d'Havré, prince du Saint-Empire, grand d'Espagne de la première classe, châtelain héréditaire de Mons-en-Hainaut, gouverneur de Schlestadt, maréchal de camp.
  - 4. Philippe Louis Marc Antoine de Noailles, gouverneur et capitaine des chasses de Versailles, Marly et dépendances, chevalier de l'ordre souverain de Malte, chevalier de la Toison-d'Or, maréchal de camp, commandant une brigade de troupes à cheval dans la deuxième division d'Alsace.
- Tiers état.
  - 5. Pierre Douchet, cultivateur au Hamel, près Corbie.
  - 6. Charles Lenglier le jeune, marchand à Feuquières.
  - 7. Charles Florimond Leroux, ancien négociant, ancien maire d'Amiens, administrateur de l'hôpital Saint-Charles, membre de l'assemblée du département d'Amiens.
  - 8. Jean-Charles Laurendeau, avocat au parlement et au bailliage et siège présidial d'Amiens.

##### Suppléants (3)
- Clergé.
  - 1. Jean Lefèbvre, curé de Lœuilly.
- Noblesse.
  - 2. Charles-Gabriel, comte de Gomer, chevalier, seigneur de Quevauvillers, Bougainville et autres lieux.
- Tiers état.
  - 3. Pierre-Joseph Berville, procureur à Amiens.

#### Gouvernement de Péronne
Bailliages secondaires : Montdidier, Roye. (8 députés)
- Clergé.
  - 1. Calixte de La Place, curé de Languevoisin, au diocèse de Noyon.
  - 2. Jean-Sifrein Maury, abbé commendataire de la Frenade, prieur de Lihons, membre de l'Académie française.
- Noblesse.
  - 3. Alexandre de Lameth, attaché comme colonel au régiment de cuirassiers.
  - 4. Louis-Marie de Mailly, maréchal de camp.
- Tiers état.
  - 5. Marie-Louis-Nicolas Pincepré de Buire, seigneur de Buire.
  - 6. Charles-François de Bussi, agriculteur à Rouvrel.
  - 7. Marc Florent Prévost, avocat du roi au bailliage de Péronne.
  - 8. Louis-Ghislain de Bouteville du Metz, président des traites à Përonne, avocat au bailliage.

##### Suppléants. (7)
- Clergé.
  - 1. Pierre Angot, curé-doyen de Montigny, au bailliage de Montdidier.
- Noblesse.
  - 2. Stanislas-Catherine de Biaudos, comte de Casteja, chevalier, maréchal de camp, chevalier de Saint-Louis, seigneur des terres et seigneuries de Framerville, Herleville, Rainecourt et autres lieux.
  - 3. Antoine Charles Gabriel de Folleville, marquis de Castelnau, lieutenant-colonel de cavalerie, chevalier de Saint-Louis.
- Tiers état.
  - 4. Antoine-Marie-Rodolphe Lienart, avocat au bailliage de Montdidier.
  - 5. Pierre-Florent Masson, avocat au bailliage de Roye.
  - 6. Louis-Fursy Tattegrain, avocat, ancien maire de Péronne.
  - 7. Antoine Mareux, demeurant en la paroisse de Tricot (Charles-François de Bussi, démissionnaire le 23 août 1789)

#### Sénéchaussée de Ponthieu à Abbeville
Sénéchaussée principale sans secondaire. (4 députés)
- Clergé.
  - 1. Antoine Dupuis, curé d'Ailly-le-Haut-Clocher.
- Noblesse.
  - 2. Ferdinand de Crécy, chevalier, baron et seigneur de Rye, Chaumergy, Chavannes, comte et seigneur de Bours, Gueschard, Villeroi et Belhotel, chevalier de Saint-Louis et de Saint-Georges du comté de Bourgogne, ancien colonel du régiment de cavalerie, aujourd'hui Royal-Guyenne.
- Tiers état.
  - 3. Charles François Duval de Grandpré, avocat, procureur-syndic de la ville d'Abbeville.
  - 4. François-Pascal Delattre, négociant à Abbeville.

##### Suppléants (1)
- Tiers état.
  - 1. Jean-Baptiste-Charles Dequeux du Beauval, lieutenant particulier de la sénéchaussée de Ponthieu.

#### Bailliage de Montreuil-sur-Mer
Bailliage principal sans secondaire. (4 députés)
- Clergé.
  - 1. Nicolas Rolin, curé de Verton.
- Noblesse.
  - 2. Jacques-Alexandre-Antoine-François de Courteville d'Hodicq, vicomte des Deux-Airons, seigneur d'Arry, chevalier de Saint-Louis, maréchal de camp.
- Tiers état.
  - 3. Jacques François Riquier, propriétaire à Brimeux.
  - 4. Jean-Baptiste-Jacques Poultier, lieutenant général au bailliage de Montreuil.

##### Suppléants. (0)
(Pas de suppléants.)

#### Bailliage de Calais (ville et pays reconquis)
Bailliage secondaire : Ardres. (4 députés)
- Clergé.
  - 1. François Bucaille, licencié en théologie de la faculté de Paris, curé de Frethun-en-Calaisis.
- Noblesse.
  - 2. François Joseph Théodore de Désandrouin (vicomte), chevalier de Malte, ancien chambellan de feu l'impératrice-reine, et chambellan actuel de l'empereur, demeurant au château d'Hardinghen.
- Tiers état.
  - 3. Charles-Bruno Francoville, avocat au parlement, député du bailliage secondaire d'Ardres.
  - 4. Nicolas Blanquart, sieur d'Essaline, dit « Blanquart des Salines », ancien procureur du roi en la maîtrise des eaux et forêts de Calais, seigneur de la vicomté de Ferlinghem-Kacove et autres lieux, demeurant à Calais.

##### Suppléant (1)
- Noblesse.
  - 1. Bodart de Buire (Louis-Marc de), écuyer, seigneur de Buire, Saint-Michel et autres lieux, ancien mousquetaire de la deuxième compagnie de la garde du roi.

#### Sénéchaussée deBoulonoisà Boulogne
Sénéchaussée principale sans secondaire. (4 députés)
- Clergé.
  - 1. Jean-Baptiste-Olivier-Placide de Méric de Montgazin, vicaire général du diocèse de Boulogne et abbé commendataire de l'abbaye de Cellefrouin d'Angoulême.
- Noblesse.
  - 2. Louis-Alexandre-Céleste d'Aumont, chevalier des ordres du roi, lieutenant-général de ses armées, premier gentilhomme de la Chambre, gouverneur de la province et pays Boulonois.
- Tiers état.
  - 3. Nicolas Latteux, doyen des avocats, ancien mayeur de Boulogne, et administrateur des affaires communes de la province du Boulonnois.
  - 4. Bernard Gros, avocat au parlement, ancien administrateur de la province du Boulonois.

##### Suppléants. (4)
- Clergé.
  - 1. Laurent Joseph Cossart, prêtre, maître ès arts de l'Université de Paris, curé de la paroisse de Wimille.
- Noblesse.
  - 2. Louis-Marie-Gilles du Blaisel du Rieu, chevalier de Saint-Louis, ancien président de l'administration des affaires communes du Boulonois.
- Tiers état.
  - 3. François-Joseph-Alexis Le Gressier de Bellannoy, avocat au parlement, propriétaire à Samer.
  - 4. Louis-Marie-Jacques-Antoine Grandsire, avocat au parlement, ancien administrateur de la province du Boulonois.

#### Bailliage de Saint-Quentin
Bailliage principal sans secondaire. (4 députés)
- Clergé.
  - 1. Claude Marolles, curé de Saint-Jean-Baptiste de Saint-Quentin.
- Noblesse.
  - 2. Guy-Félix de Pardieu, seigneur de Vadancourt, Bray-Saint-Christophe, Bracheux, Hérouël et autres lieux, demeurant à Paris.
- Tiers état.
  - 3. Pierre-Éloi Fouquier d'Hérouël, seigneur d'Hérouël et Tinville, écuyer, fourrier des logis du roi, demeurant à Saint-Quentin.
  - 4. Charles-Vincent du Plaquet, licencié ès-lois, chapelain conventuel de l'ordre de Malte et de l'église de Saint-Quentin et censeur royal, demeurant à Saint-Quentin.

##### Suppléants (1)
- Noblesse.
  - 1. Charles-François, comte de Flavigny, baron de Canlers, seigneur de Tournevel, Travecy, Charmes et autres lieux, capitaine au régiment des Gardes françaises avec rang de colonel.

### Généralité de Soissons

#### Bailliage de Soissons
Bailliage principal sans secondaire. (4 députés)
- Clergé.
  - 1. Claude Delettre, curé de Berny-Rivière.
- Noblesse.
  - 2. Casimir Pignatelli d'Egmont, comte de Braisne, lieutenant général des armées du roi, gouverneur général du Saumurois.
- Tiers état.
  - 3. Jean-Pierre Ferté, propriétaire de la ferme du Pavillon, paroisse d'Acy.
  - 4. Charles-Fabio Brocheton, avocat au parlement, lieutenant de l'élection de Soissons

##### Suppléants. (2)
- Clergé.
  - 1. Louis Delabat, prieur-curé de Saint-Léger de Soissons.
- Noblesse.
  - 2. François-Nicolas Dujay, seigneur de Rozoy en partie, procureur-syndic de l'assemblée de la noblesse du département de Soissons.

#### Bailliage duVermandoisà Laon
Bailliages secondaires : La Fère, Marle, Chauny, Couci, Guise, Noyon. (12 députés)
- Clergé.
  - 1. Louis Hector Honoré Maxime de Sabran, évêque-duc de Laon.
  - 2. Jean Ogé, curé de Saint-Pierremont.
  - 3. Louis-Bernard Gibert, curé de Saint-Martin de Noyon.
- Noblesse.
  - 4. Charles-Jean-Louis des Fossés, chevalier, seigneur du Faux-Aumencourt et autre lieux, lieutenant de MM. les maréchaux de France aux bailliages de Soissons et Coucy-le-Château.
  - 5. Charles-François-Louis de Macquerel de Quesmy, ancien capitaine au régiment de Brie-infanterie, chevalier de Saint-Louis, seigneur de Quémy et autres lieux.
  - 6. Jean de Miremont (Charles-Jean-François-Alphonse, comte de), chevalier, capitaine au régiment de chasseurs du Languedoc.
- Tiers état.
  - 7. Marie Jean François Philibert Le Carlier d'Ardon, maire de Laon et secrétaire du roi.
  - 8. Jean Louis de Viefville des Essarts, avocat et subdélégué de l'Intendant de Soissons en l'élection de Guise.
  - 9. Jacques François Laurent Devisme, avocat et procureur-syndic de l'assemblée intermédiaire de l'élection de Laon.
  - 10. Charles-Maximin Bailly, laboureur à Crécy-aux-Monts.
  - 11. Claude-Antoine Leleu de La Ville aux Bois, lieutenant en l'élection et subdélégué de l'intendance de Soissons
  - 12. Jean Antoine Leclerc de Lannoy, laboureur, propriétaire de la seigneurie de Lannoy, bailliage de Chauny.

##### Suppléants (4)
- Clergé.
  - 1. Féquant (Jean-Marie), curé de Leschelles, près Guise.
- Noblesse.
  - 2. Royer (Charles-Louis du), chevalier, seigneur de Savriennois et Flavy-le-Martel[4]. (a siégé)
  - 3. Novion (Jean-Victor de), chevalier, capitaine au régiment de Vermandois.
  - 4. Lamirault de Noircourt (Jean-Baptiste), chevalier de Saint-Louis, ancien capitaine au régiment de Condé-infanterie, seigneur d'Étréaupont.

#### Bailliage deChâteau-Thierry
Bailliage principal sans secondaire. (4 députés)
- Clergé.
  - 1. Jean-François Thirial, curé de Saint-Crépin de Château-Thierry, docteur en théologie de la faculté de Paris.
- Noblesse.
  - 2. Gilles-François de Graimberg de Belleau, chevalier, seigneur de Belleau, Lacroix et autres lieux, lieutenant des maréchaux de France et syndic de l'assemblée d'élection de Château-Thierry pour les ordres du clergé et de la noblesse.
- Tiers état.
  - 3. Adam Pierre Pinterel de Louverny, lieutenant général du bailliage de Château-Thierry.
  - 4. Nicolas François Harmand d'Abancourt, avocat au parlement.

##### Suppléants. (4)
- Clergé.
  - 1. Remard (Nicolas), curé de Seringes-et-Nesles.
- Noblesse.
  - 2. Bois Rouvraye (Denis-Christophe Pasquier de), 1751-1800, chevalier, capitaine de cavalerie, premier aide de camp du maréchal de Broglie, seigneur du comté de Villers et Domptin, vicomté d'Oisy, Bézu-le-Guéry, et autres lieux[5].
- Tiers état.
  - 3. Sutil (Louis-Nicolas), avocat du roi au bailliage de Château-Thierry.
  - 4. Potel (Jacques), laboureur à Sommelans.

#### Bailliage de Crépy-en-Valois
Bailliage principal sans secondaire. (4 députés)
- Clergé.
  - 1. Jean-Jacques Farochon, curé de la paroisse d'Ormoyemmy-les-champs (actuellement Ormoy-Villers).
- Noblesse.
  - 2. Louis-Philippe d'Orléans (1747-1793), premier prince du sang, lieutenant général des armées navales, etc.
- Tiers état.
  - 3. Louis-Joseph Adam de Verdonne, conseiller du roi et de S. A. S. Mgr le duc d'Orléans, lieutenant général civil, criminel et de police au bailliage du duché de Valois.
  - 4. Antoine-Bernard Hanoteau, laboureur au Plessis-Pacy.

##### Suppléants (2)
- Noblesse.
  - 1. Le Pelletier de Glatigny (Louis-François), chevalier, seigneur d'Hautefourt, Petit-Glatigny, en la paroisse Saint-Pierre de Bétaizy, capitaine d'artillerie.
  - 2. Mazancourt du Fresnoy (François-Joachim, marquis de), seigneur de Fresnoy, Boissy-les-Gombries, Foyolles et autres terres et seigneuries dans le duché de Valois, capitaine commandant au régiment des Gardes françaises.

#### Bailliage de Clermont-en-Beauvaisis
Bailliage principal sans secondaire. (4 députés)
- Clergé.
  - 1. François-Joseph de La Rochefoucauld, évêque-comte de Beauvais, pair de France.
- Noblesse.
  - 2. François XII de La Rochefoucauld, chevalier des ordres du roi, grand-maître de sa garde-robe, maréchal de camp.
- Tiers état.
  - 3. Luc-Jacques-Édouard Dauchy, propriétaire-cultivateur à Saint-Just-la-Rue-Prévost.
  - 4. François-Anne-Joseph Meurinne, conseiller du roi, élu en l'élection de Clermont-en-Beauvaisis.

##### Suppléants (1)
- Clergé.
  - 1. Lestuvée (Pierre-Michel), curé de la Neuville-en-Rez.

#### Bailliage de Villers-Cotterêts
Bailliage principal sans secondaire. (4 députés)
- Clergé.
  - 1. Jean-Baptiste-Étienne de Warel, curé de Sainte-Geneviève de Marolles.
- Noblesse.
  - 2. Augustin Duprat de Barbançon, comte souverain de Valteline, etc., colonel du régiment d'Orléans-cavalerie, conseiller du roi, bailli d'épée, garde-scel héréditaire au bailliage de Villers-Cotterêts.
- Tiers état.
  - 3. Jérôme-Joseph Geoffroy de Limon, contrôleur général et intendant des maisons, domaines et finances de Mgr le duc d'Orléans, refuse son élection.
  - 4. Pierre-François Aubry-Dubochet, maire de la Ferté-Milon.

##### Suppléants. (3)
- Clergé.
  - 1. Lamy (Dom Bernard-Antoine), prieur titulaire du prieuré de Saint-Lazare de la Ferté-Milon.
- Noblesse.
  - 2. Gabriel-Auguste de Mazancourt, comte, maréchal de camp, seigneur de Vivières et Longavesnes, commandeur de Saint-Louis.
- Tiers état.
  - 3. Charles-Nicolas Bourgeois, fermier de la ferme de l'Épine à Vivières. Remplace Jérôme-Joseph Geoffroy de Limon qui refuse son élection.

### Généralité d'Orléans

#### Bailliage d'Orléans
Bailliages secondaires : Beaugency, Bois-Commun, Janville, Neuville-aux-Bois, Vitry-aux-Loges, Yèvres-le-Chatel. (12 députés)
- Clergé.
  - 1. Liphard-Daniel Blandin, curé de l'église Saint-Pierre-le-Puellier d'Orléans.
  - 2. Marc-Antoine Moutier, chanoine de l'église d'Orléans.
  - 3. Armand-Anne-Auguste-Antonin Sicaire de Chapt de Rastignac, abbé commendataire de Saint-Mesmin.
- Noblesse.
  - 4. Claude Antoine de Béziade, baron de Lussay, seigneur de Lelion, Courbazon et autres lieux, lieutenant général de la province d'Orléanais, maréchal de camp, grand bailli du bailliage et duché d'Orléans, juge des exempts et cas royaux, maître de la garde-robe de Monsieur, frère du roi, gouverneur des villes de Beaugency et Neufchâteau.
  - 5. Jacques-Isaac Seurrat de La Boulaye, écuyer, conseiller du roi, juge magistrat au bailliage, siège présidial et châtelet d'Orléans.
  - 6. François-Louis de Barville, chevalier, seigneur d'Harnoville, chevalier de Saint-Louis, lieutenant au régiment des gardes-françaises.
- Tiers état.
  - 7. Guillaume-Anne Salomon de La Saugerie, avocat au parlement et aux sièges présidial et Châtelet d'Orléans, docteur-régent de l'Université d'Orléans.
  - 8. Louis-Jean Pélerin de la Buxière, ancien médecin du roi, demeurant à Bois-Commun.
  - 9. Liphard-Julien Lefort, négociant à Orléans.
  - 10. Jean-Pierre-Guillaume Delahaye de Launay, « entrepreneur de manufactures » à Montmirail, près la Ferté-Bernard.
  - 11. Jean-Louis Henry de Longuève, écuyer, premier avocat du roi au bailliage, siège présidial et châtelet d'Orléans.
  - 12. François-Simon Defay-Boutheroue, négociant à Orléans.

##### Suppléants. (9)
- Clergé.
  - 1. Jean-Baptiste-Florimond-Joseph de Meffray de Césarges, abbé commendataire de Sainte-Euverte.
  - 2. Rouÿ (Louis-Edme), curé d'Aulnay-la-Rivière.
- Noblesse.
  - 3. Dupont de Veillenne (Paul-René), chevalier, comte de Veillenne, seigneur de Cerqueux, paroisse de Josnes, chevalier de Saint-Louis, ancien capitaine au régiment de la Marche-Prince-infanterie.
  - 4. Dufaur de Pibrac (Daniel-Prix-Germain, comte de), chevalier, ancien mousquetaire de la 2e compagnie de la garde du roi.
  - 5. Rolland (Barthélemy-Gabriel), chevalier, comte de Chambaudoin, seigneur d'Erceville, Allainville, Charmont et autres lieux, président de la chambre des requêtes au parlement de Paris.
- Tiers état.
  - 6. Miron (Amy), lieutenant de police à Orléans.
  - 7. Meulle (Marc-Joseph de), maître particulier des eaux et forêts à Beaugency.
  - 8. Joly (Étienne), demeurant à Brou.
  - 9. Robert de Massy (Denis), avocat, bailli de Saint-Mesmin.

#### Bailliage deBlois
Bailliage secondaire : Romorantin. (8 députés)
- Clergé.
  - 1. Michel Chabault, curé de la Chaussée-Saint-Victor.
  - 2. Jean-Baptiste de La Rochenégly, prieur-curé de Saint-Honoré de Blois.
- Noblesse.
  - 3. Alexandre de Beauharnais, major en deuxième du régiment de la Sarre-infanterie, chevalier, seigneur de la Ferté-Beauharnois.
  - 4. Louis-Jacques Phélines de Villiersfaux, chevalier novice des ordres royaux militaire et hospitalier de Notre-Dame du Mont-Carmel et de Saint-Lazare de Jérusalem, capitaine du corps royal du génie, seigneur de Bois-Besnard.
- Tiers état.
  - 5. Pierre Druillon, conseiller du roi, lieutenant général civil au bailliage de Blois.
  - 6. Charles Turpin, lieutenant criminel au bailliage de Blois.
  - 7. Jean-Michel-Marguerite de Laforge, avocat au parlement, exerçant en la justice de Châteaudun.
  - 8. Jacques Samuel Dinocheau, avocat au parlement exerçant au siège de Blois, bailli de Pontlevoy.

##### Suppléants. (1)
- Noblesse.
  - 1. Antoine Lavoisier, seigneur de Frechine, Villefrancœur et autres lieux, de l'Académie des Sciences, de la Société royale de Londres, fermier général.

#### Bailliage deChartres
Bailliage principal sans secondaire. (4 députés)
- Clergé.
  - 1. Jean-Baptiste-Joseph de Lubersac, évêque de Chartres.
- Noblesse.
  - 2. Charles-Philippe-Simon de Montboissier-Beaufort-Canillac, maréchal de camp, chevalier de Saint-Louis, ancien mestre-de-camp lieutenant-commandant du régiment d'Orléans-dragons.
- Tiers état.
  - 3. Jérôme Pétion de Villeneuve, avocat, subdélégué de l'intendant d'Orléans, à Chartres.
  - 4. Pierre-Étienne-Nicolas Bouvet-Jourdan, négociant à Chartres, grand juge-consul en exercice.

##### Suppléants (4)
- Clergé.
  - 1. Claude-Adrien Jumentier, curé de Saint-Hilaire de Chartres.
- Noblesse.
  - 2. Antoine Omer Talon, chevalier, marquis du Boullay-Thierry, vicomte héréditaire de Nogent-le-Roy, conseiller au parlement de Paris (deuxième chambre des enquêtes).
- Tiers état.
  - 3. Horeau (Michel-Claude), avocat au parlement.
  - 4. Le Tellier (Louis), avocat et échevin.

#### Bailliage de Dourdan
Bailliage principal sans secondaire. (4 députés)
- Clergé.
  - 1. Noël-Charles Millet, bachelier en droit, curé de Saint-Pierre de Dourdan.
- Noblesse.
  - 2. Louis-Henri-Charles de Gauville, sous-lieutenant des gardes du corps du comte d'Artois, compagnie d'Alsace, avec rang de lieutenant-colonel, baron de La Forêt-le-Roi[6].
- Tiers état.
  - 3. Charles-François Lebrun[6], écuyer, futur duc de Plaisance.
  - 4. Louis-René Buffy[6], notaire royal à Dourdan.

##### Suppléants. (2)
- Clergé.
  - 1. François Béchant, grand vicaire de Chartres, official de Dourdan.
- Noblesse.
  - 2. Broglie de Revel (Auguste-Joseph de), prince du Saint-Empire romain, comte et baron de Druy, seigneur de Sougy, Parigny-sur-Sardolles et autres lieux, colonel attaché au régiment de La Couronne-infanterie, conseiller du roi, grand bailli d'épée des ville, bailliage royal et comté de Dourdan.

#### Bailliage deGien
Bailliage principal sans secondaire. (4 députés)
- Clergé.
  - 1. Claude-Benjamin Vallet, curé de Saint-Louis de Gien.
- Noblesse.
  - 2. Edme-Lin-Clet de Rancourt de Villiers.
- Tiers état.
  - 3. Jean Bazin, avocat.
  - 4. Pierre Janson, avocat au bailliage de Gien.

##### Suppléants. (1)
- Tiers état.
  - 1. Antoine-Marie-Thomas de Gérissay, avocat.

#### Bailliage deMontargis.
Bailliages secondaires : Château-Renard, Lorris (4 députés)
- Clergé.
  - 1. Jean-François Girard, curé-doyen de Lorris.
- Noblesse.
  - 2. Louis-René-Madeleine de Latouche-Tréville, chevalier, seigneur de Platteville et autres lieux, chevalier de Saint Louis, membre de la Société de Cincinnatus, capitaine des vaisseaux du roi, inspecteur général des canonniers auxiliaires de la marine, chancelier, chef du conseil, garde des sceaux et surintendant des maisons, domaines et finances de Mgr le duc d'Orléans, grand bailli d'épée de Montargis.
- Tiers état.
  - 3. Louis-Charles Gillet de La Jaqueminière, procureur-syndic du département de Joigny.
  - 4. Jacques-François Le Boys des Guays, lieutenant particulier au bailliage de Montargis.

##### Suppléants. (3)
- Noblesse.
  - 1. Champignelles (Armand-Louis de Rogres de Lusignan, marquis de), ancien lieutenant des gardes du corps du roi, maréchal de camp retraité.
- Tiers état.
  - 2. Bazille (Gabriel), maire de Joigny.
  - 3. Raige (Timothée-Louis), notaire royal et échevin à Montargis.

#### Bailliage deVendôme
Bailliages secondaires : Mondoubleau, Saint-Calais. (4 députés)
- Clergé.
  - 1. Joachim-Nicolas Housseau, curé de Saint-Martin de Sargé. Refuse son élection et est remplacé par son suppléant.
- Noblesse.
  - 2. Gilbert de Sarrazin, ancien capitaine de dragons, chevalier de Saint-Louis, seigneur du fief Bromplessé, paroisse de Nourray.
- Tiers état.
  - 3. Louis-François Pothée, échevin à Montoire.
  - 4. Jean-Baptiste Crenière, marchand de fer à Vendôme.

##### Suppléants. (1)
- Clergé.
  - 1. Jean-Pierre-Étienne-Lazare Bodineau, curé de Saint-Bienheuré de Vendôme. Remplace Housseau, qui refuse son élection.

### Généralité de Bourges

#### Bailliage de Bourges.
Bailliages secondaires : Châteauroux, Concressault, Dun-le-Roi, Issoudun, Mehun-sur-Yèvre, Vierzon, Henrichemont. (16 députés)
- Clergé.
  - 1. Jean Auguste de Chastenet de Puységur, archevêque de Bourges.
  - 2. Vincent Poupard, curé de Sancerre.
  - 3. Sylvain Yvernault, chanoine de l'église collégiale de Saint-Ursin de Bourges.
  - 4. François Villebanois, curé de Saint-Jean-le-Vieil de Bourges.
- Noblesse.
  - 5. Claude-Louis de La Châtre, maréchal de camp, inspecteur de cavalerie, premier gentilhomme de la chambre de Monsieur frère du roi, commandeur de l'ordre de Saint-Lazare, grand bailli d'épée du bailliage de Berry.
  - 6. Charles-Léon de Bouthillier-Chavigny, mestre de camp commandant du régiment de Picardie, chevalier de Saint-Louis.
  - 7. Jean-Marie Heurtault de Lammerville, demeurant en sa terre de la Périsse, près Dun-le-Roi.
  - 8. Philippe-Jacques de Bengy de Puyvallée, ancien officier de marine, demeurant à Bourges.
- Tiers état.
  - 9. Guillaume Boëry, avocat, président en l'élection et premier échevin de Châteauroux.
  - 10. Jacques Thoret, docteur en médecine, professeur à la faculté de médecine de Bourges.
  - 11. Jérôme Legrand, avocat du roi au bailliage de Châteauroux.
  - 12. Pierre Poya de L'Herbay, lieutenant particulier au bailliage d'Issoudun.
  - 13. Étienne François Sallé de Chou, avocat du roi au bailliage de Bourges.
  - 14. François Baucheton, avocat et échevin d'lssoudun.
  - 15. Jean-Baptiste Aucler-Descottes, médecin de Mgr le comte d Artois, demeurant à Argenton.
  - 16. Pierre-Joseph Grangier, avocat à Sancerre.

##### Suppléants. (4)
- Clergé.
  - 1. Astruc (Dom Jean), prieur de l'abbaye bénédictine royale de Saint-Sulpice de Bourges.
- Noblesse.
  - 2. Rochedragon (Jean-François, marquis de), colonel inspecteur du régiment Colonel-Général de l'infanterie française et étrangère, chevalier de Malte, chevalier de Saint-Louis.
- Tiers état.
  - 3. Gaignault de Saint-Soing (Pierre-Denis), conseiller honoraire en l'élection d'Issoudun.
  - 4. Remond (Pierre-Antoine-Jean), maître particulier des eaux et forêts.

### Généralité de Moulins

#### Sénéchaussée de Moulins
Sénéchaussée principale sans secondaire. (12 députés)
- Clergé.
  - 1. Pierre Tridon, curé de Rongères.
  - 2. Jean Aury, curé d'Hérisson.
  - 3. François-Xavier Laurent, curé d'Huillaux.
- Noblesse.
  - 4. Philibert du Buysson de Douzon, seigneur de Montaigut et Poncenat, brigadier des armées du roi, chevalier de Saint-Louis.
  - 5. Antoine Destutt de Tracy, seigneur de Paray-le-Frésil, colonel du régiment de Penthièvre-infanterie, chevalier de Saint-Louis.
  - 6. Henri Coiffier, baron de Breuil, ancien lieutenant des vaisseaux du roi, chevalier de Saint-Louis.
- Tiers état.
  - 7. Gilbert-Louis-Grégoire Michelon de Cheuzat, procureur du roi en la châtellenie royale de Murat-Montmarault.
  - 8. Jean Gilbert Berthomier de la Villette, procureur du roi en la châtellenie de Bruyère-l'Aubépin et Cerilly.
  - 9. François Lomet, avocat au parlement à Moulins.
  - 10. Jean-Joseph Goyard, sieur du Berjoux, avocat au parlement, conseiller au grenier à sel.
  - 11. Pierre-Joseph Vernin, conseiller du roi, assesseur civil et lieutenant particulier criminel en la sénéchaussée de Bourbonnais et siège présidial de Moulins.
  - 12. Léon-Henri-Léonor Lebrun, sieur de la Motte-Vessé et de Bellecourt, bourgeois demeurant à Seuillet.

##### Suppléants. (4)
- Clergé.
  - 1. Regnard (Gaspard), procureur du roi en la châtellenie royale de Montluçon.
  - 2. Lucas (Jean-Baptiste-Joseph), procureur du roi au grenier à sel de Gannat.
- Noblesse.
  - 3. Chabannes (Jean-Frédéric de), marquis de la Palisse, colonel attaché au régiment de chasseurs de Normandie, chevalier de Saint-Louis et la Société de Cincinnatus.
- Tiers état.
  - 4. Gilbert Ruet de La Motte, avocat au parlement.

#### Bailliage deNivernoiset Donziois à Nevers
Bailliage principal sans secondaire. (8 députés)
- Clergé.
  - 1.Benoît-Jean-Remi Combet de Peccat de Larène, bachelier en droit civil et canon, chanoine régulier de la congrégation de France, prieur-curé de Saint-Martin de Nevers.
  - 2. Philibert Fougère, curé de Saint-Laurent de Nevers.
- Noblesse.
  - 3. Armand-Sigismond de Sérent, seigneur de Mhère et Vauclaix, colonel-commandant au régiment d'Angoulême-infanterie.
  - 4. Jean-Pierre de Damas d'Anlezy, seigneur du comté d'Anlezÿ, Fleury-la-Tour, Ville-les-Anlezÿ, Tintury, Sassangy, Cersot et autres lieux, maréchal de camp.
- Tiers état.
  - 5. Étienne Gounot, avocat au parlement, demeurant à Nevers.
  - 6. Louis Parent de Chassy, avocat aux conseils du roi, demeurant à Paris.
  - 7. Pierre Marandat d'Olliveau, avocat au parlement et subdélégué de l'Intendant de la généralité de Moulins, demeurant à Nevers.
  - 8. Guillaume-Amable Robert de Chevannes, avocat au parlement exerçant au siège de Saint-Pierre-le-Moutier.

##### Suppléants. (5)
- Clergé.
  - 1. Pierre de Séguiran du Fuveau, évêque de Nevers.
- Noblesse.
  - 2. Charles-François de Bonnay, sous-lieutenant des gardes du corps du roi, avec rang de mestre de camp.
  - 3. Damas de Crux (Étienne-Charles), chevalier non profès de l'ordre de Saint-Jean-de-Jérusalem, chevalier de Saint-Louis, colonel du régiment de Vexin-infanterie, chambellion de feu SAS Mgr le duc d'Orléans.
- Tiers état.
  - 4. Vyau de la Garde (Jacques-Jean), conseiller au bailliage de Nevers, échevin.
  - 5. Chambrun (Hugues-Cyr), ancien échevin, député de la paroisse de Donzy.

#### Bailliage de Saint-Pierre-le-Moûtier
Bailliage secondaire : Cusset. (4 députés)
- Clergé.
  - 1. François de Damas-Crux, doyen de l'église cathédrale de Saint-Cyr de Nevers, vicaire général, abbé commendataire d'Élan.
- Noblesse.
  - 2. Marie-Barthélemi de Bar, seigneur de Limanton, Sauzay et autres lieux, ancien capitaine de cavalerie.
- Tiers état.
  - 3. Pierre-Gabriel Vyau de Baudreuille, conseiller du roi, lieutenant général au bailliage et siège présidial de Saint-Pierre-le-Moûtier.
  - 4. Charles Picart de la Pointe, lieutenant de la vénerie du roi, demeurant à la Pointe, près la Charité.

##### Suppléants. (4)
- Clergé.
  - 1. Abel de Lespinasse, prieur de Saint-Pierre-le-Moûtier, conseiller-né au bailliage royal et siège présidial de cette ville.
- Noblesse.
  - 2. Pierre d'Allarde, capitaine au régiment de chasseurs de Franche-Comté. Remplace Bar qui a refusé son élection.
- Tiers état.
  - 3. Rollot (Claude-François), juge du marquisat de la Tournelle.
  - 4. Sautereau de Bellevaud (Jean), avocat au parlement.

#### Sénéchaussée de la Haute-Marche à Guéret
Sénéchaussée principale sans secondaire. (8 députés)
- Clergé.
  - 1. Antoine Banassat, licencié en l'un et l'autre droit, vice-gérant de l'officialité de Guéret, curé de Saint-Fiel.
  - 2. François Goubert, docteur en théologie, prévôt du chapitre d'Aubusson, official de Chénérailles, curé de Saint-Silvain-Bellegarde.
- Noblesse.
  - 3. Charles de Biencourt, maréchal de camp, chevalier de Saint-Louis.
  - 4. Jean-Louis Matterel de Saint-Maixent, maréchal de camp.
- Tiers état.
  - 5. Pierre-Augustin Laboreys de Château-Favier, inspecteur de la manufacture et subdélégué à Aubusson.
  - 6. Philippe-Sylvain Tournyol-Duclos, ancien président de l'élection de Guéret et receveur des fermes du roi.
  - 7. Léonard Bandy de Lachaud, lieutenant de maire et correspondant de la subdélégation à Felletin.
  - 8. Jean-Baptiste Grellet de Beauregard, « avocat du roi au présidial de cette province » [Haute-Marche].

##### Suppléants. (0)
(Pas de suppléants.)

### Généralité de Lyon

#### Sénéchaussée de Lyon
Sénéchaussée principale sans secondaire. (16 députés)
- Clergé.
  - 1. Jean-Antoine de Castellas, doyen de l'église, comte de Lyon, vicaire général, abbé commendataire de Bonne-Combe.
  - 2. Antoine Flachat, licencié en droit, prédicateur du feu roi de Pologne, curé de Notre-Dame de Saint-Chamond et d'Izieux.
  - 3. Jean Marie Félix Mayet, bachelier en Sorbonne, curé de Rochetaillée.
  - 4. Louis Charrier de La Roche, prévôt du chapitre noble et curé d'Ainay.
- Noblesse.
  - 5. Charles-Louis de Mont d'Or, seigneur de Charpieux, chevalier de Saint-Louis.
  - 6. Barthélemy de Boisse, chevalier, seigneur de La Thénaudiére.
  - 7. Louis-Catherine de Loras, baron de Pollionnay, seigneur de Bellacueil, Montplaisant et autres lieux.
  - 8. Pierre-Suzanne Deschamps, écuyer, membre de l'Académie de Lyon.
- Tiers état.
  - 9. Jean-Jacques-François Millanois, bourgeois de Lyon.
  - 10. Jean-André Périsse-Duluc, imprimeur-libraire à Lyon.
  - 11. Guillaume Benoît Couderc, négociant à Lyon.
  - 12. Pierre-Louis Goudard, négociant à Lyon.
  - 13. Jean-Marie Bouchardier bourgeois, député de la paroisse de Saint-Julien-en-Jarest. Refuse son élection et est remplacé par Étienne Durand, marchand à Saint-Maurice-sur-Dargoire.
  - 14. Barthélemy Girerd, médecin à Tarare.
  - 15. Balthazar Trouillet, négociant à Charlieu.
  - 16. Laurent Basset, chevalier, conseiller honoraire de la Cour des Monnaies, lieutenant général de la sénéchaussée et siège présidial de Lyon. Refuse son élection et est remplacé par Nicolas Bergasse, avocat à Paris.

##### Suppléants. (3)
- Tiers état.
  - 1. Étienne Durand, marchand à Saint-Maurice-sur-Dargoire. Remplace Bouchardier (Jean-Marie), qui refuse sa députation.
  - 2. Nicolas Bergasse, avocat à Paris. Remplace Basset (Laurent), qui refuse sa députation.
  - 3. Jean Thévenet, laboureur, habitant la paroisse de Mornant.

#### Sénéchaussée deVillefranche-de-Beaujolais
Sénéchaussée principale sans secondaire. (4 députés)
- Clergé.
  - 1. René-Jean-Louis Desvernay, docteur en la maison et faculté de Sorbonne, et curé-sacristain de Notre-Dame-des-Marais de Villefranche.
- Noblesse.
  - 2. Louis-Alexandre-Élysée de Monspey (marquis), seigneur d'Arginy et de Vallière, maréchal de camp, lieutenant des gardes du corps du roi dans la compagnie écossaise, demeurant au château de Vallière, paroisse de Saint-Georges-de-Reneins.
- Tiers état.
  - 3. Charles Antoine Chasset, avocat et maire de Villefranche.
  - 4. Jean-Baptiste Humblot, négociant à Villefranche.

##### Suppléants. (1)
- Noblesse.
  - 1. Claude-René Thibaut de Noblet de La Rochethulon, colonel en second du régiment de Poitou-infanterie, seigneur des Ardillats.

#### Bailliage duForezàMontbrison.
Bailliage secondaire : Bourg-Argental. (8 députés)
- Clergé.
  - 1. Jean-Claude-Elisabeth Goullard, curé de Roanne.
  - 2. Pierre Gagnière, curé de Saint-Cyr-les-Vignes.
- Noblesse.
  - 3. Charles-Henri de Gayardon de Gresolles, seigneur de Gresolles, Aix et Luré, chevalier de Saint-Louis, ancien lieutenant colonel de cavalerie, demeurant en son château d'Aix, près Roanne.
  - 4. Jean-Baptiste Nompère de Champagny, chevalier, major des vaisseaux du roi, chevalier de Saint-Louis.
- Tiers état.
  - 5. Just-Antoine-Henry-Marie-Germain de Rostaing, chevalier, seigneur de Vauchette, Saint-Cyprien et autres lieux, chevalier de Saint-Louis et de l'ordre de Cincinnatus, maréchal de camp, grand bailli et sénéchal d'épée du pays, comté et ressort de Forez.
  - 6. Blaise-Gabriel Jamier, bourgeois à Montbrison.
  - 7. Jean-Louis Richard de Maisonneuve, bourgeois, demeurant à Bourg-Argental.
  - 8. Antoine-François Delandine, bibliothécaire de l'Académie de Lyon, avocat.

##### Suppléants. (0)
(Pas de suppléants.)

### Généralité de Riom

#### Sénéchaussée deRiom
Sénéchaussées secondaires : Usson, Montaigut, Salers. (20 députés)
- Clergé.
  - 1. François Boyer, curé de Neschers.
  - 2. Guillaume de La Bastide, curé de Paulhaguet.
  - 3. Louis de Bonnefoy, chanoine de l’église Saint-Genès de Thiers.
  - 4. François Caprais de Brignon, curé de Dore-l'Église.
  - 5. Antoine Mathias, curé d'Église-Neuve.
- Noblesse.
  - 6. Alyre-Joseph-Gilbert de Langhac, chevalier, seigneur de Prechonnet, Chalusset, Messeix, Puilanése, Corne, Fougères, la Mare, la Garde, Bosredon, Osval et autres lieux, baron de la Garde, comte de Pramenour, maréchal de camp, conseiller du roi en tous ses conseils et grand sénéchal de la province d'Auvergne, demeurant au château de Pramenour-en-Beaujolais.
  - 7. Gilbert du Motier de La Fayette, maréchal de camp.
  - 8. Jean Claude Marie Victor de La Queuille, marquis de Châteaugay, maréchal de camp.
  - 9. François-Louis-Annet Bégon de La Rouzière, chevalier, demeurant su château de Saint-Pont, près Gannat.
  - 10. Jean-Baptiste de Mascon, seigneur de Ludesse, ancien mousquetaire de la garde du roi.
- Tiers état.
  - 11. Pierre-Victor Malouët, conseiller du roi en ses conseils, intendant de la marine au département de Toulon, citoyen de la ville de Riom.
  - 12. Amable Gilbert Dufraisse du Cheix, seigneur du Chey-Sainte-Christine, seigneur engagiste de la prévôté royale de Paluel, conseiller du roi, lieutenant général en la sénéchaussée d'Auvergne et siège présidial de Riom.
  - 13. Claude Redon, échevin, avocat au parlement à Riom.
  - 14. Gilbert de Riberolles, écuyer et négociant à Thiers.
  - 15. Jean-Baptiste Girot-Pouzol, bourgeois, propriétaire, seigneur de Pouzol.
  - 16. Maurice Branche, avocat au parlement, membre de l'Assemblée provinciale, demeurant à Paulhaguet.
  - 17. César-Pierre Andrieu, avocat fiscal du duché-pairie de Montpensier, demeurant à Aigueperse.
  - 18. Jean-Joseph Vimal-Flouvat, négociant à Ambert, ancien maire de la ville.
  - 19. Jean-Baptiste Grenier, secrétaire provincial d'Auvergne, député de la ville de Brioude.
  - 20. Constantin Tailhardat de la Maisonneuve, conseiller procureur du roi en la sénéchaussée d'Auvergne et siège présidial de Riom.

##### Suppléants. (11)
- Clergé.
  - 1. Antoine Bourdon, curé d'Évaux.
  - 2. Christophe Antoine Gerle, prieur de la Chartreuse du Port-Sainte-Marie.
- Noblesse.
  - 3. Gaspard Claude François de Chabrol, écuyer, lieutenant-criminel en la sénéchaussée de Riom.
  - 4. François Dominique de Reynaud de Montlosier, chevalier.
  - 5. Canillac (Ignace de Beaufort de Montboissier, comte de), colonel commandant du régiment de Bourbon-infanterie, chevalier de Saint-Louis.
  - 6. Espinchal (Joseph-Thomas-Anne, comte d'), mestre de camp de dragons.
  - 7. Molen de Saint-Poncy (Pierre de), marquis de Saint-Poncy, seigneur de Saint-Poncy, Alleret et autres lieux, capitaine de dragons, chevalier de Saint-Louis.
- Tiers état.
  - 8. Gaspard Antoine Verny, avocat au parlement.
  - 9. Claude Étienne Téallier, bailli d'Olliergues.
  - 10. Lecler (Marien), avocat et châtelain à Évaux[7].
  - 11. Bouyon (Antoine-Marie), bourgeois, propriétaire.

#### Sénéchaussée de Clermont-Ferrand
sénéchaussée principale sans secondaire. (4 députés)
- Clergé.
  - 1. François de Bonal, évêque de Clermont-Ferrand.
- Noblesse.
  - 2. Philippe-Claude de Montboissier-Beaufort-Canillac, lieutenant général des armées du roi, commandant en chef en Auvergne.
- Tiers état.
  - 3. Jean-François Gaultier de Biauzat, avocat à Clermont-Ferrand, membre du conseil nommé par l'assemblée provinciale d'Auvergne.
  - 4. Jean-Antoine Huguet, avocat et maire de Billom, procureur syndic du département de Clermont.

##### Suppléants. (7)
- Clergé
  - 1. Guillaume Thourein, curé de Vic-le-Comte.
- Noblesse.
  - 2. Barentin (Charles-Paul-Nicolas de), vicomte de Montchal, seigneur de la Motte, près Brioude.
  - 3. Montboissier (Charles de), vicomte de Beaufort-Canillac, major des vaisseaux du roi, attaché à la première escadre, au département de Brest.
- Tiers état.
  - 4. Monestier (Michel), docteur en médecine et échevin.
  - 5. François Cuel, avocat et bailli du comté d'Auvergne.
  - 6. Bergier (Antoine), avocat, bâtonnier de l'ordre.
  - 7. Bonarme (Étienne), avocat et échevin.

#### Sénéchaussée de Saint-Flour
Sénéchaussées secondaires : Aurillac, Vic-en-Carladez, Murat, Calvinet. (12 députés)
- Clergé.
  - 1. Claude-Marie Ruffo de La Ric, des comtes de Laric, évêque de Saint-Flour, comte de Brioude.
  - 2. Jean-Joseph Bigot de Vernière, curé de Saint-Flour.
  - 3. Étienne Lolier, curé d'Aurillac.
- Noblesse.
  - 4. Joseph-Louis Robert de Lignerac (1764-1823), grand d'Espagne, grand bailli et lieutenant général du haut pays d'Auvergne, colonel attaché au régiment de Royal-Vaisseau, comte de Saint-Quentin, seigneur de Pleaux, Saint-Paul, Nozières, Pierrefitte et le Breuil.
  - 5. Pierre-François de Saint-Martial d'Aurillac, marquis de Conros et d'Esternay, baron de Neuville, seigneur de Beauvais, capitaine au régiment des cuirassiers du roi.
  - 6. Baron Amable de Brugier de Rochebrune, chevalier, seigneur de Rochebrune, Pauliagot, Tibrou et autres lieux.
- Tiers état.
  - 7. Pierre Bertrand, avocat au parlement et procureur du roi en l'hôtel de ville de Saint-Flour.
  - 8. François Armand, avocat à Aurillac.
  - 9. Jean-Baptiste Devillas (1750-1831), avocat au parlement, bailli de la ville de Pierrefort.
  - 10. Jean Daude (1749-1827), pourvu le 9 avril 1777 de la charge d'avocat du Roi au bailliage de Saint-Flour, il fut plus tard président de la Cour de justice criminelle du Cantal, fut créé chevalier de l'Empire par lettres patentes du 18 mars 1809, fut nommé en 1811 conseiller à la Cour de Riom.
  - 11. Antoine Lescurier de la Vergne, seigneur des Perriéres et de Pains, lieutenant général civil et criminel au bailliage royal des montagnes d'Auvergne, séant à Salers.
  - 12. Pierre Hébrard (1750-1802), avocat à Aurillac, dit Hébrard de Fau.

##### Suppléants. (0)
(Pas de suppléants.)

### Généralité de Poitiers

#### Sénéchaussée dePoitiers
Sénéchaussées secondaires : Civray, Saint-Maixent, Fontenay-le-Comte, Lusignan, Montmorillon, Niort, Vouvant séant à la Châtaigneraie. (28 députés)
- Clergé.
  - 1. René Lecesve, curé de Sainte-Triaize de Poitiers.
  - 2. Dominique Dillon, curé du Vieux-Pouzauges.
  - 3. David-Pierre Ballart, curé du Poiré-sur-Veluize.
  - 4. Martial-Louis de Beaupoil de Saint-Aulaire, évêque de Poitiers.
  - 5. Jacques Delion de Surade, chanoine régulier de l'ordre de Saint-Augustin, congrégation de France et prieur-curé de Plaisance, diocèse de Poitiers.
  - 6. Marie-Charles-Isidore de Mercy, évêque et baron de Luçon.
  - 7. Jacques Jallet, curé de Chérigné.
- Noblesse.
  - 8. Anne Charles Sigismond de Montmorency-Luxembourg, duc de Pinay et de Châtillon-sur-Loing, premier baron chrétien de France, maréchal de camp, lieutenant général de la province d'Alsace, pair de France, comte d'Olonne.
  - 9. Anne Emmanuel de Crussol d'Amboise, marquis d'Amboise et de Fors, lieutenant général des armées du roi, possesseur de fiefs en la paroisse de Fors, sénéchaussée de Niort.
  - 10. Claude de La Châtre, chevalier de Saint-Louis, gouverneur de Châtillon-sur-Indre, etc.
  - 11. François-Célestin de Loynes de La Coudraye, chevalier de La Coudraye, ancien lieutenant de vaisseau, ordinaire vétéran de l'Académie royale de marine, demeurant au château de la Marzelle, près Luçon.
  - 12. Philippe Jouslard d'Iversay, chevalier, seigneur de la Broussaye, la Groliére et le Chaffau.
  - 13. Marie-Mesmin du Bouex de Villemort, seigneur de Boissec.
  - 14. Joseph-Emmanuel-Auguste-François de Lambertye, maréchal de camp, possesseur de fiefs en la paroisse de Saint-Martin-Lars, sénéchaussée de Civray.
- Tiers état.
  - 15. François-Anne-Jacques Bouron, avocat du roi à Fontenay-le-Comte.
  - 16. Jean-Félix Dutrou de Bornier, conseiller en la sénéchaussée de Montmorillon.
  - 17. Pierre-Aimé-Calixte Biroteau des Burondières, avocat à Saint-Gilles-sur-Vie.
  - 18. Louis-Jacques d'Abbaye, président au siège royal de Melle.
  - 19. Louis Lofficial, lieutenant général au siège royal de Vouvant, séant à la Châtaigneraie.
  - 20. Charles-Guy-François Agier, lieutenant criminel en la sénéchaussée de Saint-Maixent et procureur du roi à l'Hôtel de ville
  - 21. Charles-Blaise-Félix Filleau, conseiller en la sénéchaussée de Niort.
  - 22. René Hyacinthe Thibaudeau, procureur syndic provincial du Poitou, avocat à Poitiers.
  - 23. François-Thomas Biaille de Germon, procureur du roi en la maîtrise des eaux et forêts de Fontenay-le-Comte.
  - 24. Jacques Briault, avocat à la Mothe-Saint-Héraye.
  - 25. Jean-Gabriel Gallot, médecin à Saint-Maurice-le-Girard
  - 26. Jean François Marie Goupilleau de Fontenay, notaire et procureur à Montaigu.
  - 27. Louis-Jean-Joseph Laurence, échevin, négociant à Poitiers.
  - 28. Séverin Pervinquière, avocat au parlement, sénéchal de Saint-Maixent-de-Beugné, demeurant à Fontenay-le-Comte.

##### Suppléants. (7)
- Noblesse.
  - 1. Pierre-Marie Irland de Bazoges, comte de Bazôges, lieutenant général de la sénéchaussée et comté de Poitou.
  - 2. Filleau (Henry), chevalier, seigneur des Groges, procureur du roi en la sénéchaussée de Poitiers, secrétaire de l'ordre de la noblesse.
  - 3. La Rochedumaine (Charles-Gabriel-René d'Appellevoysin, marquis de), seigneur d'Appellevoysin, Bellefoy et autres lieux, maréchal de camp.
- Tiers état.
  - 4. Charles Cochon de Lapparent, conseiller en la sénéchaussée de Fontenay-le-Comte.
  - 5. Marie-Félix Faulcon, conseiller au présidial de Poitiers.
  - 6. Andrault (Jean-Baptiste), bourgeois.
  - 7. Maublanc de Beaupré (Antoine), avocat et procureur, bourgeois demeurant à Saint-Victurnien.

#### Sénéchaussée deChâtellerault
Sénéchaussée principale sans secondaire. (4 députés)
- Clergé.
  - 1. Pierre-Louis-François Joyeux, curé de Saint-Jean-Baptiste de Châtellerault.
- Noblesse.
  - 2. François Nicolas René de Pérusse des Cars , colonel du régiment d'Artois dragons, gentilhomme d'honneur de Mgr le comte d'Artois.
- Tiers état.
  - 3. Jacques Antoine Creuzé-Latouche, lieutenant général de la sénéchaussée de Châtellerault.
  - 4. Jean-Claude Dubois, procureur du roi en la sénéchaussée de Châtellerault, maire de cette ville.

##### Suppléants. (3)
- Clergé.
  - 1. Poirier (Vincent), archiprêtre de Faye et curé de Leigné-sur-Usseau.
- Noblesse.
  - 2. La Groye (Jacques-Jean Le François des Courtis, marquis de), seigneur de la Groye et autres fiefs.
- Tiers état.
  - 3. François Pierre Ingrand, avocat.

### Généralité de La Rochelle

#### Sénéchaussée deLa Rochelle(ville et gouvernement).
Sénéchaussée secondaire : Rochefort-sur-Mer. (4 députés)
- Clergé.
  - 1. Charles-Jean-Baptiste Pinnellière, prêtre, docteur en théologie, curé de Saint-Martin-de-Ré.
- Noblesse.
  - 2. Ambroise-Eulalie de Maurès de Malartic, chevalier de Saint-Louis, lieutenant-colonel, commandant du bataillon de garnison du régiment de Poitou.
- Tiers état.
  - 3. Pierre-Étienne-Lazare Griffon de Romagné, chevalier, seigneur de Romagné, etc., conseiller du roi, maître ordinaire en la Chambre des Comptes de Paris, lieutenant général en la sénéchaussée et siège présidial de la ville et gouvernement de la Rochelle.
  - 4. Charles-Jean-Marie Alquier, procureur du roi au bureau des finances, premier avocat du roi en la sénéchaussée, maire et colonel de la ville de la Rochelle.

##### Suppléants. (5)
- Clergé.
  - 1. Deleutre (Jean-Denis), bachelier en droit, prieur-curé d'Aîtré.
- Noblesse.
  - 2. Chambon de Saint-Quentin (Louis-Gabriel Ancelin de Saint-Quentin, dit de), chevalier, seigneur de Chambon et d'Angoute.
- Tiers état.
  - 3. Boutet (Jacques-Alexandre), capitaine au long cours de la marine marchande, syndic de la ville de Saint-Martin, île de Ré.
  - 4. Ruamps (Pierre-Charles de), lieutenant des canonniers-garde-côtes, cultivateur.
  - 5. Nairac (Jean-Baptiste), négociant à la Rochelle.

#### Sénéchaussée deSaint-Jean-d'Angély
Sénéchaussée principale sans secondaire. (4 députés)
- Clergé.
  - 1. Simon Landreau, curé de Moragne.
- Noblesse.
  - 2. Charles-Grégoire de Beauchamps, mestre de camp de cavalerie, chevalier de Saint-Louis, seigneur de Grand-Fief, Champfleury, la Neponthiére en Saintonge, de Baimont, Varzé et la Mellé dans la principauté de Liège, demeurant à Saint-Jean-d'Angély.
- Tiers état.
  - 3. Jean-Joseph de Bonnegens, lieutenant général en la sénéchaussée de Saintonge.
  - 4. Michel Regnaud de Saint-Jean d'Angély, avocat au parlement suivant le barreau de la sénéchaussée de Saint-Jean-d'Angély, l'un des députés de la paroisse de Landes.

##### Suppléants. (1)
- Noblesse.
  - 1. Charras (François, marquis de La Laurencie de), seigneur de Neuvicq, mestre de camp de cavalerie, inspecteur général des maréchaussées de France, ancien capitaine au régiment du Roi-infanterie, chevalier de Saint-Louis.

#### Sénéchaussée deSaintongeà Saintes.
Sénéchaussées secondaires : Tonnay-Charente, Oléron, Pons, 
Taillebourg, Brouage. (8 députés)
- Clergé.
  - 1. Bernard de Labrousse de Beauregard, chanoine régulier de Chancelade, prieur-curé de Champagnolles.
  - 2. La Rochefoucauld-Bayers (Pierre-Louis de), évêque de Saintes.
- Noblesse.
  - 3. Jacques-Raymond de Richier de la Rochelongchamp, chevalier de Saint-Louis, ancien capitaine de vaisseau, chef de l'inspection des classes de l'arrondissement de Marennes.
  - 4. Jean-Frédéric de La Tour du Pin Gouvernet, marquis de la Roche-Chalais, etc., lieutenant-général des armées du roi et commandant en chef des provinces de Saintonge, Aunis et Poitou, îles adjacentes et Bas-Angoumois.
- Tiers état.
  - 5. Pierre-Isaac Garesché, négociant à Nieuil, paroisse de Saint-Sornin-de-Marennes (actuellement Nieulle-sur-Seudre).
  - 6. Louis-Nicolas Lemercier, lieutenant général criminel au présidial de Saintes.
  - 7. Philippe Augier de La Sauzaye, négociant à Tonnay-Charente.
  - 8. Pierre Ratier de Montguyon, avocat au parlement, demeurant à Montguyon.

##### Suppléants. (2)
- Noblesse.
  - 1. Pierre-René-Auguste de Brémond d'Ars, chevalier, seigneur et baron de Saint-Fort-sur-Né, de Dompierre et d'Orlac.
  - 2. Turpin de Jouhé (Claude-Jean-Baptiste, vicomte de), lieutenant de vaisseau, demeurant à Rochefort.

### Généralité de Limoges

#### Sénéchaussée de Limoges (Haut Pays duLimousin)
Sénéchaussées secondaires : Saint-Yrieix. (8 députés)
- Clergé
  - 1. Louis Charles du Plessis d'Argentré, évêque de Limoges et premier aumônier de Monsieur.
  - 2. Joseph Guingan de Saint-Mathieu, curé de Saint-Pierre-du-Queyroy de Limoges.
- Noblesse.
  - 3. Louis-François-Marie de Pérusse des Cars, comte de Saint-Bonnet, marquis de Prauzat, etc., chevalier des ordres du roi, maréchal des camps et armées du roi, son lieutenant général au haut et bas Limousin, et son premier maître d'hôtel.
  - 4. André Boniface Louis Riquetti de Mirabeau, chevalier de Saint-Louis, chevalier d'honneur de l'ordre de Saint-Jean-de-Jérusalem et de la Société de Cincinnatus, colonel du régiment de Touraine-infanterie.
- Tiers état.
  - 5. Guillaume Grégoire de Roulhac, écuyer, seigneur de la Borie et Faugeras, conseiller du roi, lieutenant général en la sénéchaussée et siège présidial de Limoges.
  - 6. Louis Naurissart, seigneur de Brignac, conseiller du roi, directeur de la Monnaie de Limoges.
  - 7. Nicolas Montaudon, avocat au parlement à Limoges.
  - 8. Jean-Baptiste Chavoix, avocat au parlement, demeurant au bourg de Juillac.

##### Suppléants. (4)
- Noblesse.
  - 1. Claude-Étienne-Annet des Roys, ancien capitaine de cavalerie, baron des Enclaux seigneur de Chandelles, les Bordès, etc., grand sénéchal du Haut-Limousin.
  - 2. Renaudies (Jean-François de David, chevalier, baron des), seigneur des Pousses-Saint-Maurice et Saint Hilaire, chevalier de Saint-Louis, lieutenant des maréchaux de France.
- Tiers état.
  - 3. Jean-Baptiste Boyer de Gris, docteur en médecine à Limoges.
  - 4. Jean Guineau-Dupré, avocat au parlement et procureur du roi à la juridiction de la Monnaie de Limoges.

#### Sénéchaussée deTulle(Bas Pays du  Limousin)
Sénéchaussées secondaires : Brives, Uzerches. (8 députés)
- Clergé.
  - 1. Jean-Pierre Forest de Masroury, bachelier formé en théologie, curé d'Ussel.
  - 2. Martin Thomas, docteur en théologie, curé de Meymac.
- Noblesse.
  - 3. Étienne-François-Charles Jaucen de Poissac, conseiller au parlement de Bordeaux, demeurant au château de Poissac, près Tulle.
  - 4. Gilbert-Scholastique-Hyacinthe de La Queuille, major du régiment Royal-Picardie-cavalerie.
- Tiers état.
  - 5. Antoine Melon, seigneur de la Bellange et autres lieux; président présidial, lieutenant général de la sénéchaussée de Tulle.
  - 6. Gabriel Malès, avocat à Brives.
  - 7. Gabriel Delort de Puymalie, lieutenant particulier au sénéchal d'Uzerches.
  - 8. Pierre Ludière, avocat à Tulle.

##### Suppléants. (3)
- Clergé.
  - 1. Jean-Louis de Fenis de Lacombe, grand prévôt de l'église cathédrale de Tulle, vicaire général du diocèse.
- Noblesse.
  - 2. Lentilhac-Sedière (Louis-Marie-Joseph, comte de), demeurant au château de Sédières.
- Tiers état.
  - 3. Melon de Pradou (Jean-François), avocat du roi en la sénéchaussée de Tulle.

#### Sénéchaussée d'Angoulême
Sénéchaussée secondaire : Cognac. (8 députés)
- Clergé.
  - 1. Philippe-François d'Albignac de Castelnau, évêque d'Angoulême.
  - 2. Pierre-Mathieu Joubert, curé de Saint-Martin d'Angoulême.
- Noblesse.
  - 3. Claude-Anne de Rouvroy de Saint Simon, seigneur de La Faye, grand d'Espagne de Ire classe, maréchal de camp, membre de l'association militaire et américaine de Cincinnatus, gouverneur des ville et citadelle de Saint-Jean-Pied-de-Port, commandeur de l'ordre royal et militaire de Saint-Louis.
  - 4. Alexandre-Louis de Culant, chevalier, seigneur d'Anqueville et autres lieux, brigadier des armées du roi, chevalier de Saint-Louis.
- Tiers état.
  - 5. Étienne-Jean Augier, négociant à Cognac.
  - 6. Antoine-Joseph Roy, avocat au parlement à Angoulême.
  - 7. Jean Marchais, avocat au parlement et juge assesseur du duché de la Rochefoucauld, demeurant à la Rochefoucauld.
  - 8. François Pougeard du Limbert, avocat au parlement, procureur d'office à Confolens.

##### Suppléants. (1)
- Clergé.
  - 1. Héraud (Jean-François), chanoine de la cathédrale d'Angoulême.

#### Sénéchaussée de laBasse Marcheau Dorat
Sénéchaussée secondaire : Bellac. (4 députés)
- Clergé.
  - 1. Philippe Leborlhe de Grandpré, curé d'Oradour-Fanois.
- Noblesse.
  - 2. Paul de Nollet de Laipaud, conseiller du roi, sénéchal d'épée de la province de la Basse-Marche, capitaine de cavalerie, chevalier de Saint-Louis.
- Tiers état.
  - 3. Benoît Lesterpt-Beauvais, avocat au parlement, exerçant au Dorat.
  - 4. Jacques Lesterpt, avocat au parlement, juge sénéchal de la justice de Messieurs du chapitre du Dorat.

##### Suppléants. (0)
(Pas de suppléants.)

### Généralité de Bordeaux

#### Sénéchaussée deBordeaux
Sénéchaussée principale sans secondaire. (16 députés)
- Clergé.
  - 1. Jérôme Champion de Cicé, archevêque de Bordeaux.
  - 2. Pierre Piffon, curé de Valeyrac en Médoc.
  - 3. Jean-Baptiste Delage, curé de Saint-Christoly-en-Blayois.
  - 4. Emmanuel-Alexandre-Joseph d'Héral, vicaire général de Bordeaux, abbé de Saint-Vincent-du-Bourg.
- Noblesse.
  - 5. André-Benoît-François-Hyacinthe Le Berthon, premier président du parlement de Bordeaux.
  - 6. Joseph-Marie de Ségur-Cabanac, chevalier, maréchal de camp, ci-devant premier capitaine-sous-lieutenant des gendarmes de la garde ordinaire de Sa Majesté, seigneur d'Eyquem et de Montagne.
  - 7. François-Marie de Verthamon d'Ambloy, chevalier, chef d'escadron au régiment Royal-Piémont.
  - 8. Paul-Marie-Arnaud de Lavie, président à mortier au parlement de Bordeaux, chevalier, seigneur comte de Behade et autres lieux.
- Tiers état.
  - 9. Jean-Baptiste Lafargue, marchand de toiles et ancien consul.
  - 10. Pierre-Paul Nairac, armateur et négociant à Bordeaux.
  - 11. Paul-Victor de Seze, médecin.
  - 12. Joseph Gaschet-Delisle, négociant à Bordeaux.
  - 13. Jean-Louis Fisson-Jaubert, médecin, député de la ville de Cadillac.
  - 14. Pierre de Luze, notaire à Coutras.
  - 15. François Boissonnot, notaire à Saint-Paul-en-Blayois.
  - 16. Mathias Valentin-Bernard, citoyen et député de la ville de Bourg.

##### Suppléants. (9)
- Clergé.
  - 1. Lavayssière (Dom Roch), prêtre, religieux de l'ordre de Saint-Benoît, congrégation de Saint-Maur, du monastère de Sainte-Croix de Bordeaux.
- Noblesse.
  - 2. Sentout (Léonard-Antoine de), chevalier, seigneur de Jonqueyre, Languissan, Puylembert, Lagarde et Sorlas.
  - 3. Préissac d'Esclignac de Cadillac de Montcassin (Charles-Louis de), baron de Cadillac, lieutenant-général des armées du roi, chevalier de Saint-Louis.
  - 4. Grenier (Jacques-Raymond, vicomte de), capitaine de vaisseau, chef de division des armées navales, seigneur de la vicomté de Giron-Grenier.
  - 5. Wormeselle (Gabriel Rochon de), capitaine de chasseurs, proviseur-né du séminaire d'Anchin à Douai, nominateur de l'hôpital de Cambrai, chevalier de Saint-Lazare, seigneur de Romefort.
  - 6. Emmanuel-Céleste de Durfort, maréchal de camp, gouverneur du château royal de Saint-Hubert.
  - 7. André-Daniel Laffon de Ladebat, écuyer, membre des académies de Bordeaux et de la Société royale d'agriculture de Paris.
- Tiers état.
  - 8. Mercier-Terrefort (Jean), « bourgeois vivant noblement ».
  - 9. Lesnier (François), avocat, député de la paroisse de Maransin.

#### Sénéchaussée deBazas
Sénéchaussée principale sans secondaire. (4 députés)
- Clergé.
  - 1. Jean-Baptiste Amédée de Grégoire de Saint-Sauveur, évêque de Bazas.
- Noblesse.
  - 2. Piis, Charles-Antoine de, chevalier, seigneur de Puybarban et Bassane, grand sénéchal d'épée du Bazadois.
- Tiers état.
  - 3. Joseph Saige, avocat au parlement à Bazas.
  - 4. Raymond Lavenue, avocat à Bordeaux.

##### Suppléants. (3)
- Clergé.
  - 1. Duprat (Esprit-Pierre), curé d'Hure.
- Sans attribution d'ordre.
  - 2. César de Faucher (Jacques-Marie-François-Étienne, dit César).
  - 3. Faucher (Pierre-Jean-Marie, dit Constantin).

#### Sénéchaussée deCastelmoron.
Sénéchaussée principale sans secondaire. (4 députés)
- Clergé.
  - 1. Jean Malartic, docteur en théologie, curé de Saint-Denis-de-Pile.
- Noblesse.
  - 2. Jean-Charles Hardouin de Chalon, demeurant à Bordeaux.
- Tiers état.
  - 3 Pierre de Belle-Isle, avocat au parlement, maire de Castelmoron.
  - 4. Gabriel Peyruchaud, avocat au parlement, demeurant à Saint-Seurin-sur-l'Isle.

##### Suppléants. (0)
(Pas de suppléants.)

#### Sénéchaussée d'AlbretàNérac
Sénéchaussée secondaire : Casteljaloux. (4 députés)
- Clergé.
  - 1. Alexandre César d'Anterroches, évêque de Condom.
- Noblesse.
  - 2. Jean-Pierre de Batz, baron de Batz et de Sainte-Croix, chevalier, grand sénéchal d'épée du pays et duché d'Albret.
- Tiers état.
  - 3. Pierre Brunet de Latuque, avocat en parlement, conseiller du roi, juge de Puch-de-Gontaud.
  - 4. Jean-Baptiste Brostaret, avocat en parlement à Casteljaloux.

##### Suppléants. (3)
- Clergé.
  - 1. Melignan (Jean-Eugène-Lambert de), grand archidiacre de l'église cathédrale de Condom et vicaire général du diocèse.
- Tiers état.
  - 2. Dedieu (Augustin), avocat.
  - 3. Lespiault (Gabriel), négociant à Nérac.

#### Condom(Ville et Cité) et sénéchaussée deGascogne.
Sénéchaussée principale sans secondaire. (4 députés)
- Clergé.
  - 1. Charles Laborde, curé de Corneillan.
- Noblesse.
  - 2. Armand-Jean-Jacques du Lau de Lusignan, brigadier des armées du roi, chevalier, seigneur comte du Lau, Tariac, Cautiran, marquis de Xaintrailles, etc.
- Tiers état.
  - 3. Jean-Marie Pelauque-Béraut, avocat en parlement, procureur du roi en l'élection de Condomois et Bazadois.
  - 4. Jean Meyniel, avocat en parlement, demeurant à Caumont.

##### Suppléants. (0)
(Pas de suppléants.)

#### Sénéchaussée d'AgenoisàAgen
Sénéchaussée principale sans secondaire. (12 députés)
- Clergé.
  - 1. Jean-Louis d'Usson de Bonnac (évêque), évêque et comte d'Agen.
  - 2. Jean Malateste de Beaufort, curé de Montastruc.
  - 3. Mathieu de Fournetz, curé de Puymiclan.
- Noblesse.
  - 4. Armand-Désiré de Vignerot du Plessis, pair de France, comte d'Agenois et de Condomois, noble Génois, lieutenant général de la province de Bretagne, au département du comté Nantais.
  - 5. Joseph de Bourran de Marsac, demeurant à Villeneuve-d'Agen.
  - 6. Philibert de Fumel de Montségur, premier baron de l'Agénois, maréchal de camp, lieutenant général de la province de Lyonnois, commandeur des ordres royaux et militaires de Saint-Lazare et du Mont-Carmel, gentilhomme d'honneur de Monsieur, frère du roi.
- Tiers état.
  - 7. Eugène-Louis Escourre de Peluzat, avocat à Libos.
  - 8. Louis-Martin Daubert, juge royal de Villeneuve.
  - 9. Roch Renaut, avocat en parlement à Agen.
  - 10. Pierre Milhet de Belle-Isle, avocat à Miramont-en-Agenois, près le Dropt.
  - 11. Jean François, bourgeois, cultivateur à Clairac.
  - 12. Jean-Joseph Terme, bourgeois-cultivateur à Marmande.

##### Suppléants. (1)
- Tiers état.
  - 1. Pierre Boussion, médecin à Lauzun.

#### Sénéchaussée dePérigueux
Sénéchaussées secondaires: Bergerac, Sarlat. (8 députés)
- Clergé.
  - 1. François Laporte, curé de Saint-Martial d'Hautefort.
  - 2. Guillaume-Antoine Delfaud, archiprêtre de Daglan-en-Sarladois.
- Noblesse.
  - 3. Jean-François de La Roque de Mons, demeurant en son château de Mons, près Bergerac.
  - 4. Louis de Foucauld de Lardimalie, capitaine de remplacement au régiment des chasseurs du Hainaut, chevalier d'honneur de l'ordre de Malte, baron d'Auberoche, chevalier, seigneur de Lardimalie, Saint-Pierre-de-Chignac et autres lieux.
- Tiers état.
  - 5. Jean-François Fournier de La Charmie, conseiller du roi, lieutenant général en la sénéchaussée et siège présidial de Périgueux.
  - 6. Jean-Baptiste Loys, avocat à Sarlat.
  - 7. Guillaume Gontier de Biran, lieutenant général de la sénéchaussée et maire de Bergerac.
  - 8. Pierre-François Paulhiac de la Sauvetat avocat, demeurant près de Villamblard.

##### Suppléants. (2)
- Clergé.
  - 1. Louis Prunis, prieur royal de Saint-Cyprien, près Sarlat.
- Noblesse.
  - 2. François-Gabriel-Thibault de La Brousse de Verteillac, marquis de Saint-Maime, baron de la Tour-Blanche, seigneur de Saint-Martin, Saint-Front et autres lieux, lieutenant du roi héréditaire, maréchal de camp, gouverneur et grand sénéchal du Périgord.

#### Sénéchaussée deLibourne.
Sénéchaussée principale sans secondaire. (4 députés)
- Clergé.
  - 1. Pierre Touzet, curé de Sainte-Terre.
- Noblesse.
  - 2. Alexandre-Jean Puch de Montbreton, chevalier, seigneur du Puch et du fief de La Mothe et Radegonde, dans la paroisse de Saint-Seurin-de-Prats, capitaine attaché au corps des dragons, chevalier de Saint-Louis.
- Tiers état.
  - 3. Mathias Mestre, avocat à Sainte-Foi.
  - 4. Élie Dumas-Gontier, avocat en la cour, demeurant à Libourne.

##### Suppléants. (0)
(Pas de suppléants.)

### Généralité de Tours

#### Bailliage deTours
Bailliages secondaires : Châtillon-sur-Indre, Chinon, Langeais, Loches, Montrichard. (16 députés)
- Clergé.
  - 1. Jean-François Guépin, curé de Saint-Pierre-les-Corps, de la ville de Tours.
  - 2. Jean Cartier, curé de la Ville-aux-Dames.
  - 3. François-Xavier Estin, bénédictin, prieur de Marmoutiers-lès-Tours.
  - 4. Joachim François Mamert de Conzié, archevêque de Tours.
- Noblesse.
  - 5. Louis-François-Alexandre d'Harambure, chevalier, seigneur de la haute justice de Champagne-en-Touraine, maréchal de camp.
  - 6. Louis-Joseph-Charles-Amable d'Albert de Luynes, pair de France, chevalier de Saint-Louis.
  - 7. Louis-Alphonse Savary de Lancosme, chef d'escadron du régiment des chasseurs du Languedoc.
  - 8. Jacques de Menou de Boussay, colonel d'infanterie, aide-maréchal général des logis de l'armée, chevalier de Saint-Louis.
- Tiers état.
  - 9. Urbain-Adam-Louis-François Gaultier, avocat du roi au bailliage et siège présidial de Tours.
  - 10. Joseph-Siméon Valette, négociant à Tours.
  - 11. Pierre-Claude Nioche, avocat en parlement et au bailliage de Loches, lieutenant particulier de la maitrise des eaux et forêts de Loches.
  - 12. Étienne-Vincent Moreau, avocat en parlement et au bailliage et siège présidial de Tours.
  - 13. Jacques-Pierre Bouchet, avocat en parlement et au bailliage de Chinon, et procureur du roi de la maréchaussée.
  - 14. Paul Louis François Beaulieu Lépine, bourgeois, propriétaire à Joué-lès-Tours.
  - 15. Jean Payen de Boisneuf, ancien commandant des milices à Saint-Domingue, propriétaire dans la même île et à Pernay, près Tours.
  - 16. Pierre Bertrand Chesnon de Baigneux, lieutenant criminel au bailliage de Chinon, maire de ladite ville.

##### Suppléants. (8)
- Clergé.
  - 1. Louis-Charles-Marie de Lombard de Bouvens, vicaire général du diocèse de Tours, chanoine de l'église métropolitaine, et archidiacre d'Outre-Vienne.
  - 2. Jean-Baptiste Bridat de la Barrière, curé de Montlouis.
- Noblesse.
  - 3. Henri-Michel d'Amboise, chevalier, ancien capitaine commandant de grenadiers du régiment de Bourbon.
  - 4. Henri de Fontenay,
- Tiers état.
  - 5. Alexandre-Marie Reverdy le Jeune, président du grenier à sel de Tours.
  - 6. Urbain Pillault de la Sabardière, propriétaire à Saint-Germain, bailliage de Loches.
  - 7. Pierre-Lambert Poitevin, ancien procureur au parlement de Paris.
  - 8. Antoine Godefroy, maître de forges, à Château-la-Vallière.

#### Sénéchaussée duMaineauMans
Sénéchaussées secondaires : Laval, Beaumont-le-Vicomte, Fresnay-le-Vicomte, Sainte-Suzanne, Mamers, Château-du-Loir. (20 députés)
- Clergé.
  - 1. René-Robert Bourdet, curé de Bouère.
  - 2. Louis Bertereau, curé de Teillé.
  - 3. François-Marie-Christophe Grandin, curé d'Ernée.
  - 4. Charles-Emmanuel Le Peletier de Feumusson, chanoine régulier de la Congrégation de France, prieur-curé de Domfront-en-Champagne.
  - 5. François-Gaspard de Jouffroy de Gonsans, évêque du Mans.
- Noblesse.
  - 6. Jean-Louis de Montesson, procureur-syndic de la noblesse de l'assemblée provinciale du Maine.
  - 7. Jean-François-Simon de Hercé, seigneur du Plessis, chevalier de Saint-Louis, ancien lieutenant des vaisseaux du roi, lieutenant des maréchaux de France au département de Mayenne, demeurant à Mayenne.
  - 8. Alexis-Bruno-Étienne de Vassé, vidame du Mans, colonel du régiment Dauphin-cavalerie, chevalier de Saint-Louis, demeurant à Vassé.
  - 9. René Mans de Froulay de Tessé, grand d'Espagne de la première classe, chevalier des ordres du roi, lieutenant général de ses armées et des provinces du Maine, Perche et comté de Laval, premier écuyer de la reine. Il est remplacé en 1790 par Michel René François du Mans, son suppléant.
  - 10. Jean-Baptiste Joseph de Bailly de Fresnay, seigneur du Bourg-Baillif, ancien capitaine au régiment du Roi-infanterie, chevalier de Saint-Louis demeurant à Fresnay.
- Tiers état.
  - 11. René-Urbain-Pierre-Charles-Félix Enjubault de La Roche, juge civil du comté-pairie de Laval.
  - 12. Gilles-René Héliand, changeur pour le roi, au Mans.
  - 13. Pierre-Louis-François Joüye Desroches, conseiller du roi et de Monsieur, lieutenant général en la sénéchaussée et siège présidial du Mans.
  - 14. Pierre-François Lasnier de Vaussenay, négociant en toiles, à Laval.
  - 15. Michel-René Maupetit, avocat général ducal et procureur du roi de l'hôtel de ville de Mayenne.
  - 16. François-René Guérin, maître des grosses forges de la Gaudiniére, à Sougé-le-Ganelon.
  - 17. François Ménard de La Groye, conseiller du roi, juge magistral su siège de la sénéchaussée et siège présidial du Mans.
  - 18. Joseph-Julien de Lalande, ancien maître des eaux et forêts, lieutenant de maire d'Ernée.
  - 19. François-René Gournay, conseiller du roi, juge au siège royal de Bourg-Nouvel, à Mayenne.
  - 20. Gabriel-François Chenon de Beaumont, conseiller en l'élection du Mans.

##### Suppléants. (8)
- Noblesse.
  - 1. Antoine-César de Choiseul-Praslin, comte de Praslin, seigneur de Maugé, lieutenant général des huit évêchés de la Basse-Bretagne, colonel du régiment de Lorraine-infanterie.
  - 2. Michel René François du Mans, seigneur de Saint-Jean-sur-Erve, demeurant à Laval.
  - 3. Claude-François de Murat, brigadier des armées du roi, chevalier de Saint-Louis, chevalier, seigneur du marquisat de Montfort-le-Rotrou.
  - 4. Broc (Charles-Éléonor, comte de), chevalier, seigneur des Persages, lieutenant-colonel de cavalerie.
  - 5. Venevelles (Henry Louis d'Espagne, marquis de), lieutenant-colonel d'infanterie, chevalier de Saint-Louis, seigneur de Venevelles, la Roussière et autres lieux.
- Tiers état.
  - 6. Guillaume-Joseph Pelisson de Gennes, seigneur de Boulay, Bellenos et autres lieux, conseiller du roi et de Monsieur, bailli du Sonnois, juge royal civil et criminel et lieutenant général de police au bailliage de Mamers.
  - 7. Eustache Livré, échevin, ancien juge-consul, membre du bureau général de charité, ancien administrateur des hôpitaux, ancien directeur général de la Société royale d'agriculture de la généralité de Tours au bureau de la ville du Mans.
  - 8. René Cornilleau, notaire à Surfonds.

#### Sénéchaussée d'Angers
Sénéchaussées secondaires : Beaugé, Beaufort, Château-Gontier, La Flèche. (16 députés)
- Clergé.
  - 1. Pierre-Jérôme Chatizel, curé de Soulaines, près Angers.
  - 2. Jacques Rangeard, archiprêtre d'Angers, l'un des trente de l'Académie des sciences et belles-lettres d'Angers, curé d'Andard.
  - 3. Laurent-François Rabin, curé de Notre-Dame-de-Cholet.
  - 4. Louis-François Martinet , chanoine régulier de la Congrégation de France, prieur-curé de Daon.
- Noblesse.
  - 5. Augustin-Félix-Elisabeth Barrin La Galissonnière, chef de nom et armes, seigneur de la sirerie et principauté de Pescheseul, du marquisat de la Guerche et autres lieux, maréchal de camp, employé dans la division des troupes du Dauphiné, grand sénéchal d'épée héréditaire des cinq sénéchaussées de la province d'Anjou et pays Saumurois.
  - 6. Jean-Guillaume de La Planche de Ruillé, demeurant à Angers.
  - 7. Jean-Charles-Antoine Morel de Dieusie, demeurant à Angers.
  - 8. Renaud César de Choiseul-Praslin, duc de Praslin.
- Tiers état.
  - 9. Marie-Joseph Milscent, lieutenant particulier en la sénéchaussée et siège présidial d'Angers.
  - 10. Chassebœuf de Volney (Constantin-François), bourgeois, demeurant à Angers.
  - 11. Louis-Marie de La Révellière-Lépeaux (I) (Louis-Marie), bourgeois à Angers, avocat au parlement de Paris.
  - 12. Jean-François Riche, négociant à Angers.
  - I3. Thomas-Marie-Gabriel Desmazières, conseiller au présidial d'Angers.
  - 14. Louis-Étienne Brevet de Beaujour, avocat du roi au présidial d'Angers.
  - 15. Louis-François Allard, médecin à Château-Gontier.
  - 16. Julien-Camille Le Maignan, lieutenant criminel en la sénéchaussée de Beaugé.

##### Suppléants. (8)
- Clergé.
  - 1. Claude Jacquemard, curé de Brissarthe.
  - 2. Boumard (Louis), curé de Sainte-Croix, d'Angers.
- Noblesse.
  - 3. Andigné de Villeguyer (Charles-Jean d'), chevalier, capitaine en second d'artillerie, attaché au régiment d'Auxonne.
  - 4. Amelot de Chaillou (Denis-Jean), conseiller en la grand'chambre du parlement de Paris.
- Tiers état.
  - 5. Urbain-René Pilastre de la Brardière, maire d'Angers.
  - 6. Jean-Baptiste Leclerc, conseiller en l'élection d'Angers.
  - 7. Druillon de Morvilliers (Philippe-Joseph), avocat au présidial d'Angers.
  - 8. Dayy des Piltières (Urbain-René), avocat du roi au présidial de la Flèche.

#### Sénéchaussée deSaumur
Sénéchaussée principale sans secondaire. (4 députés)
- Clergé.
  - 1. Clément Mesnard, prieur-curé d'Aubigny, près Doué, en Anjou.
- Noblesse.
  - 2. Charles-Élie de Ferrières, marquis de Marçay, demeurant au château de Marçay, près Mirebeau, en Poitou.
- Tiers état.
  - 3. Jean-Étienne de Cigongne, négociant à Saumur.
  - 4. Maurice Bizard, avocat à Saumur, ancien maire de la ville, ancien bâtonnier.

##### Suppléants. (3)
- Clergé.
  - 1. Le Livec de Lanvoran (Louis-Bertrand), curé d'Antoigné.
- Noblesse.
  - 2. Caux (René-Henri de), chevalier, seigneur de Chacé, ancien capitaine de cavalerie à la suite des chevau-légers de la garde du roi.
- Tiers état.
  - 3. Ragonneau (Charles-Jean), avocat fiscal du duché de Richelieu.

#### Sénéchaussée du Loudunoisà Loudun
Sénéchaussée principale sans secondaire. (4 députés)
- Clergé.
  - 1. Georges de Marsay, curé de Nueil-sur-Dive.
- Noblesse.
  - 2. Gabriel d'Arsac de Ternay, chevalier, seigneur des Roches, Maubué et autres lieux, chevalier de Saint-Louis.
- Tiers état.
  - 3. Jacques Dumoustier Delafond, avocat du roi, subdélégué de l'intendant de Tours à Loudun.
  - 4. Jean-Marie Bion, avocat en parlement et substitut du procureur du roi au bailliage de Loudun.

##### Suppléants. (0)
(Pas de suppléants.)

### Généralité d'Auch

#### Sénéchaussée d'Auch
Sénéchaussée principale sans secondaire. (4 députés)
- Clergé.
  - 1. Mathieu Guiraudez de Saint-Mézard, docteur en théologie, archiprêtre de Lavardens.
- Noblesse.
  - 2. Jean-Phinée-Suzanne de Luppé, ancien mousquetaire du roi de la première compagnie, chevalier de Saint-Louis, seigneur de Taybosc.
- Tiers état.
  - 3. Blaise-Thérèse Sentetz, seigneur de Duran, conseiller-procureur du roi en la sénéchaussée d'Auch.
  - 4. Joachim Perez du Gief, avocat en parlement à Mirande.

##### Suppléants. (0)
(Pas de suppléants.)

#### Sénéchaussée deMont-de-Marsan
Sénéchaussée principale sans secondaire. (4 députés)
- Clergé.
  - 1. Simon de La Porterie, curé de Lencouacq.
- Noblesse.
  - 2. Joseph de Lasalle de Roquefort.
- Tiers état.
  - 3. François Perez d'Artassen, conseiller au parlement de Bordeaux.
  - 4. Jean Mauriet de Flory, seigneur de Flory, avocat, demeurant à Villeneuve-de-Marsan.

##### Suppléants. (1)
- Tiers état.
  - 1. Antoine Dufau, médecin, procureur-syndic de la municipalité de Mont-de-Marsan.

#### Pays deRivière-Verdun,Gaure, Baronnies de Léonac etMarestaing.
Ressort principal sans secondaire. (4 députés)
- Clergé.
  - 1. Anne-François-Victor Le Tonnelier de Breteuil, évêque et seigneur de Montauban, abbé de Belle-Perche.
- Noblesse.
  - 2. Jacques Antoine Marie de Cazalès, chevalier, capitaine au régiment de chasseurs à cheval de Flandre, seigneur de Lastour et Saint-Martin d'Antejac.
- Tiers état.
  - 3. Pierre Long, procureur du roi en la justice royale de Beaumont-les-Lomagne, et son juge en chef de la ville de Solomiac, membre de l'administration provinciale de Gascogne et procureur-syndic de l'assemblée de département de Rivière-Verdun.
  - 4. Emmanuel Pérès de Lagesse, avocat en parlement, demeurant à Boulogne-sur-Gesse.

##### Suppléants. (1)
- Clergé.
  - 1. Christophe-Auguste Hardy de Vicques, abbé commendataire de l'abbaye de Saramon, chanoine de Saint-Étienne de Toulouse, et grand vicaire de l'évêque de Lombez.

#### Comté deCommingesassemblé àMuret
Ressort principal sans secondaire. (8 députés)
- Clergé.
  - 1. Pierre Cornus, curé de la paroisse de Saint-Jacques-de-Muret.
  - 2. Gabriel Lasmartres, bachelier en théologie, curé de l'Isle-en-Dodon.
- Noblesse.
  - 3. Pierre-Élisabeth-Denis de Barrau, baron de Montagut.
  - 4. Stanislas-Bernard-Pierre d'Ustou-Saint-Michel, chevalier, seigneur de Monbéraut-Saint-Michel, capitaine de cavalerie, chevalier de Saint-Louis.
- Tiers état.
  - 5. Jean-Pierre Latour, docteur en médecine, maire électif de la ville d'Aspet.
  - 6. Bertrand Pégot, négociant à Saint-Gaudens.
  - 7. Jean-Pierre Roger, juge royal de Simorre, demeurant à l'Isle-en-Dodon, et membre de l'assemblée d'élection du pays de Comminges.
  - 8. Jean Laviguerie, conseiller du roi, son juge civil et criminel du pays et comté de Comminges, siège séant à Muret et président de l'élection de Comminges.

##### Suppléants. (0)
(Pas de suppléants.)

#### Sénéchaussée des Lannes(Landes) àDax.
Sénéchaussées secondaires : Bayonne, Saint-Sever. (4 députés)
- Clergé.
  - 1. Jean Goze, curé de Gaas.
- Noblesse.
  - 2. Clair-Joseph Carris de Barbotan, chevalier, seigneur de Barbotan.
- Tiers état.
  - 3. Alexis de Basquiat-Mugriet, lieutenant général au sénéchal de Saint-Sever.
  - 4. Pierre-Joseph de Lamarque, conseiller du roi, son procureur au sénéchal de Saint-Sever.

##### Suppléants. (1)
- Tiers état.
  - 1. François Lafitte, avocat en parlement et au sénéchal de Saint-Sever.

#### Sénéchaussée d'ArmagnacàLectoure
Sénéchaussée secondaire : Isle-Jourdain. (4 députés)
- Clergé.
  - 1. Raymond Ducastaing, curé de Lannux.
- Noblesse.
  - 2. Jean-Paul d'Angosse, baron de Corbères, maréchal de camp, grand sénéchal gouverneur d'Armagnac.
- Tiers état.
  - 3. Jean-Jacques de Laterrade, conseiller du roi, juge-mage, lieutenant général de la sénéchaussée et cour présidiale d'Armagnac.
  - 4. Jean-Louis Laclaverie, avocat en parlement, demeurant à La Chapelle.

##### Suppléants. (0)
(Pas de suppléants.)

#### Sénéchaussée deTartas.
Sénéchaussée principale sans secondaire. (4 députés)
- Clergé.
  - 1. Jean Lanusse, prêtre et curé de la paroisse de Saint-Étienne Rive-Labour et du Bourg-Saint-Esprit.
- Noblesse.
  - 2. Artois (Charles-Philippe, comte d'), frère du roi. Refuse son élection.
- Tiers état.
  - 3. Bertrand Castaignède, notaire royal et juge de la Bouheyre, demeurant à Commensacq.
  - 4. Jean-Baptiste de Larreyre, conseiller du roi au sénéchal de Tartas.

##### Suppléants. (1)
- Noblesse.
  - 1. Bertrand de Batz , seigneur d'Amantier. Est également élu à Nérac. Opte pour cette sénéchaussée

#### Pays desQuatre-Valléesassemblé àLa Barthe-de-Neste.
Ressort principal sans secondaire. (1 député)
- Tlers état.
  - 1. Jean Melchior Dabadie de Bernet, capitaine du génie.

##### Suppléants. (1)
- Tiers état.
  - 1. Louis-Philippe de Ségur, colonel de dragons, ancien ambassadeur de Russie, commandant à Péronne.

#### Pays deCouseransassemblé àSaint-Girons
Ressort principal sans secondaire. (3 députés)
- Clergé.
  - 1. Dominique de Lastic de Fournels, évêque de Couserans, résidant à Saint-Lizier.
- Noblesse.
  - 2. Louis-Marie de Panetier de Miglos, seigneur direct de Villeneuve.
- Tiers état.
  - 3. Louis Joseph de la Boëssière de Chambors, vicomte de Couserans, seigneur de Gizors en partie, de Seix en paréage avec le roi, etc., colonel du régiment d'infanterie d'Austrasie, gentilhomme d'honneur de Monseigneur le comte d'Artois.

##### Suppléants. (3)
- Noblesse.
  - 1. Roquemaurel (Bernard-Michel-Joseph-Antoine de), seigneur de Montegut, capitaine en second au régiment de Brie-infanterie.
  - 2. Saint-Blanquat (Jean, baron de Linga de), baron d'Esplas demeurant au château de Saint-Blanquat, près Saint-Lizier.
- Tiers état.
  - 3. Ille (François), avocat au parlement, demeurant à Argein.

### Généralité de Châlons

#### Bailliage deChâlons-sur-Marne.
Bailliage principal sans secondaire. (4 députés)
- Clergé.
  - 1. Anne-Antoine-Jules de Clermont-Tonnerre, évéque-comte de Châlons, pair de France.
- Noblesse.
  - 2. Jean-Baptiste de Pinteville de Cernon, fils aîné, seigneur de Vésigneul-sur-Coole.
- Tiers état.
  - 3. Pierre-Louis Prieur, avocat en parlement à Châlons.
  - 4. Jean-Baptiste Choisy, marchand et laboureur, demeurant à Arcefay, près Riaucourt.

##### Suppléants. (1)
- Tiers état.
  - 1. Thomas (Nicolas-Georges), avocat en parlement, premier échevin de Châlons-sur-Marne, lieutenant du bailliage de la comté-pairie de Châlons

#### Bailliage deVitry-le-François
Bailliages secondaires : Sainte-Menehould, Fismes, Saint-Dizier, Épernay. (8 députés)
- Clergé.
  - 1. Nicolas Dumont, docteur en théologie, curé de Villers-devant-le-Thour.
  - 2. Jacques-Antoine Brouillet, curé d'Avise, gradué en droit canon.
- Noblesse.
  - 3. Jean-Baptiste-David de Ballidart, chevalier, seigneur de Lacourt et du fief des Grandes-Côtés et Petites-Côtes, syndic de la noblesse du département de Vitry.
  - 4. Pierre-Louis de Failly, chevalier, vicomte de Vinay et autres lieux, chevalier de Saint-Louis, demeurant au château des Conardins, près Épernay.
- Tiers état.
  - 5. Nicolas-Rémy Lesure, lieutenant particulier du bailliage de Sainte-Menehould.
  - 6. Edmond-Louis-Alexis Dubois-Crancé , seigneur de Balham, ancien mousquetaire, demeurant à Chalons.
  - 7. Pierre-François Barbié, lieutenant général au bailliage de Vitry-le-François.
  - 8. Jean-Baptiste Poulain de Boutancourt, seigneur de Boutancourt, maître de Forges, demeurant à Boutancourt, près Mézières.

##### Suppléants. (2)
- Noblesse.
  - 1. Marassé (Jean-René-Blandine de), écuyer, chevalier de Saint-Louis, brigadier des armées du roi, mestre de camp d'infanterie, procureur-syndic pour l'ordre de la noblesse à l'assemblée du département d'Épernay.
  - 2. Lardenoy (Antoine-Philippe, comte de), chevalier, baron de Termes, colonel du régiment-provincial d'artillerie de Strasbourg, chevalier de Saint-Louis.

#### Bailliage de Sézanne
Bailliage secondaire : Châtillon-sur-Marne. (4 députés)
- Clergé.
  - 1. Joseph-Alexandre-Benjamin Hurault, curé de Broyes.

Noblesse.
- Noblesse.
  - 2. Pierre-Charles de Pleurre, maréchal de camp, grand bailli d'épée, capitaine et gouverneur de la ville de Sézanne, seigneur de Marigny et autres lieux.
- Tiers état.
  - 3. Guillaume-Nicolas-Pantaléon Moutier, lieutenant général civil et criminel, commissaire enquêteur et examinateur au bailliage de Sézanne.
  - 4. Jean Pruche, maire perpétuel de Dormans.

##### Suppléants. (4)
- Clergé. (1).
  - 1. Bigaut (Claude-Louis de), curé de Boursault, doyen du doyenné de Châtillon-sur-Marne.
- Noblesse.
  - 2. Villiers de la Berge (François-Louis de), conseiller au parlement de Paris.
- Tiers état.
  - 3. Cochois (Siméon-Pierre), avocat en parlement et notaire à Sézanne, secrétaire à l'assemblée du tiers état du bailliage.
  - 4. Claude-Emmanuel Dobsen, avocat en parlement.

#### Bailliage deReims
Bailliage principal sans secondaire. (8 députés)
- Clergé.
  - 1. Alexandre-Angélique de Talleyrand-Périgord, archevêque-duc de Reims, premier pair de France, primat de la Gaule Belgique, etc.
  - 2. François-Nicolas Lagoile de Lochefontaine, docteur en Sorbonne, chanoine de la cathédrale et sénéchal du chapitre de Reims.
- Noblesse.
  - 3. Claude-Jean-Antoine d'Ambly, seul seigneur de Prin, Lhery, Faverolles et Creston, maréchal de camp, commandeur de Saint-Louis, ancien syndic de la noblesse de Champagne, capitaine-commandant pour Sa Majesté des ville et faubourgs de Reims.
  - 4. Charles-Alexis Brûlart, seigneur du grand et petit Sillery, brigadier des armées du roi.
- Tiers état.
  - 5. Basile Joseph Raux, maître de forges au Heurtault, paroisse de Signy-l'Abbaye.
  - 6. René-Louis-Marie Vieillart, professeur en droit à Reims, lieutenant de la justice ducale.
  - 7. François-Victor La Beste, bourgeois de Cumières.
  - 8. François Louis Jérôme Baron, avocat en parlement.

##### Suppléants. (4)
- Noblesse.
  - 1. Duran (Pierre-Nicolas-Louis), chevalier, ancien capitaine de dragons, seigneur de Mazerny et en partie de Harzillemont.
  - 2. Thuisy (Jean-Baptiste-Charles Goujon, marquis de), lieutenant en premier au régiment des Gardes françaises.
- Tiers état.
  - 3. Heurat (Antoine), notaire à Charbogne.
  - 4. Collardeau (Gérard), avocat en parlement, demeurant à Reims.

#### Bailliage deTroyes
Bailliages secondaires : Nogent-sur-Seine, Méry-sur-Seine, Rumilly-lès-Vaudes, Virey-sous-Bar.
(8 députés)
- Clergé.
  - 1. Jean-François Dubois, curé de Saint-Remy, Sainte-Madeleine et Saint-Frobert de la ville de Troyes.
  - 2. Nicolas Viochot, curé de Maligny, près Auxerre, diocèse de Langres.
- Noblesse.
  - 3. Louis-Marie de Villebertain de Mesgrigny, chevalier honoraire de l'ordre de Malte, colonel d'infanterie, premier aide-major au régiment des gardes françaises, chevalier de Saint-Louis.
  - 4. Louis Pierre Nolasque de Balbes de Berton de Crillon, chevalier de Saint-Louis et de la Toison d'or, maréchal de camp.
- Tiers état.
  - 5. Nicolas-Jacques Camusat de Bellombre, négociant à Troyes.
  - 6. Étienne-Catherine Baillot, avocat à Ervy-sur-Aube.
  - 7. Claude-François-Louis Jeannet, avocat en parlement, demeurant à Saint-Florentin.
  - 8. Nicolas Jeannet, négociant, demeurant à Arcis-sur-Aube.

##### Suppléants. (8)
- Clergé.
  - 1. Méric de la Tournerie (Jean-Philippe de), curé de Coursan.
  - 2. Bonfils (Antoine), curé de Droupt-Sainte-Marie.
- Noblesse.
  - 3. Nogent (Edme-Paul-Nicolas, comte de), sous-brigadier retiré de la première compagnie des mousquetaires du roi, seigneur d'Éclance, près Bar-sur-Aube.
  - 4. Réaulx (François-Louis des), marquis de Colloix, ancien colonel d'infanterie.
- Tiers état.
  - 5. Parent (Nicolas), avocat du roi au bailliage de Troyes.
  - 6. Belin (Gabriel), avocat et procureur fiscal du duché d'Isle-Aumont, près Troyes.
  - 7. Potier (François), bailli et maire de Saint-Florentin.
  - 8. Premiat (Antoine-Henri), juge à Vauchassis, demeurant à Chennegy.

#### Bailliage deLangres
Bailliage principal sans secondaire. (4 députés)
- Clergé.
  - 1. César-Guillaume de La Luzerne, évêque-duc de Langres.
- Noblesse.
  - 2. Jacques-Marie de Froment, chevalier de Saint-Louis, ancien lieutenant-colonel du régiment de Rohan, seigneur de Bize.
- Tiers état.
  - 3. Jean-Baptiste Thévenot de Maroise, ancien avocat en parlement, ancien lieutenant général de police de Langres.
  - 4. François-Charles Henryot, procureur du roi en la prévôté de Montigny.

##### Suppléants. (5)
- Tiers état.
  - 1. Joseph-Claude Drevon, avocat, exerçant à Langres.
  - 2. Louis Guyardin, lieutenant particulier au bailliage de Langres.
  - 3. Le Brun (Claude), avocat, demeurant à Langres.
  - 4. Guyot (Charles-François), prévôt de Bourbonne.
  - 5. Regnier (Jean-Baptiste-Marie), avocat en parlement, demeurant à Langres.

#### Bailliage deChaumont-en-Bassigny
Bailliage principal sans secondaire. (8 députés)
- Clergé.
  - 1. Edme Aubert, curé de Couvignon, chanoine honoraire de Saint-Maclou de Bar-sur-Aube.
  - 2. Simon-Edme Monnel, curé de Valdelancourt.
- Noblesse.
  - 3. Michel-Félix-Victor de Choiseul d'Aillecourt, colonel du régiment Dauphin-dragons, demeurant ordinairement à Paris.
  - 4. Louis-Charles-Joseph d'Esclaibes de Clairmont d'Avranville, ancien capitaine au régiment du roi, seigneur d'Avranville, près Neuchâteau, y demeurant.
- Tiers état.
  - 5. Jean-Baptiste Théophile Morel, cultivateur à Vesaignes-sous-Lafauche.
  - 6. Pierre Mougeotte des Vignes, procureur du roi au bailliage et siège présidial de Chaumont.
  - 7. Jean-Nicolas Laloy, docteur en médecine à Chaumont.
  - 8. Noël-Claude Janny, ancien avocat en parlement, demeurant à Brienne-le-Château.

##### Suppléants. (1)
- Tiers état.
  - 1. Martin Gombert, cultivateur à Mareilles.

### Généralité de Montauban

#### Sénéchaussée duQuercyàCahors
Sénéchaussées secondaires : Montauban, Gourdon, Lauzerte, Figeac, Martel. (12 députés)
- Clergé.
  - 1. Paul Ayroles, curé de Reyrevignes.
  - 2. Louis-Marie de Nicolaÿ, évêque, baron et comte de Cahors.
  - 3. Léonard Leymarie, curé de Saint-Privat de Montcuq.
- Noblesse.
  - 4. Barthélemy de La Valette-Parizot, chevalier de Saint-Louis, ancien capitaine au régiment de Brissac-infanterie.
  - 5. Armand-Louis de Gontaut Biron, duc de), maréchal de camp, colonel du régiment de Lauzun.
  - 6. Antoine de Plas de Tanes, chevalier, comte de Plas, ancien capitaine de dragons, chevalier de Saint-Louis.
- Tiers état.
  - 7. Jean-Félix Faydel, avocat, demeurant à Cahors.
  - 8. Jean-Baptiste Poncet-Delpech, avocat à Montauban,
  - 9. Arnaud Gouges-Cartou, négociant à Moissac, député de la sénéchaussée secondaire de Lauzerte.
  - 10. Antoine Durand, avocat à Léobard, l'un des députés de la sénéchaussée secondaire de Gourdon.
  - 11. Guillaume-Joseph Boutaric, président de l'élection de Figeac.
  - 12. Pierre-Joseph de Lachèze-Murel, lieutenant général au bailliage de Martel.

##### Suppléants. (3)
- Clergé.
  - 1. Géraud Gaillard, curé de Thémines.
- Noblesse.
  - 2. Étienne Henri d'Escayrac Lauture, colonel de cavalerie.
  - 3. Jean de Saint-Exupéry, lieutenant retiré des gardes du corps du roi, maréchal de camp.

#### Sénéchaussée deRodez
Sénéchaussée secondaire : Millau. (4 députés)
- Clergé.
  - 1. Charles Colbert de Seigneley de Castlehill, évêque de Rodez.
- Noblesse.
  - 2. François-Louis d'Adhémar de Panat, maréchal de camp, commandeur de Saint-Louis.
- Tiers état.
  - 3. Antoine François Rodat d'Olemps, seigneur d'Olemps, bourgeois, demeurant audit village, paroisse de Saint-Amans-de-Rodez.
  - 4. Pierre-Guillaume Pons-Soulages, lieutenant de robe courte en la sénéchaussée de Rodez, bourgeois, demeurant au village de Soulages.

##### Suppléants. (0)
(Pas de suppléants.)

#### Sénéchaussée de RouergueàVillefranche
Sénéchaussée principale sans secondaire. (8 députés)
- Clergé.
  - 1. Jean-Pierre Malrieu, prieur-curé de Loubous, professeur au collège de Rodez, y demeurant.
  - 2. Jean-Chrysostôme de Villaret, vicaire-général de Rodez, prieur de la Besse-Noits, chanoine théologal, membre du bureau de la commission intermédiaire de l'administration provinciale de la Haute-Guyenne, habitant de Villefranche-de-Rouergue.
- Noblesse.
  - 3. Jean II de Buisson de Bournazel, demeurant à Villefranche.
  - 4. François de Lévézou de Vezins, chevalier, brigadier des armées du roi, chevalier de Saint-Louis, seigneur de Larroque, et autres places. Refuse son élection et est remplacé par Jean-Paul François Joseph de Montcalm-Gozon
- Tiers état.
  - 5. Jean-Joseph Manhaval, avocat, habitant en son domaine du Bès, paroisse de Lanuéjouls.
  - 6. Antoine Andurand, avocat à Villefranche.
  - 7. Joseph-Marie Lambel, avocat au Mur-de-Barrez.
  - 8. Jean-François Perrin de Rosier, avocat à Viviez.

##### Suppléants. (1)
- Noblesse.
  - 1. Jean-Paul François Joseph de Montcalm-Gozon, officier de la marine royale, chevalier de Saint-Louis, demeurant au château de Saint-Victor, près Saint-Affrique. Remplace François de Lévézou, comte de Vézins, qui a refusé son élection.

### Généralité de Rouen

#### Bailliage deRouen
Bailliages secondaires : Gisors, Honfleur, Pont-Audemer, Pont-de-l'Arche, Pont-l'Évêque, Andely, Lyons, Vernon, Charleval. (16 députés)
- Clergé.
  - 1. Dominique de La Rochefoucauld, cardinal-archevêque de Rouen, primat de Normandie, abbé de Cluny, etc.
  - 2. François Le Brun curé de Lyons-la-Forêt[8].
  - 3. Louis-Charles de Grieu, prieur de Saint-Hymer.
  - 4. François-Alexis Davoust, bénédictin, prieur claustral de l'abbaye de Saint-Ouen.
- Noblesse.
  - 5. Victurnien Bonaventure de Rochechouart de Mortemart, colonel du régiment de Navarre.
  - 6. Michel-Nicolas de Trie-Pillavoine, ancien lieutenant-colonel de cavalerie.
  - 7. Thomas de Frondeville, président à mortier au parlement de Rouen.
  - 8. Louis-Pierre-François Godart de Belbeuf, avocat général au parlement de Rouen, « fils de M. le procureur général ».
- Tiers état.
  - 9. Jacques-Guillaume Thouret, avocat en parlement.
  - 10. Jean-Barthélémy Le Couteulx de Canteleu, prieur de la Chambre de commerce de Normandie, banquier à Rouen.
  - 11. Pierre Nicolas de Fontenay, négociant, ancien échevin.
  - 12. Simon-Robert Lefèbvre de Chailly, propriétaire à Gamaches.
  - 13. Jean-Hubert Lerefait, laboureur à Rougemontiers.
  - 14. Jean-Jacques-François Mollien, laboureur au Mesnil-sur-Blangy, hameau de Saint-Julien.
  - 15. Denis Lefort, marchand de bois à Dieppedalle, paroisse de Canteleu.
  - 16. Jean-Baptiste Decrétot, négociant à Louviers.

##### Suppléants. (3)
- Tiers état.
  - 1. Boullenger (Louis-Charles-Alexandre), écuyer, conseiller du roi, lieutenant général du bailliage et siège présidial de Rouen.
  - 2. Hué (Jean), avocat en parlement, demeurant à Brionne.
  - 3. Picquefeu de Bermon (Pierre-Guillaume-Jean-Baptiste), échevin, trésorier des guerres, officier commensal de la maison de la reine, membre de l'assemblée du département de Pont-l'Évêque.

#### Bailliage d'Évreux
Bailliages secondaires : Beaumont-le-Roger, Breteuil, Conches, Gy (lire Ézy), Nonancourt, Orbec, Bernay, Pacy. (8 députés)
- clergé.
  - 1. Jacques de La Lande, bachelier en théologie, curé d'Illiers-l'Évêque.
  - 2. Thomas Lindet, curé de Sainte-Croix de Bernay.
- Noblesse.
  - 3. Nicolas de Bonneville, ancien lieutenant-colonel retraité avec rang de mestre de camp, demeurant à Bonneville, paroisse de Chamblac, élection de Bernay.
  - 4. Louis-François de Chambray, maréchal de camp, chevalier de Saint-Louis et chevalier honoraire de l'ordre de Malte.
- Tiers état.
  - 5. Pierre Joseph Antoine Beauperrey, laboureur et marchand de chevaux à La Chapelle-Montgenouil, près Gacé, bailliage d'Orbec.
  - 6. Adrien-Georges Buschey des Noës, sieur des Noës, conseiller du roi et de Monsieur, au bailliage de Bernay.
  - 7. François Buzot, avocat à Évreux.
  - 8. Denis Le Maréchal, négociant à Rugles.

##### Suppléants. (0)
(Pas de suppléants.)

#### Bailliage deCauxàCaudebec
Bailliages secondaires : Arques à Dieppe, Montivilliers, Cany, Neufchâtel, Le Havre.
(12 députés)
- Clergé.
  - 1. Pierre-Charles Eude, curé d'Angerville-l'Orcher.
  - 2. Dominique Dufour de Pradt, vicaire général de Rouen et archidiacre du Grand Caux.
  - 3. Louis-François Rozé, curé d'Émalleville-en-Caux.
- Noblesse.
  - 4. Anne-Alexandre-Gabriel-Augustin de Cairon, marquis d'Esmalleville, chevalier, seigneur de Panneville-en-Caux, demeurant à Rouen.
  - 5. Louis-Jacques Grossin de Bouville, seigneur de Bouville-en-Caux, ci-devant conseiller au parlement de Rouen, demeurant ordinairement en son hôtel à Paris.
  - 6. Jean-Baptiste-Léon de Thiboutot, maréchal de camp, commandeur de Saint-Louis, inspecteur du corps royal de l'artillerie.
- Tiers état.
  - 7. Jacques-François Begouën, écuyer, négociant au Havre.
  - 8. Pierre Jacques Bourdon, procureur du roi au bailliage d'Arques séant à Dieppe.
  - 9. Jean-Baptiste-Michel Cherfils, procureur du roi au bailliage de Cany.
  - 10. Jean-Baptiste Fleurye, procureur du roi au bailliage de Montivilliers.
  - 11. Jean-Georges Lasnon, laboureur à Etoutteville près Motteville-en-Caux.
  - 12. Pierre-Maximilien Simon, laboureur et conseiller du roi élu en l'élection de Neufchâtel.

##### Suppléants. (1)
- Noblesse.
  - 1. Charles Joseph Fortuné d'Herbouville, ancien mestre de camp des gendarmes de la garde du roi.

#### Bailliage deChaumont-en-Vexin
Bailliage secondaire : Magny. (4 députés)
- Clergé.
  - 1.Armand-Jean de Brunet de Castel-Pers de Panat, docteur en théologie, grand vicaire, archidiacre et official de Pontoise et du Vexin français.
- Noblesse.
  - 2. Jean-Baptiste Lemoine de Belle-Isle, chevalier, seigneur de Vernonnet et autres lieux, conseiller du roi, chancelier garde des sceaux de feu S.A.S. Mgr le duc d'Orléans.
- Tiers état.
  - 3. Jean-Nicolas Bordeaux, procureur du roi en l'élection de Chaumont.
  - 4. Michel-François d'Ailly, conseiller d'État.

##### Suppléants. (2)
- Noblesse.
  - 1. Serans (Charles-François de Cléry, comte de), chevalier, mousquetaire réformé de la première compagnie, seigneur de Montagny, Figicourt et autres lieux, au bailliage de Chaumont.
- Tiers état.
  - 2. Santerre (Nicolas-Philippe), avocat et notaire à Magny-en-Vexin.

### Généralité de Caen

#### Bailliage deCaen
Bailliages secondaires : Bayeux, Falaise, Thorigny, Vire. (12 députés)
- Clergé.
  - 1. Joseph Étienne Benoît Le François, curé de Mutrécy.
  - 2. Pierre Levêque, curé de Tracy-Bocage.
  - 3. François Letellier , curé de Bonnœil.
- Noblesse.
  - 4. François Henri de Franquetot de Coigny, pair de France, gouverneur de Cambrai, bailli et capitaine des chasses de la Varenne du Louvre, chevalier des ordres du roi, lieutenant général de ses armées, chef de division des troupes de la province de Normandie, gouverneur des ville et château de Caen, grand bailli d'épée au bailliage de Caen.
  - 5. Louis-Marie de Vassy, colonel de cavalerie, demeurant à Brecey.
  - 6. Georges Félix de Wimpffen, maréchal de camp, chevalier de Saint-Louis, demeurant à Bayeux.
- Tiers état.
  - 7. Jean-Baptiste Delauney, avocat à Bayeux.
  - 8. Jacques-Guillaume Poulain de Beauchène, cultivateur, ancien lieutenant de la grande louveterie de France, demeurant à Saint-Martin-l'Aiguillon.
  - 9. Michel-Louis Lamy, négociant à Caen.
  - 10.Pierre Flaust, lieutenant général du bailliage de Vire.
  - 11. Michel-Louis-François Pain, conseiller au bailliage de Thorigny.
  - 12. Gabriel de Cussy, ancien directeur de la monnaie à Caen.

##### Suppléants. (0)
(Pas de suppléants.)

#### Bailliage deCoutances
Bailliages secondaires : Saint-Lô, Avranches, Carentan, Cérences, Mortain, Saint-Sauveur-Lendelin, Valognes, Saint-Sauveur-le-Vicomte, Tinchebray. (16 députés)
- Clergé.
  - 1. Jacques-François-Louis Le Lubois, curé de Fontenay, près Valognes.
  - 2. François Bécherel, curé de Saint-Loup.
  - 3. François-Germain Le Rouvillois, curé de Carantilly.
  - 4. Ange-François de Talaru de Chalmazel, abbé de Blanchelande, évêque de Coutances.
- Noblesse.
  - 5. Luc René Charles Achard de Bonvouloir seigneur du Désert, etc., ancien capitaine de cavalerie, chevalier de Saint-Louis, demeurant au château du Désert.
  - 6. Pierre-François de Beaudrap, chevalier, seigneur de Sotteville, etc., ancien officier au corps royal de l'artillerie, demeurant au château de Sotteville.
  - 7. Jacques-René-Jean-Baptiste Artur de La Villarmois, chevalier, seigneur de la Villarmois, Launay, Champagne et autres lieux, demeurant à Avranches.
  - 8. Léon Marguerite Le Clerc de Juigné, comte de Courtomer, seigneur de Sainte-Mère-Église, maréchal de camp, demeurant à l'archevêché à Paris.
- Tiers état.
  - 9. Pierre-Jacques Vieillard, avocat à Saint-Lô.
  - 10. Jean Perrée-Duhamel, négociant à Granville.
  - 11. Denis-Gabriel Le Sacher de la Palière, avocat au bailliage de Mortain.
  - 12. Jean-Thomas Desplanques-Dumesnil, maire de Carentan.
  - 13. Guillaume Besnard-Duchesne, lieutenant particulier au bailliage de Valognes.
  - 14. Louis-Hector-Amédée Angot, bailli de robe longue de Saint-Sauveur-le-Vicomte.
  - 15. Louis Pouret-Roquerie, procureur du roi au bailliage de Saint-Sauveur-Lendelin, séant à Périers et y demeurant.
  - 16. Louis Burdelot de Pontorson, vicomte et maire de la ville de Pontorson, y demeurant.

##### Suppléants. (0)
(Pas de suppléants.)

### Généralité d'Alençon

#### Bailliage d'Alençon
Bailliage secondaire : Argentan, Domfront, Exmes, Verneuil. (8 députés)
- Clergé.
  - 1. Jacques Dufresne, curé du Mesnil-Durand.
  - 2. Guillaume-Gabriel Leclerc, curé de La Cambe.
- Noblesse.
  - 3. Pierre-Louis Le Carpentier de Chailloué, conseiller au parlement de Rouen.
  - 4. René Vauquelin, ancien capitaine de cavalerie, chevalier de Saint-Louis, grand bailli d'épée d'Alençon.
- Tiers état.
  - 5. Nicolas-Bernard Belzais-Courménil, avocat en parlement et procureur du roi en l'élection d'Argentan.
  - 6. Portien Colombel de Bois-Aulard, négociant à Laigle.
  - 7. Guillaume François Charles Goupil de Préfelne, ancien magistrat.
  - 8. Claude-Nicolas-Jacques Le Bigot de Beauregard, officier de la maison de la reine, maire de Domfront.

##### Suppléants. (1)
- Noblesse.
  - 1. Jacques de Chambray, capitaine de cavalerie, chevalier honoraire de l'Ordre de Malte, demeurant à La Bellière, près Argentan.

#### Bailliage deChâteauneuf-en-Thymerais
Bailliage principal sans secondaire. (4 députés)
- Clergé.
  - 1. Nicolas-Jean-René Texier, chanoine de Chartres.
- Noblesse.
  - 2. Boniface de Castellane (1758-1837), colonel du régiment de chasseurs à cheval du Hainaut.
- Tiers état.
  - 3. Marie-Gabriel-Louis-François Périer, ancien notaire à Paris.
  - 4. Rémy Claye, laboureur au Boullay-Thierry.

##### Suppléants. (4)
- Clergé.
  - 1. Roberge (Jean-Baptiste-Prosper), curé de Mattanvilliers, près Brezolles.
- Noblesse.
  - 2. Maleissye (Antoine-Charles-Anne Tardieu, marquis de), maréchal de camp, seigneur de Fontaine-les-Ribouts.
- Tiers état.
  - 3. Canuel (Nicolas-Michel), maître de forges à Dampierre, près Châteauneuf.
  - 4. Valleuil (Thomas-François Tillionbois de), avocat en parlement, demeurant à Brezolles.

#### Bailliage duPercheàBellême
Bailliage secondaire : Mortagne. (4 députés)
- Clergé.
  - 1. Gabriel-Sébastien François, curé du Mage.
- Noblesse.
  - 2. Joseph de Puisaye, seigneur de Courtoulin, demeurant à Paris, rue des Juifs, au Marais.
- Tiers état.
  - 3. Antoine Louis Philibert Bailleul, président en l'élection de Bellême.
  - 4. François-Hippolyte Margonne, négociant à Nogent-le-Rotrou.

##### Suppléants. (4)
- Clergé
  - 1. Maris (Esprit-Louis), curé de Saint-Mard-de-Réno.
- Noblesse.
  - 2. Dubuisson de Blainville (Nicolas-Charles), chevalier, seigneur de Blainville, Saint-Hilaire des Noyers et autres lieux, lieutenant-colonel d'infanterie.
- Tiers état
  - 3. Bourdeau (Étienne-Augustin), négociant à Nogent-le-Rotrou.
  - 4. Thoumin (Jean-Baptiste-Bernard), avocat à Bellême.

## Pays ayant une administration particulière, sans dérogation
Ce sont les pays pour lesquels il n'est pas dérogé par les règlements particuliers qui les concernent à la forme prescrite par le règlement du 24 janvier 1789.

### Languedoc

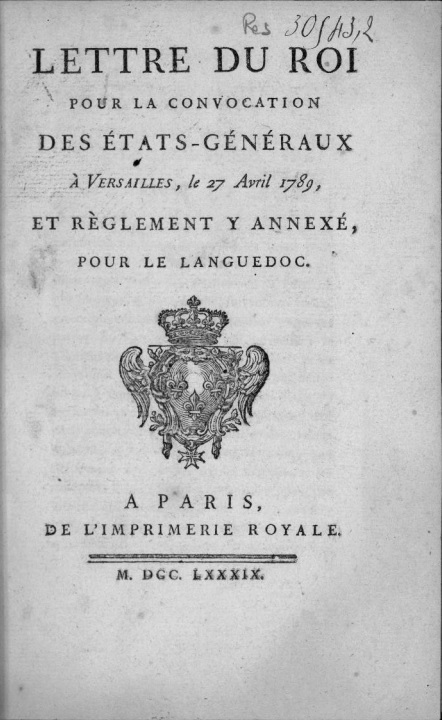
Lettre du Roi pour la convocation des États généraux à Versailles le 27 avril 1789, pour le Languedoc.

(Règlement royal du 7 février 1789).

#### Sénéchaussée d'Annonay
Sénéchaussée principale sans secondaire. (4 députés)
- Clergé.
  - 1.Jacques-Antoine Dode, official, archiprétre et curé de Saint-Péray.
- Noblesse.
  - 2. Charles-François-Antoine Dufaur de Saint-Silvestre de Satillieu, capitaine du génie, seigneur de Mahun, Seray et autres places[9].
- Tiers état.
  - 3. François-Antoine de Boissy d'Anglas.
  - 4. Charles Claude Ange Monneron, négociant à Annonay, ancien intendant de la Compagnie des Indes.

##### Suppléants. (1)
- Tiers état.
  - 1. François-Jérôme Riffard Saint-Martin, avocat en parlement, député de la communauté de Gilhoc.

#### Sénéchaussée de Béziers
Sénéchaussée principale sans secondaire. (8 députés)
- Clergé.
  - 1. Jean-Louis Gouttes, curé d'Argeliers.
  - 2. Jean-Jacques Martin, curé de Saint-Aphrodise de Béziers.
- Noblesse.
  - 3. Henri-Antoine de Gayon, maréchal de camp, chevalier de Saint-Louis, seigneur de Buisson et autres lieux.
  - 4. Joseph-Gabriel Gleizes de Lablanque, chevalier, seigneur en partie de Béziers, de Corneilhan, Badones, Clairac et autres lieux, conseiller du roi en ses conseils, premier conseiller du conseil de Monsieur, frère du roi, juge-mage lieutenant-général-né en la sénéchaussée présidiale de Béziers.
- Tiers état.
  - 5. Marc-Antoine-Thomas Mérigeaux, avocat en parlement, citoyen de Pézenas.
  - 6. François-Xavier Rey, avocat à Béziers.
  - 7. Jean-Joseph Rocque, négociant à Saint-Pons-de-Thomières.
  - 8. François Sales de Costebelle, avocat, « l'un des députés du lieu de Pegairolles ».

##### Suppléants. (1)
- Noblesse.
  - 1. Joseph-Henri de Jessé, capitaine au régiment de Royal-Picardie.

#### Sénéchaussée de Carcassonne
Sénéchaussée principale sans secondaire. (8 députés)
- Clergé.
  - 1. François de Pierre de Bernis, archevêque de Damas, coadjuteur de l'archevêque d'Albi.
  - 2. Philippe Samary, curé de Saint-Nazaire de Carcassonne.
- Noblesse.
  - 3. Louis Jean Pierre Marie Gilbert de Montcalm-Gozon, maréchal de camp, chevalier de Saint-Louis.
  - 4. Gabriel d'Upac de Badens, ancien officier au régiment d'infanterie du roi.
- Tiers état.
  - 5. Dominique-Vincent Ramel-Nogaret, avocat du roi en la sénéchaussée et siège présidial de Carcassonne, son procureur en la maréchaussée et juridiction prévôtale de ladite ville, son capitaine-viguier, juge royal de Montoulieu.
  - 6. Joseph Dupré (1742-1823) négociant fabricant, demeurant à Carcassonne.
  - 7. François Antoine Morin, avocat en parlement, député de la communauté de Saint-Nazaire.
  - 8. Clément-François Bénazet, bourgeois de Saissac.

##### Suppléants. (1)
- Noblesse.
  - 1. Henri Pascal de Rochegude, capitaine des vaisseaux du roi, demeurant à Albi.

#### Sénéchaussée de Castelnaudary
Sénéchaussée principale sans secondaire. (4 députés)
- Clergé.
  - 1. Claude Guyon, curé de Baziège.
- Noblesse.
  - 2. Louis-Philippe de Vaudreuil, seigneur d'Issel, lieutenant général des armées navales, grand-croix de Saint-Louis, inspecteur général des classes maritimes du royaume.
- Tiers état.
  - 3. Joseph Martin-Dauch, licencié en droit, demeurant à Castelnaudary.
  - 4. Jean-François-César de Guilhermy, lieutenant général criminel et procureur du roi au  présidial de Castelnaudary.

##### Suppléants. (1)
- Clergé.
  - 1. Roches (François-Raymond), curé de Montgaillard.

#### Sénéchaussée de Castres
Sénéchaussée principale sans secondaire. (4 députés)
- Clergé.
  - 1. Jean-Marc de Royère, évêque de Castres.
- Noblesse.
  - 2. Pierre-Joseph de Toulouse-Lautrec, maréchal de camp, commandant de l'ordre de Saint-Lazare.
- Tiers état.
  - 3. Jean-Pierre Pezous, avocat en parlement à Albi.
  - 4. Jean-Pierre Ricard, conseiller doyen en la sénéchaussée de Castres.

##### Suppléants. (1)
- Tiers état.
  - 1. Jean-Raymond Cavailhes, avocat demeurant à Saint-Pierre-de-Trivisy.

#### Sénéchaussée de Limoux
Sénéchaussée principale sans secondaire. (4 députés)
- Clergé.
  - 1. Pierre-Dominique Cauneille, curé de Belvis au diocèse d'Alet.
- Noblesse.
  - 2. Adrien de Luillier-Rouvenac, ancien lieutenant du régiment de Septimanie dragons, seigneur de Rouvenac, y demeurant.
- Tiers état.
  - 3. Pierre François Bonnet, avocat à Limoux.
  - 4. Étienne Larade, syndic du diocèse d'Alet.

##### Suppléants. (2)
- Clergé.
  - 1. Taverne (.....), curé de Lavelanet.
- Noblesse.
  - 2. Fozières-Gléon (Jean-Hercule-Joseph-François-Xavier de Latreille, comte de), demeurant à Narbonne.

#### Sénéchaussée de Mende
Sénéchaussée principale sans secondaire. (4 députés)
- Clergé.
  - 1. Guillaume-Pierre Brun, curé de Saint-Chély-d'Apcher.
- Noblesse.
  - 2. Jean-Joseph d'Apcher, mestre de camp de cavalerie, demeurant au château de Besque.
- Tiers état.
  - 3. Joseph-François Rivière, lieutenant général au bailliage de Gévaudan, séance de Marvejols.
  - 4. Marc-Antoine Charrier, avocat et notaire à Nasbinals.

##### Suppléants. (4)
- Clergé.
  - 1. Michel-Ange-Benoît de Bruges, prévôt de la cathédrale de Mende et vicaire général du diocèse.
- Noblesse.
  - 2. Alexandre Paul Guérin de Tournel de Joyeuse de Chateauneuf-Randon, ancien capitaine de dragons.
- Tiers état.
  - 3. Sevene (Jean-Raymond), avocat à Marvejols.
  - 4. Bonnel de la Brageresse fils (François-Xavier), docteur en médecine, demeurant à Mende.

#### Sénéchaussée de Montpellier
Sénéchaussée principale sans secondaire. (4 députés)
- Clergé.
  - 1. Joseph François de Malide, évêque de Montpellier.
- Noblesse.
  - 2. Charles-Marie de Barbeyrac de Saint-Maurice, chevalier, seigneur de Saint-Annès, le Ranc, et autres lieux.
- Tiers état.
  - 3. Thomas Verny, citoyen de Clermont-Lodève, avocat au parlement de Toulouse, membre de l'Académie des Jeux floraux.
  - 4. Jacques Jac, avocat à Quissac.

##### Suppléants. (5)
- Clergé.
  - 1. Delmas (Louis), curé de Villevieille.
- Noblesse.
  - 2. Jean-Jacques-Régis de Cambacérès, chevalier, conseiller à la Cour des aides de Montpellier.
  - 3. Cadolle (Charles-Joseph, comte de), chevalier, marquis de Durfort, coseigneur en paréage avec le roi de la ville de Lunel.
- Tiers état
  - 4. Antoine Allut, fils aîné, bourgeois, demeurant à Montpellier.
  - 5. Pierre-Joseph Cambon, négociant à Montpellier.

#### Sénéchaussée de Nîmes
Sénéchaussée principale sans secondaire. (16 députés)
- Clergé.
  - 1. Henri Benoît Jules de Béthizy de Mézières, évêque d'Uzès.
  - 2. Pierre-Marie-Magdeleine Cortois de Balore, évêque de Nîmes.
  - 3. Antoine Benoit, curé de la Ville-Saint-Esprit.
  - 4. Jacques Bonnet, curé de Villefort.
- Noblesse.
  - 5. Jules-Marie-Henri de Faret de Fournès, colonel du régiment de Royal-Champagne-cavalerie, seigneur de Saint-Privat et Saint-Jean-de-Marvejols, coseigneur de la ville de Bourg-Saint-Andéol et autres lieux, grand sénéchal d'épée de Beaucaire et Nîmes.
  - 6. Antoine-François de Guichard de La Linière, chevalier, seigneur de Saint André-de-Majencoules et autres lieux au diocèse d'Alais, chevalier de Saint-Louis, maréchal de camp.
  - 7. Jean-Antoine Teissier de Marguerittes, chevalier, seigneur de Roquecourbe, Coulloures et autres lieux, premier consul, maire de Nîmes.
  - 8. Gabriel-François de Brueys d'Aigalliers, chevalier, ancien major du régiment d'Angoumois, chevalier de Saint-Louis.
- Tiers état.
  - 9. Jean-Paul Rabaut Saint-Étienne, bourgeois, député de la ville de Nîmes.
  - 10. Jean-Henri Voulland, avocat, député de la ville d'Uzès.
  - 11. Joseph-François-Mathieu Soustelle, avocat, député de la ville d'Alais.
  - 12. Louis-Étienne Ricard, lieutenant principal en la sénéchaussée de Nîmes, résidant à Aimargues.
  - 13. Jean-Michel Chambon de La Tour, avocat et maire d'Uzès.
  - 14. Henri Quatrefages de La Roquette, ancien négociant, député de la ville du Vigan.
  - 15. Étienne-David Meynier de Salinelles, demeurant à Nîmes.
  - 16. Antoine Valérian-Duclau, maire, député du Pont-Saint-Esprit.

##### Suppléants (0)
(Pas de suppléants)

#### Sénéchaussée de Puy-en-Velay
Sénéchaussée principale sans secondaire. (4 députés)
- Clergé.
  - 1. Caprais Privat, prieur-curé de Craponne.
- Noblesse.
  - 2. Charles-César de Faÿ de La Tour-Maubourg, colonel du régiment de Soissonnais.
- Tiers état.
  - 3. Claude Francois Benoît Richond, jurisconsulte, avocat en parlement.
  - 4. Antoine-Joseph Bonnet de Treyches, seigneur de Treyches, Bonneville et autres lieux, lieutenant général, juge-mage en la sénéchaussée et siège présidial de la ville du Puy.

##### Suppléants. (2)
- Clergé.
  - 1. Marie-Joseph de Galard de Terraube, évêque et seigneur du Puy-en-Velay.
- Noblesse.
  - 2. Charbonnel de Jussac (Michel-Benoît, comte de), capitaine d'artillerie, chevalier de Saint-Louis.

#### Sénéchaussée de Toulouse
Sénéchaussée principale sans secondaire. (16 députés)
- Clergé
  - 1. François de Fontanges, archevêque de Toulouse.
  - 2. Louis-Étienne-Marie Chabanettes, curé de Saint-Michel à Toulouse.
  - 3. Jean-Joachim Gausserand, curé de Rivière.
  - 4. Augustin-Paul Pous, curé de Mazamet, du diocèse de Lavaur.
- Noblesse.
  - 5. Dominique de Brunet de Castelpers de Panat.
  - 6. Jean des Innocens de Maurens, seigneur baron de Maurens, président à mortier au parlement de Toulouse.
  - 7. Jacques-Paul-Marie d'Avessens de Saint-Rome.
  - 8. Louis-Gaston-François de Monstron de Sauton d'Escouloubre, ancien colonel du régiment de Bresse-infanterie.
- Tiers état.
  - 9. Jean-Arnaud-Pascal Raby de Saint-Médard, avocat à Castelsarrasin.
  - 10. Pierre Devoisins, avocat, demeurant à Lavaur.
  - 11. Jean-Jacques Monssinat aîné, avocat en parlement à Toulouse, député de la communauté de Noé.
  - 12. Jean François Campmas, docteur en médecine à Monestier, diocèse d'Albi.
  - 13. Jean-Antoine-Édouard Fos de Laborde, médecin du roi et des hôpitaux militaires de Saint-Domingue, premier consul, maire de Gaillac.
  - 14. André de Lartigue, lieutenant général en la sénéchaussée et siège présidial de Toulouse.
  - 15. Pierre Roussillou, négociant à Toulouse.
  - 16. Jean-Baptiste Viguier, avocat au parlement de Toulouse, membre de la municipalité.

##### Suppléants. (4)
- Clergé.
  - 1. Laparre (Pierre), curé de Dieupentale et de Bessens.
- Noblesse.
  - 2. Palaminy (Dominique-Louis de Rouany Emard de), ancien capitaine au régiment Dauphin Dragons, lieutenant des maréchaux de France au département de Rieux.
- Tiers état.
  - 3. Hebrard (Dominique), avocat en parlement, député de la paroisse de Grisolles, demeurant à Toulouse.
  - 4. Marchand (F.), négociant, ancien prieur de la Bourse et administrateur actuel de la ville de Toulouse.

#### Sénéchaussée de Villeneuve-de-Berg
Sénéchaussée principale sans secondaire. (8 députés)
- Clergé.
  - 1. Charles de La Font de Savine, évêque et comte de Viviers. Refuse son élection et est remplacé par Pampelonne (l'abbé Antoine-Jacques Guyon de Geis de), archidiacre de l'église de Viviers.
  - 2. Jean-Mathieu Chouvet, curé de Chomérac.
- Noblesse.
  - 3. Cérice de Vogüé, chevalier, marquis d'Aubenas, etc., maréchal de camp, gouverneur de Montmédy.
  - 4. Louis-Alexandre de Launay, ancien capitaine de cavalerie.
- Tiers état.
  - 5. Jean-André Espic, avocat en parlement, député de la paroisse de Saint-Sernin.
  - 6. Noël-Joseph Madier de Montjau, avocat en parlement de Toulouse, premier consul, maire et député de la ville de Bourg-Saint-Andéol.
  - 7. Pierre Dubois-Maurin, doyen des conseillers de la sénéchaussée de Villeneuve-de-Berg, député de la paroisse de Jaujac.
  - 8. Pierre-Simon de France, avocat en parlement, demeurant à Privas.

##### Suppléants. (5)
- Clergé
  - 1. Antoine Jacques de Guyon de Geis de Pampelonne, archidiacre de l'église de Viviers. Remplace La Font de Savine (Charles), qui refuse son élection.
- Noblesse.
  - 2. Jovyac (Jean-Antoine d'Hilaire de Toulon de Saint-Jaille (ou de Sainte Jalles), chevalier, marquis de), maréchal de camp, chevalier de Saint-Louis.
  - 3. Pampelonne (Jacques-Joseph de Guyon de Geis, baron de), chevalier, capitaine d'artillerie, chevalier de Saint-Louis.
- Tiers état.
  - 4. Jean-Baptiste Vacher, conseiller en la sénéchaussée de Villeneuve-de-Berg, député de la paroisse de Berzème.
  - 5. Baron de Montfoy (Gérard), bourgeois, député de la ville de Privas.

### Roussillon
(Règlement royal du 19 février 1789.)

#### Viguerie de Roussillon et de Valespir à Perpignan
Vigueries secondaires : Conflans, Cerdagne. (8 députés)
- Clergé.
  - 1. Antoine-Félix de Leyris d'Esponchez, évêque d'Elne en résidence à Perpignan.
  - 2. François-Antoine de La Boissière, chanoine du chapitre de la cathédrale Saint-Jean-Baptiste de Perpignan et vicaire général du diocèse d'Elne.
- Noblesse.
  - 3. Michel de Coma-Serra, citoyen noble de la ville de Perpignan.
  - 4. Raymond de Banyuls, chevalier de Saint-Louis, ancien capitaine de cavalerie.
- Tiers état.
  - 5. Jean-Baptiste François de Terrats, conseiller du roi, juge en chef au siège royal de la viguerie de Roussillon et Val-d'Espir, remplissant en ce siège les fonctions de lieutenant de M. le gouverneur et capitaine général de la province de Roussillon.
  - 6. Hyacinthe-Xavier Tixedor, juge de la viguerie de Conflans et Capsir.
  - 7. François Siau, négociant à Perpignan. Refuse son élection et est remplacé par Roca (Julien), marchand, demeurant à Prades.
  - 8. Jean-Baptiste Moynier, marchand et consul de la ville d'Ille-en-Roussillon. Refuse son élection et est remplacé par Graffan (Joseph-Sauveur-Jacques), licencié en droit, député de la ville de Thuir.

##### Suppléants. (3)
- Clergé.
  - 1. Montferré (Jean-Baptiste de), chanoine de la cathédrale de Perpignan.
- Tiers état.
  - 2. Julien Roca, marchand, demeurant à Prades. Remplace François Siau, qui a refusé son élection.
  - 3. Joseph-Sauveur-Jacques Graffan, licencié en droit, député de la ville de Thuir. Remplace Jean-Baptiste Moynier, qui a refusé son élection.

### Bourgogne
(Règlement royal du 7 février 1789.)

#### Bailliage de Dijon
Bailliages secondaires : Beaune, Auxonne, Nuits, Saint-Jean-de-Losne. (8 députés)
- Clergé.
  - 1. René des Monstiers de Mérinville, évêque de Dijon.
  - 2. Claude-René Merceret, curé de Fontaine-lès-Dijon.
- Noblesse.
  - 3. Jean Le Mulier de Bressey, conseiller honoraire au parlement de Dijon, seigneur de Bressey.
  - 4. Marc-Antoine de Lévis, chevalier, baron de Lugny-en-Charollois, maréchal de camp, chevalier de Saint-Louis, demeurant à Paris.
- Tiers état.
  - 5. Alexandre-Eugène Volfius, avocat au parlement de Dijon.
  - 6. Charles-André-Rémy Arnoult, avocat au parlement et au conseil des États de Bourgogne.
  - 7. Charles Hernoux, négociant à Saint-Jean-de-Losne.
  - 8. Claude Gantheret, cultivateur à Bourguignon, bailliage de Beaune.

##### Suppléants. (5)
- Noblesse.
  - 1. Mandelot (Henri-Camille-Sophie de Bataille, comte de), chevalier, premier chef d'escadron au régiment d'Artois dragons, seigneur de Mandelot.
  - 2. Courtivron (Antoine-Nicolas-Philippe-Tanneguy-Gaspard, Le Compasseur-Créqui-Montfort, marquis de), seigneur du marquisat de Courtivron et de la terre d'Avot.
- Tiers état.
  - 3. Claude-Bernard Navier, avocat à Dijon. Refuse sa suppléance.
  - 4. Claude-Auguste Durande fils, médecin à Dijon.
  - 5. Jean-François-Paul Gillote, procureur au parlement de Bourgogne.

#### Bailliage d'Autun
Bailliages secondaires : Montcenis, Semur-en-Brionnois, Bourbon-Lancy. (4 députés)
- Clergé.
  - 1. Charles-Maurice de Talleyrand-Périgord, évêque d'Autun, président né et perpétuel des États de Bourgogne.
- Noblesse.
  - 2. Ferdinand-Alphonse-Honoré de Digoine du Palais, chevalier de l'ordre de Saint-Lazare et de N.-D. du Mont Carmel, alcade de la noblesse de Bourgogne, seigneur de Mailly.
- Tiers état.
  - 3. Jean-Marie Repoux, avocat en parlement à Autun.
  - 4. Hugues-François Verchère de Reffye, avocat à Marcigny-sur-Loire.

##### Suppléants. (1)
- Noblesse.
  - 1. Anne-Paul de Fontenay, seigneur de Sommant, demeurant à Autun.

#### Bailliage de Chalon-sur-Saône
Bailliage principal sans secondaire. (8 députés)
- Clergé.
  - 1. Philibert Genetet, curé d'Étrigny.
  - 2. François Oudot, curé de Savigny-en-Revermont.
- Noblesse.
  - 3. Claude-Henry-Étienne Bernard de Sassenay, marquis de Sassenay.
  - 4. Jacques-Philibert Burignot de Varenne, écuyer.
- Tiers état.
  - 5. Jean-Joseph Petiot, procureur du roi au bailliage de Chalon-sur-Saône.
  - 6. Antoine Marie Paccard, avocat à Chalon-sur-Saône.
  - 7. Jean-Baptiste Sancy, avocat à Chalon-sur-Saône.
  - 8. Jean-Louis Bernigaud de Grange, écuyer, lieutenant général au bailliage et siège présidial de Chalon-sur-Saône.

##### Suppléants. (3)
- Noblesse.
  - 1. Patrice Gabriel Bernard de Montessus de Rully, mestre de camp commandant le Régiment du Maine-infanterie, chevalier de l'ordre de Saint-Jean-de-Jérusalem.
- Tiers état.
  - 2. Charles Sancy, lieutenant particulier, au bailliage de Chalon-sur-Saône.
  - 3. Jacques Mathias, avocat en parlement, premier échevin.

#### Bailliage de Semur-en-Auxois
Bailliages secondaires : Avallon, Arnay-le-Duc, Saulieu. (4 députés)
- Clergé.
  - 1. Guy Boulliotte, curé d'Arnay-le-Duc.
- Noblesse.
  - 2. Edme Antoine Charles Le Bascle d'Argenteuil, chevalier, seigneur de Courcelles, y demeurant, maréchal de camp.
- Tiers état.
  - 3. Antoine Guiot, avocat et adjoint, demeurant à Arnay-le-Duc.
  - 4. Florent-Guiot, avocat et adjoint du procureur du roi, syndic, demeurant à Semur.

##### Suppléants. (1)
- Noblesse.
  - 1. Bois d'Aizy (Charles-Esprit, baron de - 1757-1838), chevalier, capitaine en second au régiment Royal-Étranger cavalerie.

#### Bailliage de La Montagne à Châtillon-sur-Seine
Bailliage principat sans secondaire. (4 députés)
- Clergé.
  - 1. Jacob Couturier, bachelier en droit civil et canonique, curé de Salives.
- Noblesse.
  - 2. Erard-Louis-Guy de Chastenay-Lanty, chevalier de Saint-Louis, mestre de camp de dragons, seigneur d'Essarois.
- Tiers état.
  - 3. Nicolas-Thérèse-Benoît Frochot, avocat, notaire royal et prévôt royal, à Aignay-le-Duc.
  - 4. Pierre Benoist, avocat et notaire royal à Frôlois.

##### Suppléants. (0)
(Pas de suppléants.)

#### Bailliage de Charolles
Bailliage principal sans secondaire. (4 députés)
- Clergé.
  - 1. Adrien Baudinot, licencié en théologie, curé de Paray-le-Monial. Refuse son élection et est remplacé par Sébastien Pocheron, curé de Champvent.
- Noblesse.
  - 2. Benjamin-Léonor-Louis Frotier de La Coste-Messelière, colonel de cavalerie, ministre plénipotentiaire auprès du prince Palatin, duc régnant des Deux-Ponts.
- Tiers état.
  - 3. Jean-Baptiste Geoffroy, avocat à la Cour, demeurant à Lyon, et actuellement au Dravers, paroisse de Champvent.
  - 4. Claude Fricaud, avocat, subdélégué de l'intendant de Bourgogne, à Charolles.

##### Suppléants. (3)
- Clergé.
  - 1. Sébastien Pocheron, curé de Champvent. Remplace Adrien Baudinot qui a refusé son élection.
- Noblesse.
  - 2. Étienne Maynaud de Bizefranc de Lavaux, chef d'escadron de dragons.
- Tiers état.
  - 3. Claude François Baudinot, avocat en parlement, bailli de la ville de Paray-le-Monial.

#### Bailliage de Mâcon
Bailliage principal sans secondaire. (4 députés)
- Clergé.
  - 1. Jean Ducret, bachelier de Sorbonne, curé de Saint-André de Tournus.
- Noblesse.
  - 2. Florent-Alexandre-Melchior de La Baume, comte du Saint-Empire, baron de Lugny et comte de Cruzilles, maréchal de camp.
- Tiers état.
  - 3. Antoine de La Méthérie-Sorbier, avocat en parlement, demeurant au bourg de La Clayette.
  - 4. Marie-André Merle, avocat, maire de Mâcon.

##### Suppléants. (1)
- Noblesse.
  - 1. Desbois (Pierre-Antoine-Salomon), grand bailli d'épée du Mâconnois, capitaine du château de Mâcon, seigneur de Choiseau et autres places.

#### Bailliage d'Auxerre
Bailliage principal sans secondaire. (4 députés)
- Clergé
  - 1. Jean-Baptiste-Marie Champion de Cicé, évêque d'Auxerre.
- Noblesse.
  - 2. Jean-Baptiste Lazare René de Moncorps-Duchesnoy, chevalier, seigneur de Levis, Lachemoux et autres places, chevalier de Saint-Louis, écuyer de Mgr le prince de Conti.
- Tiers état
  - 3. Anne Étienne Marie de La Forge, conseiller au bailliage et siège présidial d'Auxerre.
  - 4. Louis Paultre des Épinettes, bourgeois, demeurant à Saint-Sauveur.

##### Suppléants (7)
- Clergé
  - 1. Robien (Adrien de), doyen de la cathédrale d'Auxerre.
  - 2. Julliard (Charles), trésorier curé archiprêtre de Toucy.
- Noblesse
  - 3. Arcy (Alexandre-Jean-Baptiste-Aimé-Gabriel de Cullon, comte d'), baron de Digoine, seigneur de Lende, Saint-Fald et autres lieux, lieutenant-colonel d'infanterie, capitaine-exempt des Suisses de la garde ordinaire de Monsieur, frère du roi.
  - 4. Le Caruyer de Beauvais (Nicolas), chevalier, seigneur de Beauvais, Lainsecq et Basson, chevalier de Saint-Louis, ancien-chef de brigade du régiment de Metz du corps royal de l'artillerie.
- Tiers état
  - 5. Maujot (Jean-Baptiste-François), avocat en parlement et premier échevin à Vermenton.
  - 6. Remond (Pierre-Antoine), procureur du roi au bailliage d'Auxerre.
  - 7. Rameau de Monbenoist (Jean-Baptiste-François), avocat en parlement, subdélégué de l'intendant d'Orléans demeurant à Cosne.

#### Bailliage de Bar-sur-Seine
Bailliage principal sans secondaire. (4 députés)
- Clergé.
  - 1. Nicolas Bluget, écuyer, docteur en Sorbonne, prêtre-curé des trois bourgs des Riceys.
- Noblesse.
  - 2. Emmanuel-Henri-Charles de Crussol d'Uzès, maréchal de camp, chevalier, de Saint-Louis, de N.-D. du Mont Carmel et de Saint-Lazare de Jérusalem, gouverneur châtelain de la grosse tour de Laon, grand bailli d'épée au bailliage et siège royal de la ville et comté de Bar-sur-Seine.
- Tiers état.
  - 3. Pierre Paul Alexandre Bouchotte, procureur du roi sur le fait des aides, tailles et autres impôts du comté de Bar-sur-Seine.
  - 4. Jean Nicolas Jacques Parisot, avocat en parlement, demeurant à Ricey-Haute-Rive.

##### Suppléants. (2)
- Clergé.
  - 1. Le Bon (Louis), curé de Polisot.
- Noblesse.
  - 2. Coëtlosquet (Jean-Yves-François de Coëtlosquet, vicomte de), ancien colonel en second du régiment Dauphin-infanterie, seigneur de Balnot-le-Châtel.

#### Bailliage de Bourg-en-Bresse.
Bailliage principal sans secondaire. (8 députés)
- Clergé.
  - 1. Charles Pierre Gaspard Gueidan, curé de Saint-Trivier-en-Bresse.
  - 2. Jean-Baptiste Bottex, curé de Neuville-sur-Ain.
- Noblesse.
  - 3. Claude-Jean-Baptiste du Garron de La Bévière, seigneur de Longes, La Chassagne et Brosses, syndic général de la noblesse, chevalier de Saint-Louis.
  - 4. Joseph Folch de Cardon de Sandrans, demeurant à Châtillon-les-Dombes.
- Tiers état.
  - 5. Marie-Étienne Populus, avocat en parlement à Bourg.
  - 6. Jean-François Bouveiron, bourgeois, demeurant à Treffort.
  - 7. Antoine-François Gauthier des Orcières, avocat à Bourg.
  - 8. Denis-Ferdinand Picquet, avocat du roi au bailliage et siège présidial de Bourg.

##### Suppléants. (4)
- Clergé.
  - 1. Philibert (Jean-Baptiste), curé de Saint-Jean-sur-Reyssouze.
- Noblesse.
  - 2. Amédée de Faucigny-Lucinge, né comte et marquis de Colligni, baron de Beaupont, seigneur desdits lieux et de Cuise-la-Motte, Lucinge, chevalier des ordres royaux de Saint-Maurice et Saint-Lazare de Savoie, major en second au régiment royal de Roussillon-infanterie.
- Tiers état.
  - 3. Buget (Pierre-Antoine), procureur, demeurant à Bourg-en-Bresse.
  - 4. Cerisier (Antoine-Marie), avocat en parlement, demeurant à Châtillon-les-Dombes.

#### Bailliage deBugeyetValromeyà Belley
Bailliage principal sans secondaire. (4 députés)
- Clergé.
  - 1. Aimé Favre, curé de Hotonnes, docteur en Sorbonne.
- Noblesse.
  - 2. Jacques de Clermont-Mont-Saint-Jean, marquis de La Bathie, etc., colonel attaché au Régiment des chasseurs de Champagne.
- Tiers état.
  - 3. Jean Anthelme Brillat-Savarin , député du village de Vieux, avocat en parlement, demeurant à Belley.
  - 4. Joseph Bernard Delilia de Crose, avocat en parlement, demeurant à Montréal, près Nantua.

##### Suppléants. (0)
(Pas de suppléants.)

#### Bailliage de Gex
Bailliage principal sans secondaire. (4 députés)
- Clergé.
  - 1. Pierre-Marin Rouph de Varicourt , official et curé de Gex, chanoine de l'église cathédrale d'Annecy, doyen d'Aubonne, official du diocèse de Genève à la partie de France.
- Noblesse.
  - 2. Jean Étienne Philibert de Prez de Crassier, chevalier de Saint-Louis, lieutenant-colonel et grand bailli d'épée du Charollais.
- Tiers état.
  - 3. Jean-Pierre Girod de Thoiry, avocat en parlement, demeurant à Thoiry.
  - 4. Jean-Pierre Girod de Chevry, bourgeois, demeurant à Chevry.

##### Suppléants. (0)
(Pas de suppléants.)

#### Bailliage de Trévoux
Bailliage principal sans secondaire. (4 députés)
- Clergé.
  - 1. Aimé Lousmeau-Dupont, curé de Saint-Didier de Vallins.
- Noblesse.
  - 2. Jean-François de Vincent de Panette, chevalier, seigneur de Panette et autres lieux, demeurant à Trévoux, syndic de la noblesse.
- Tiers état.
  - 3. Jean-Marie Arriveur, commissaire enquêteur de la ville de Lyon « possédant fonds en la paroisse de Genouilleux et député d'icelle. »
  - 4. Marin Jourdan, doyen des avocats de la sénéchaussée de Dombes, député de la ville de Trévoux.

##### Suppléants. (1)
- Noblesse.
  - 1. Laurent-Marguerite de Vallin, comte, seigneur de Saint Didier, Challes, Barbarelles et autres lieux.

### Marches Communes
(Règlement royal du 19 février 1789.)

#### Pays des Marches Communes franches de Poitou et de Bretagne assemblé à Montaigu
(4 députés)
- Clergé.
  - 1. Richard de la Vergne (Pierre), prêtre, docteur en droit, avocat en parlement de Paris, recteur de la Trinité de Clisson.
- Noblesse.'
  - 2. Juigné (Jacques-Gabriel-Louis Le Clerc, chevalier, marquis de), marquis de Montaigu, lieutenant général des armées du roi, ci-devant son ministre plénipotentiaire en Russie, gouverneur des ville et citadelle d'Arras, syndic général des Marches communes.
- Tiers état.
  - 3. Francheteau de la Glaustière (Jacques-Alexis), avocat en parlement, député de la paroisse du Bourg-Saint-Léger.
  - 4. Richard (Louis), sieur de la Vergne, docteur en médecine, trésorier des Marches communes, député de la paroisse de Boussay. Refuse son élection et est remplacé par Auvynet (Charles-Joseph), sénéchal de Montaigu.

##### Suppléants. (4)
- Clergé.
  - 1. Buor (Augustin-Hyacinthe de), prieur-curé de Saint-Étienne-de-Corcoué.
- Noblesse.
  - 2. Monty de la Rivière (Claude de), propriétaire du lieu noble de Douet, en la paroisse de Gétigné.
- Tiers état.
  - 3. Auvynet (Charles-Joseph), sénéchal de Montaigu. Remplace Richard qui a refusé son élection.
  - 4. Tardiveau de la Bonnelière (François), propriétaire, demeurant à Boisgrassin, paroisse de la Trinité de Machecoul.

### Franche-Comté
(Règlement royal du 19 février 1789.)

#### Bailliage d'Amontà Vesoul
Bailliages secondaires : Baume-les-Dames, Gray. (12 députés)
- Clergé.
  - 1. Clerget (Pierre-François), curé d'Onans.
  - 2. Lompré (Claude-Bénigne), chanoine, administrateur de la cure de Champlitte.
  - 3. Rousselot (Claude-Germain), curé de Thiénans.
- Noblesse.
  - 4. Toulongeon (Jean-René-Hippolyte, marquis de), maréchal de camp, commandant une brigade de cavalerie dans la division de Languedoc et de Roussillon.
  - 5. Esclans (Charles-Marie-Pierre-Félix Masson d'), chevalier de Malte, capitaine de dragons.
  - 6. Bureaux de Pusy (Jean-Xavier), capitaine au corps royal du génie.
- Tiers état.
  - 7. Raze (Claude-François Roux de), lieutenant général du bailliage d'Amont, à Vesoul.
  - 8. Gourdan (Claude-Christophe), assesseur criminel au bailliage de Gray.
  - 9. Cochard (Claude-Alexis), avocat en parlement à Vesoul.
  - 10. Muguet de Nanthou (Hyacinthe-François-Félix), lieutenant général au bailliage de Gray.
  - 11. Durget (Pierre-Antoine), avocat à Vesoul.
  - 12. Pernel (Antoine-François), notaire à Moffans.

##### Suppléants. (9)
- Clergé.
  - 1. Noirot (Dom Jérôme), bénédictin de l'abbaye de Luxeuil.
- Noblesse.
  - 2. Mercey (Philibert-Ignace-Remy-Boniface-Gabriel Raclet, baron de).
  - 3. Bauffremont (Charles-Roger, prince de), prince de Lestenel et du Saint-Empire, chevalier de la Toison d'Or, maréchal de camp, grand bailli d'Aval, chevalier d'honneur au parlement de Besançon, seigneur de Scey-sur-Saône.
  - 4. Vezet (Joseph-Luc-Jean-Baptiste-Hippolyte, comte de Maréchal de), seigneur de Vezet, les Baties, Vaux et autres lieux, président à mortier au parlement de Besançon,
  - 5. Moustier (Charles, marquis de), maréchal de camp, seigneur de Cubry, Bournel, Chassey et autres lieux.
  - 6. Iselin de Lanans (Théodule-François Melèbre baron d'), seigneur de Lanans, Roulans, baronnie de Montby, Viloret, Montavergnage et leurs dépendances.
  - 7. Talbert de Nancray (Denis-Claude-Joseph), président à mortier au parlement de Besançon, seigneur du fief de Quenoche.
- Tiers état.
  - 8. Perreçiot (Joseph-Bonaventure), conseiller au bureau des finances, demeurant à Beaune.
  - 9. Bressand (Pierre-François), avocat en parlement, demeurant à Besançon.

#### Bailliage d'Aval à Lons-le-Saunier
Bailliages secondaires : Arbois, Orgelet, Poligny, Pontarlier, Saint-Claude, Salins. (8 députés)
- Clergé.
  - 1. Bruet (Ignare-François-Xavier), curé d'Arbois.
  - 2. Burnequez (Jacques-Joseph), curé de Mouthe.
- Noblesse.
  - 3. Lezay-Marnesia (Claude-François-Adrien, marquis de), chevalier de Saint-Louis, ancien capitaine au régiment du Roi-infanterie.
  - 4. Toulongeon (François Emmanuel, vicomte de), seigneur de Beaulieu, colonel du régiment des chasseurs de Bretagne, ci-devant des Cévennes, en garnison à Colmar.
- Tiers état.
  - 5. Vernier (Théodore), avocat en parlement, à Lons-le-Saunier.
  - 6. Babey (Pierre-Marie-Athanase), avocat du roi à Orgelet.
  - 7. Bidault (Remi-Hippolyte), lieutenant criminel à Poligny.
  - 8. Christin (Charles-Gabriel-Frédéric), avocat à Saint-Claude.

##### Suppléants. (3)
- Clergé.
  - 1. Royer (Jean-Baptiste), curé de Chavannes.
- Noblesse.
  - 2. Mailly (Alexandre-Antoine-Marie-Gabriel-Joseph-François), marquis de Châteaurenaud, seigneur de Quintigny.
- Tiers état.
  - 3. Pourtier de Larnaud (Jacques), seigneur de Larnaud.

#### Bailliage de Besançon
Bailliage principal sans secondaire. (4 députés)
- Clergé.
  - 1. Millot (Pierre-Philippe), chanoine de Sainte-Madeleine de Besançon.
- Noblesse.
  - 2. Grosbois (Claude-Irénée-Marie-Nicolas de Perreney de), chevalier, conseiller du roi, premier président du parlement de Besançon, conseiller honoraire du parlement de Paris, seigneur de Charrey, Vellemont et Vouges, etc.
- Tiers état.
  - 3. Blanc (Jean-Denis-Ferréol), avocat en parlement, à Besançon.
  - 4. Lapoule (Jean-Denis-Louis), avocat en parlement, à Besançon.

##### Suppléants. (3)
- Clergé.
  - 1. Demandre (Jean-Baptiste), curé de Saint-Pierre de Besançon.
- Noblesse.
  - 2. Lallemand (Hippolyte-François-Philippe, comte de), ancien capitaine au régiment de Flandre-infanterie.
- Tiers état.
  - 3. Martin (François), avocat en parlement.

#### Bailliage de Dole ou du Milieu
Bailliages secondaires : Ornans, Quingey. (4 députés)
- Clergé.
  - 1. Guilloz (Pierre-François), curé d'Orchamps-en-Vennes.
- Noblesse.
  - 2. Dortan (Charles-François-Marie-Joseph, comte de), chevalier de Saint-Louis, lieutenant-colonel du régiment de la Reine-cavalerie.
- Tiers état.
  - 3. Grenot (Antoine), avocat en parlement, Gendrey,
  - 4. Regnauld d'Epercy (Pierre-Ignace), procureur du roi au bailliage de Dole.

##### Suppléants. (0)
(Pas de suppléants.)

### Principauté d'Orange
(Règlement royal du 19 février 1789.)

#### Viguerie d'Orange et Justice Royale deCourthézonassemblées à Orange
Ressort sans secondaire. (4 députés)
- Clergé.
  - 1. Tillet (Guillaume-Louis du), évêque d'Orange.
- Noblesse.
  - 2. Causans (Jacques de Vincens de Mauléon, marquis de), colonel du régiment de Conti-Infanterie, chevalier de Saint-Louis, seigneur de Jonquières.
- Tiers état.
  - 3. Bouvier (Godefroy-Gédéon-Antoine), avocat en parlement, procureur du roi en la justice royale de la ville et principauté d'Orange, et professeur en droit à l'Université.
  - 4. Dumas (Jean-Baptiste-Pierre), avocat en parlement.

##### Suppléants. (4)
- Clergé.
  - 1. Poulle (l'abbé Louis de), syndic du diocèse d'Orange, prévôt du chapitre de la cathédrale d'Orange.
- Noblesse.
  - 2. Conceyl (Louis, marquis de), ancien lieutenant avec brevet de colonel aux gardes-françaises, « gentilhomme d'Avignon ».
- Tiers état.
  - 3. Besson (Claude), avocat en parlement, demeurant à Orange.
  - 4. Falque (Alexandre), demeurant à Jonquières.

### Flandres
(Règlement royal du 19 février 1789.)
Flandre Wallonne.

#### Gouvernance de Lille
Ressort sans secondaire. (8 députés)
- Clergé.
  - 1. Salm-Salm (Guillaume-Florentin de), prince du Saint-Empire, évêque de Tournai.
  - 2. Dupont (Martin-François), curé de Tourcoing.
- Noblesse.
  - 3. Lannoy (Charles-François, comte de), seigneur de Wattignies, maréchal de camp.
  - 4. Noyelles (Louis-Séraphin du Chambge, baron de), seigneur des Alloeux.
- Tiers état.
  - 5. Chombart (Pierre-Joseph-Marie), propriétaire à Herlies.
  - 6. Wartel (Jean-Baptiste), avocat à Lille.
  - 7. Lepoutre (Pierre-François), fermier à Lincelles.
  - 8. Scheppers (Louis-Joseph Leclercq), négociant, juge à la chambre consulaire de Lille.

##### Suppléants. (9)
- Clergé.
  - 1. Gosse (Pierre-Guillaume-Joseph), curé chanoine de Comines.
  - 2. Nolf (Louis-Joseph), curé de Saint-Pierre de Lille.
  - 3. Carondelet (François-Louis, baron de), prévôt de l'église collégiale de Seclin.
- Noblesse.
  - 4. Elbhecq (Pierre-Joseph du Chambge, baron d'), maréchal de camp.
  - 5. Hespel d'Hocron (Clément-Henri-François d'), écuyer, seigneur de Coisnes.
- Tiers état.
  - 6. Poutrain (Louis-Alexandre), fermier et bailli à Mérignies.
  - 7. Couvreux (Charles-Guy-Joseph), avocat en parlement.
  - 8. Florin (Constantin), manufacturier à Roubaix.
  - 9. Cuvelier-Brame (Guillaume-Simon-Albert), manufacturier d'étoffes de soie à Lille.

#### Gouvernance de Douai
Ressort sans secondaire. (4 députés)
- Clergé.
  - 1. Breuvart (Jean-Léonard), curé de Saint-Pierre de Douai.
- Noblesse.
  - 2. Eustache Jean-Marie D'Aoust (marquis d'), baron de Cuincy et autres lieux.
- Tiers état.
  - 3. Simon de Maibelle (Pierre Joseph), docteur et professeur primaire en droit, premier député de la ville de Douai.
  - 4. Merlin (Philippe-Antoine), écuyer, avocat en parlement, conseiller-secrétaire du roi demeurant à Douai.

##### Suppléants. (3)
- Clergé.
  - 1. Berchem (Pierre-François de Ranst de), prévôt de la collégiale de Saint-Amé à Douai.
- Noblesse.
  - 2. Bruneau de Beaumetz (Albert-Marie-Auguste), procureur général du parlement de Flandres.
- Tiers état.
  - 3. Pilat (Louis-Joseph), bourgeois, rentier, député de la ville de Douai né à Brebières (1735-1809)

Flandre Maritime.

#### Bailliage de Bailleul
Bailliage principal sans secondaire. (8 députés)
- Clergé.
  - 1. Roussel (Jean-Baptiste-Joseph), curé de Blaringhem, diocèse de Saint-Omer.
  - 2. Blanckaert (Pierre-Cornil), doyen de la chrétienté et curé de Wormhoudt, du diocèse d'Ypres. Donne sa démission le lendemain de son élection et est remplacé par Arberg (Charles-Alexandre d'), comte du Saint-Empire romain, évêque d'Ypres.
- Noblesse.
  - 3. Robecq (Anne Louis Alexandre de Montmorency, prince de), comte d'Estaires et du Saint-Empire romain, grand d'Espagne de 1re classe, lieutenant général des armées du roi, chevalier de ses ordres, commandant en chef dans les provinces de Flandre, Hainaut et Cambrésis.
  - 4. Harchies (Jean-Charles-Augustin Mouton, marquis de), seigneur de Drincham, capitaine au régiment de Bresse-infanterie[10].
- Tiers état.
  - 5. Kytspotter (Jean-Baptiste-Louis de), lieutenant général criminel au bailliage royal et siège présidial de Flandre.
  - 6. Herwyn (Pierre-Antoine), conseiller pensionnaire de la ville d'Hondschoote.
  - 7. Bouchette (François-Joseph), avocat à Bergues.
  - 8. Lattre de Balzaert (Henri-Bernard de), ancien bailli mayeur et maître particulier des eaux et forêts à Nieppe, avocat à Merville.

##### Suppléants. (7)
- Clergé.
  - 1. Arberg (Charles-Alexandre d'), comte du Saint-Empire romain, évêque d'Ypres. Remplace Blanckaert (Pierre-Cornil), doyen de la chrétienté et curé de Wormhoudt, du diocèse d'Ypres, qui a donné sa démission le lendemain de son élection.
  - 2. Vanden-Bavière (Guillaume-Joseph), licencié en théologie, curé de Terdeghem.
  - 3. Palmaert (Martin-Lievin), desservant la cure de Mardick.
- Noblesse.
  - 4. Esquelbecq (Henri-Louis Le Vasseur de Guernonval, marquis d'), marquis de Ledringhem, capitaine en second au régiment Royal-Cravates cavalerie.
  - 5. Lenglé de Schoebeque (Pierre, François), ancien conseiller au parlement de Flandre, premier conseiller pensionnaire de la ville et châtellenie de Cassel, subdélégué général de l'intendance de Flandre.
- Tiers état.
  - 6. Claeys (Louis), fermier à Bierne.
  - 7. Top (Éloi), avocat en parlement, demeurant à Bailleul.

### Pays de Soule
(Règlement royal du 19 février 1789.)

#### Pays de Souleassemblé à Mauléon
Ressort sans secondaire. (4 députés)
- Clergé.
  - 1. Villoutreix de Faye (Jean-Baptiste-Auguste de), évêque d'Oloron.
- Noblesse.
  - 2. Uhart (Jean-Bernard, marquis d'), capitaine de dragons dans le régiment de Chartres.
- Tiers état.
  - 3. Arraing (Jean-Pierre d'), maire de Mauléon.
  - 4. Escuret Laborde (Jean d'), notaire royal à Mauléon, député de la paroisse d'Aussurucq.

##### Suppléants. (0)
(Pas de suppléants.)

### Comté de Foix
(Règlement royal du 19 février 1789.)

#### Sénéchaussée de Pamiers.
Sénéchaussée principale sans secondaire. (4 députés)
- Clergé.
  - 1. Font (Jean-Bernard), prêtre, gradué de l'Université de Toulouse, chanoine et curé de Notre-Dame-du-Camp de la ville de Pamiers.
- Noblesse.
  - 2. Usson (Louis-Mathieu-Armand d'), marquis de Bonnac, maréchal de camp, commandant dans le comté de Foix, commissaire ordinaire du roi vers les États de cette province, seigneur du Donnezan.
- Tiers état.
  - 3. Vadier (Marc-Alexis-Guillaume), conseiller au présidial de Pamiers.
  - 4. Faure (Jean-Joseph), avocat à Tarascon-sur-Ariège. Refuse son élection et est remplacé par Laziroule (Georges Bergasse de), ancien officier d'artillerie, avocat, maire de Saurat en Foix.

##### Suppléants. (1)
- Tiers état.
  - 1. Laziroule (Georges Bergasse de), ancien officier d'artillerie, avocat, maire de Saurat en Foix. Remplace Faure (Jean-Joseph), qui a refusé son élection.

### Cambrésis
(Règlement royal du 19 février 1789.)

#### Province du Cambrésis, assemblée à Cambrai
Ressort sans secondaire. (4 députés)
- Clergé.
  - 1. Bracq (Martin-Joseph), curé de Ribecourt.
- Noblesse.
  - 2. Estourmel (Louis-Marie, marquis d'), baron de Cappy, etc., maréchal des camps et armées du roi, chargé de l'examen des canaux de navigation en Cambrésis, Hainaut, Flandre, Artois et Picardie et employé dans lesdites provinces, chevalier de Saint-Louis, commandeur de N.-D du Mont-Carmel et de Saint-Lazare, nommé par le roi pour faire les fonctions de grand bailli d'épée.
- Tiers état.
  - 3. Mortier (Antoine-Charles-Joseph), négociant au Cateau.
  - 4. Delambre (Charles-Guislain), fermier à Boiry-Notre-Dame.

##### Suppléants. (2)
- Noblesse.
  - 1. Desart du Castelet (Charles-Auguste-Joseph), seigneur d'Audencourt, ancien capitaine au régiment Royal-Wallon.
- Tiers état.
  - 2. Maronniez (Jean-Jacques), propriétaire rural à Élincourt.

### Pays de Bigorre
(Règlement royal du 19 février 1789.)

#### Sénéchaussée de Tarbes
Ressort secondaire : Pays de Rustaing. (4 députés)
- Clergé.
  - 1. Rivière (Jacques), docteur en théologie, curé de Vic-en-Bigorre.
- Noblesse.
  - 2. Gonnès (Jean-François-Paul-Alexandre de Fosseries, chevalier, baron de), seigneur de Gonnès et autres places, syndic de la noblesse, demeurant au château de Lizos.
- Tiers état.
  - 3. Barère de Vieuzac (Bertrand), avocat au parlement de Toulouse, conseiller en la sénéchaussée de Bigorre, demeurant à Tarbes.
  - 4. Dupont (Pierre-Charles-François), avocat en parlement, assesseur de la vallée de Barèges, demeurant à Luz.

##### Suppléants. (0)
(Pas de suppléants.)

### Artois
(Règlements royaux des 19 février et 12 mars I789.)

#### Gouvernance d'Arras
Bailliages secondaires : Saint-Omer, Béthune, Aire, Lens, Bapaume, Hesdin, Saint-Pol. (16 députés)
- Clergé.
  - 1. De Conzié (Louis-François-Marc-Hilaire), évêque d'Arras. Refuse sa députation et est remplacé par Diot (Jean), curé de Ligny-sur-Canche.
  - 2. Leroulx (Jacques-Joseph), curé de Saint-Pol.
  - 3. Boudart (Fmnçois-Simon), curé de la Couture.
  - 4. Béhin (Pierre-Florent-François), curé d'Hersin-Coupigny.
- Noblesse.
  - 5. Guines (Adrien-Louis de Bonnières, duc de), lieutenant général des armées du roi, chevalier de ses ordres, ci-devant son ministre en Prusse et son ambassadeur en Angleterre, chef de la division d'Artois, gouverneur général et faisant les fonctions de grand bailli d'épée d'Artois. Refuse son élection et est remplacé par Louis Joseph Thomas Le Sergeant d'Isbergues, lieutenant des maréchaux de France au département de Saint-Omer, chevalier de Saint-Louis.
  - 6. Briois de Beaumez (Bon-Albert), premier président du conseil d'Artois, demeurant à Arras.
  - 7. Charles-Malo de Lameth (Charles-Malo-François, comte de), colonel du régiment des cuirassiers du roi.
  - 8. Croix (Charles-Lidewine-Marie, marquis de), comte du Saint-Empire, major en second d'infanterie à Arras.
- Tiers état.
  - 9. Paÿen (Charles-Marie), cultivateur à Boiry-Becquerelle.
  - 10. Brassart (Dominique-Augustin-Charles), avocat à Arras.
  - 11. Fleurÿ (Célestin-Sulpice), fermier à Coupelle-Vieille.
  - 12. Vaillant (Jacques-Louis-Nicolas), chevalier, ancien garde des sceaux en la chancellerie établie près du conseil d'Artois.
  - 13. Robespierre (Maximilien-Marie-Isidore de), avocat à Arras.
  - 14. Petit (Alexandre-François), fermier à Magnicourt-sur-Canche.
  - 15. Boucher (Louis-Joseph), négociant et banquier à Arras.
  - 16. Dubuisson (Hubert-Dominique-Joseph), fermier à Inchy.

##### Suppléants. (10)
- Clergé.
  - 1. Diot (Jean), curé de Ligny-sur-Canche. Remplace De Conzié (Louis-François-Marc-Hilaire), évêque d'Arras, qui a refusé sa députation.
  - 2. Michaud (Charles-François-Jean-Marie), curé de Bomy.
  - 3. Revol (Antoine-Dominique), curé de Sainte-Aldegonde de Saint-Omer.
- Noblesse.
  - 4. Le Sergeant d'Isbergues (Louis-Joseph-Thomas), lieutenant des maréchaux de France au département de Saint-Omer, chevalier de Saint-Louis. Remplace le duc de Guines (Adrien-Louis de Bonnières), qui a refusé son élection, et siège à sa place.
  - 5. Lyons de Moncheaux (Milles-Vast-Édouard des), chevalier, seigneur de Moncheaux, capitaine commandant l'artillerie de la ville d'Arras.
  - 6. Coupignÿ (Aimable-François-Joseph-Marie Malet, baron de), chevalier, seigneur des fiefs de Verchocq et autres lieux, chevalier de Saint-Louis.
- Tiers état.
  - 7. Lefebvre-Duprey (François-Joseph-Barthélemy-Auguste), avocat et échevin des ville et cité d'Arras.
  - 8. Thellier de Sars (Jean-François-Joseph-Hubert), écuyer, conseiller au conseil provincial et supérieur d'Artois.
  - 9. Blanquart (Charles-François-Joseph), avocat à Arras.
  - 10. Candelier (Alix-Joseph), avocat en parlement, demeurant à Arras.

### Pays des Basques

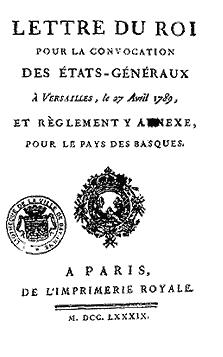
Lettre du Roi
Pour la convocation
Des États généraux
À Versailles le 27 avril 1789
Et Règlement y Annexe,
Pour le Pays des Basques.
Réimpression de 1814, Imprimerie royale.

(Règlement du 28 mars 1789.)

#### Bailliage d'Ustaritz
Bailliage principal sans secondaire. (4 députés)
- Clergé.
  - 1. Saint-Esteven (Jean-Louis-Xavier de), curé de Ciboure.
- Noblesse.
  - 2. Caupenne (Anne-Henri-Louis, marquis de), maréchal de camp, lieutenant du roi à Bayonne, commandant pour le roi dans le pays de Labour et autres pays adjacents, chevalier de Saint-Louis. Refuse son élection et est remplacé par Macaye (Pierre-Nicolas d'Haranéder, vicomte de), demeurant à Saint-Jean-de-Luz.
- Tiers état.
  - 3. Garat-Aîné (Dominique), avocat en parlement, demeurant à Bordeaux.
  - 4. Garat-Cadet (Dominique-Joseph), avocat en parlement, demeurant à Paris.

##### Suppléants. (2)
- Noblesse.
  - 1. Macaye (Pierre-Nicolas d'Haranéder, vicomte de), demeurant à Saint-Jean-de-Luz. Remplace Caupenne (Aimé-Henri-Louis, marquis de), qui a refusé son élection.
- Tiers état.
  - 2. Leremboure (Salvador-Paul), demeurant à Saint-Jean-de-Luz.

## Pays ayant une administration particulière, avec dérogation
Ce sont les pays pour lesquels il a été dérogé à la forme prescrite par le règlement du 24 janvier 1789.

### Dauphiné
(Députés élus avant le règlement du 24 janvier 1789, du 2 au 6 janvier 1789).

#### Députation élue par laprovince de Dauphiné
(24 députés)
- Clergé.
  - 1. Jean-Georges Le Franc de Pompignan, archevêque de Vienne.
  - 2. Charles-Emmanuel Gratet de Dolomieu, vicaire général du diocèse de Vienne, abbé commendataire de Saint-Hilaire de Vienne.
  - 3. Aimé-François de Corbeau de Saint-Albin, vicaire général du diocèse de Vienne, abbé commendataire d'Aulnay, diocèse de Bayeux.
  - 4. Jacques-Bernardin Colaud de La Salcette, chanoine de Die.
- Noblesse.
  - 5. Henri-François de Forest de Blacons, capitaine de dragons.
  - 6. Nicolas-François de Langon, maréchal des camps et armées du roi.
  - 7. Alexandre de Falcoz de La Blache, maréchal des camps et armées du roi.
  - 8. Jean Antoine d’Agoult, sous-lieutenant des gardes du corps du roi avec brevet de colonel dans la compagnie de Noailles.
  - 9. François Henri de Virieu, colonel du régiment Royal-Limousin.
  - 10. Pierre-François de Sales de Roux-Deagent de Morges, chevalier d'honneur au parlement de Grenoble.
  - 11. Laurent-César de Chaléon de Chambrier de Châteauneuf, conseiller au parlement de Grenoble.
  - 12. Jean-Louis-Charles-François de Marsanne, ancien lieutenant d'infanterie.
- Tiers état.
  - 13. Jean-Joseph Mounier, avocat au parlement de Grenoble.
  - 14. Claude Charles Delacour d'Ambézieux, avocat, premier échevin de Romans.
  - 15. Alexis-François Pison du Galand, avocat consistorial et juge épiscopal à Grenoble.
  - 16. Marcelin René Bérenger, procureur du roi en l'élection de Valence.
  - 17. Antoine-Pierre-Joseph-Marie Barnave, avocat au parlement de Grenoble.
  - 18. Louis-Antoine-François Bertrand du Montfort, vice-bailli et lieutenant général des Baronnies.
  - 19. Pierre Revol, avocat au parlement de Grenoble et juge seigneurial.
  - 20. Jean-Louis-Dominique Bignan de Coyrol, négociant à Suze.
  - 21. Jean-Baptiste-Charles Chabroud, avocat à Vienne.
  - 22. Guy Blancard, avocat à Loriol.
  - 23. Guy-Antoine-Joseph Allard du Plantier, propriétaire à Voiron.
  - 24. Jean-Louis Cheynet, avocat au parlement de Grenoble, avocat du roi en l'échevinage et maire de Montélimar.

##### Suppléants ayant siégé
- Noblesse.
  - 1. Guy-Joseph-François-Thimoléon d'Aubergeon de Murinais, chevalier de Malte, officier d'infanterie au Régiment-Dauphin.
  - 2. Claude-Pierre de Delay d'Agier, major au Régiment de cavalerie Mestre-de-Camp-Général, maire de Romans.
- Tiers état.
  - 1. Antoine-Joseph Richard, avocat au parlement de Grenoble, maire de Crest.
  - 2. Raymond Grand de Champrouet, avocat, vice-bailli de Briançon, maire de Briançon.

### Royaume de Navarre
(Règlements royaux du 19 février et 1er avril 1789).

#### Députation élue par lesÉtats de Navarre
(4 députés)
- Clergé.
  - 1. Étienne-Joseph de Pavée de Villevieille, évêque de Bayonne.
- Noblesse.
  - 2. Bertrand-Dominique-Joachim de Logras, marquis d'Olhonce, conseiller au parlement de Navarre.
- Tiers état.
  - 3. Arnaud de Vivié, seigneur de Bideren et de Campagne, demeurant à Garris.
  - 4. Jean-Baptiste Franchisteguy, notaire à Saint-Jean-Pied-de-Port.

##### Suppléants. (0)
(Pas de suppléants.)
N.B. Aucun des députés de Navarre ne siégea à la Constituante.

### Hainaut
(Règlement royal du 19 février 1789).

#### Ville deValenciennes
(2 députés)
- Tiers état.
  - 1. Nicodème (Paul-Joseph), négociant, l'un des vingt-quatre francs-fievés du comté de Cambrésis, ancien consul des marchands et ancien échevin de Valenciennes.
  - 2. Perdry le cadet (Jean-Claude-Alexis-Joseph), avocat en parlement, demeurant à Valenciennes[11].

##### Suppléants. (0)
(Pas de suppléants.)

#### Bailliage duQuesnoy
Ressorts secondaires : Prévôté-le-Comte à Valenciennes, Saint-Amand, Mortagne, Bouchain, Condé.
(6 députés)
- Clergé.
  - 1. Renaut (Pierre-Louis-Joseph), curé de Preux-au-Bois.
  - 2. Barbotin (Emmanuel), curé de Prouvy.
- Noblesse.
  - 3. Croÿ (Anne-Emmanuel-Ferdinand-François de Croÿ-Solre, duc de), prince du Saint-Empire, grand d'Espagne, maréchal de camp, chevalier des Ordres du roi.
  - 4. La Marck (Auguste-Marie-Raymond, prince d'Arenberg, comte de), maréchal de camp, inspecteur divisionnaire d'infanterie en Aunis et en Poitou.
- Tiers état.
  - 5. Gossuin (Louis-Marie-Joseph), lieutenant général au bailliage du Quesnoy.
  - 6. Poncin (Placide-Antoine-Joseph), avocat et ancien lieutenant de maire de Bouchain.

##### Suppléants. (4)
- Noblesse.
  - 1. Nedonchel (Marie-Alexandre-Bonaventure de Nedonchel, baron de), chevalier, seigneur d'Artois, Jolimet, Moreausart, Orchival et autres lieux, vicomte de Staple et de Walval, maréchal de camp, grand bailli d'honneur au bailliage et siège royal du Quesnoy.
  - 2. De Wignacourt (Antoine-Louis, marquis de), colonel du régiment Royal-Roussillon-cavalerie.
- Tiers état.
  - 3. Druon (Armand), fermier à Busigny.
  - 4. Dubois du Rabot (André), négociant à Saint-Amand.

#### Bailliage d'Avesnes
Ressorts secondaires : Agimont ou Givet, Maubeuge, Bavay, Fumay, Revin. (4 députés)
- Clergé.
  - 1. Besse (Jacques-Joseph-Marie), curé de Saint-Aubin.
- Noblesse.
  - 2. Sainte-Aldegonde d'Aimeries (Pierre-François-Balthazard, comte de), gentilhomme de Monsieur, colonel du régiment de Royal-Champagne-cavalerie.
- Tiers état.
  - 3. Hennet (François-Augustin-Pompéej, prévôt de Maubeuge.
  - 4. Darche (Charles), maître de forges, demeurant à Marienbourg.

##### Suppléants. (4)
- Clergé.
  - 1. Carlier (Augustin), curé de Bavay.
- Noblesse.
  - 2. De Preseau (Jacques Marguerite), seigneur d'Hugémont, Dompierre, mestre de camp de cavalerie.
- Tiers état.
  - 3. Hazard, conseiller au bailliage d'Avesnes.
  - 4. Despret de la Marlière (Pierre-Ignace), maître de forges, à Anor.

### Alsace
(Règlement royal du 7 février 1789).

#### Ville de Strasbourg
(2 députés)
- Tiers état.
  - 1. Turckheim (Jean de), seigneur de Kalembourg ès Vosges, ancien ammeistre et membre de la chambre des Treize au magistrat de Strasbourg.
  - 2. Schwendt (Étienne-François-Joseph), syndic du directoire de la noblesse immédiate de la Basse-Alsace, subdélégué de l'intendant d'Alsace.

##### Suppléants. (0)
(Pas de suppléants.)

#### Les Dix Villes Impériales de la Préfecture deHaguenauréunies àSchlestadt.
(2 députés)
- Tiers état.
  - 1. Bernard (François-Antoine), député de la ville de Wissembourg à l'assemblée de Schlestadt.
  - 2. Meyer (François-Antoine), médecin, député de la ville de Kaysersberg à l'assemblée de Schlestadt.

##### Suppléants. (0)
(Pas de suppléants.)

#### District deColmaretSchlestadtréunis à Colmar
(7 députés)
- Clergé.
  - 1. Pinelle (Marin), curé de Hilsenheim.
  - 2. Andlau (Benoît-Antoine-Frédéric, baron d') prince du chapitre équestral de Murbach, abbé de Guebwiller et de Lure, grand vicaire de Besançon.
- Noblesse.
  - 3. Broglie (Charles-Louis-Victor de), prince du Saint-Empire romain, comte de Grammont, etc., chevalier de Cincinnatus et de l'ordre de Saint-Louis, colonel du régiment de Bourbonnais-infanterie.
  - 4. Wurmser (Christian-Louis), lieutenant général des armées du roi. Décède en avril 1789 et est remplacé par son suppléant Jean-François-Henri de Flachslanden, baron, maréchal de camp, seigneur de Mackenheim, l'un des directeurs de la noblesse immédiate de la Basse-Alsace, dit Flachslanden l'Aîné.
- Tiers état.
  - 5. Herman (François-Antoine), procureur général au conseil souverain d'Alsace à Colmar.
  - 6. Reubell (Jean-François), avocat au conseil souverain d'Alsace à Colmar.
  - 7. Kauffmann (Joseph-Louis), prévôt de Matzenheim.

##### Suppléants. (2)
- Noblesse.
  - 1. Flachslanden (Jean-François-Henri, baron de), maréchal de camp, seigneur de Mackenheim, l'un des directeurs de la noblesse immédiate de la Basse-Alsace, dit Flachslanden l'Aîné. Remplace Wurmser (Christian-Louis), qui décède en avril 1789.
- Tiers état.
  - 2. Albert (Jean Bernard), avocat à Colmar.

#### District deBelfortetHuningueréunis à Belfort
(7 députés)
- Clergé.
  - 1. Rosé (Jean-François-Charles), recteur et curé de Steinbrunn-le-Haut.
  - 2. Gobel (Jean-Baptiste-Joseph), évêque de Lydda, suffragant et vicaire général du prince-évêque de Bâle.
- Noblesse.
  - 3. Montjoye-Vaufrey (François-Ferdinand-Hamann-Fidèle, comte de), comte de la Roche, baron de Sainte-Hippolyte, Maiche, etc., au comté de Bourgogne.
  - 4. Landenberg Wagenbourg (Jean-Baptiste-Marie-Eusèbe Hermann, baron de), chevalier d'honneur et d'épée au conseil souverain d'Alsace, chevalier honoraire de l'ordre de Malte.
- Tiers état.
  - 5 Pflieger l'aîné (Jean-Adam), procureur-syndic du district d'Huningue, demeurant à Altkirk.
  - 6. Lavie (Marc-David), propriétaire et chirurgien à Belfort.
  - 7. Guittard (Jean-Baptiste), chevalier de Saint-Louis, capitaine au régiment provincial d'Alsace.

##### Suppléants. (1)
- Tiers état.
  - 1. Mally..., avocat.

#### District deHaguenauetWissembourgréunis à Haguenau.
(6 députés)
- Clergé.
  - 1. Eymar (Jean-Français-Ange d'), vicaire général du diocèse de Strasbourg, abbé-prévôt de Neuwiller abbé commendataire de Val-Chrétien, au diocèse de Soissons.
  - 2. Louis (François-Louis), prébendier et custos de la cathédrale de Strasbourg, professeur au grand séminaire et vice-chancelier de l'Université catholique. Meurt le 19 mai 1789, ce qui nécessite la convocation d'une assemblée où fut élu : Rohan-Guéméné (Louis-René-Édouard, prince de), cardinal, évêque de Strasbourg.
- Noblesse.
  - 3. Andlau de Hombourg (Frédéric-Antoine-Marc d'), premier des quatre chevaliers héréditaires du Saint-Empire, coseigneur des ville et vallée d'Andlau et autres lieux, maréchal de camp.
  - 4. Rathsamhausen (Christophe-Philippe, baron de), ancien colonel du régiment royal des Deux-Ponts-infanterie, chevalier de l'ordre du mérite militaire, demeurant à Ehnweyer.
- Tiers état.
  - 5. Flachslanden (Jean-Baptiste-Antoine, bailli, baron de), Turcopolier de l'ordre de Malte, commandeur de Rhordorff, seigneur de Duppigheim, etc., l'un des adjoints au directoire de la noblesse de la Basse-Alsace, dit Flachslanden le Jeune.
  - 6. Hell (François-Antoine-Joseph de), bailli de Landser.

##### Suppléants. (2)
- Clergé.
  - 1. Boug (Jacques-Antoine), chanoine capitulaire de la collégiale de Saint-Pierre-le-Jeune de Strasbourg.
  - 2. Kegelin (François-Ernest), curé de Saint-Étienne de Strasbourg.

### Trois-Évêchés et Clermontois
(Règlements des 7 février, 15 mars et 6 avril 1789.)

#### Ville de Metz
(1 député)
- Tiers état.
  - 1. Maujean (Pierre), seigneur de Labry, maître-échevin de Metz, chef de police, président des trois ordres de la ville, procureur-syndic de l'assemblée provinciale.

##### Suppléants. (3)
- Tiers état.
  - 1. Roederer (Pierre-Louis), écuyer, conseiller au parlement de Metz, membre du comité municipal de cette ville.
  - 2. Sechehaye (Jean-Joseph), conseiller au présidial et procureur-syndic de la ville et des trois ordres de la ville de Metz.
  - 3. Perin (Claude-François), avocat au parlement de Metz et procureur-syndic du comité municipal de Metz.

N.B. L'élection de Maujean, ayant été annulée par l'Assemblée nationale, l'Assemblée convoquée par suite à Metz élut, en septembre 1789, Roederer pour député et Perïn pour suppléant. Sechehaye était suppléant de Maujean.

#### Bailliage de Metz
Bailliages principaux réduits à Metz : Metz, Thionville, Sarrelouis, Longwy, Sarrebourg avec Phalsbourg pour secondaire. (8 députés)
- Clergé.
  - 1. Thiébaut (François-Martin), curé de Sainte-Croix de Metz, docteur en théologie et examinateur synodal de cette ville, député électeur du bailliage de Metz.
  - 2. Brousse (Jean-Mathias), curé de Volkrange, député électeur du bailliage de Thionville.
- Noblesse.
  - 3. Custine (Adam Philippe, comte de), maréchal de camp, inspecteur de cavalerie, gouverneur des forts et ville de Toulon, baron de la baronnie de Sarëck, etc., député électeur des bailliages réunis de Sarrebourg et de Phalsbourg.
  - 4. Wolter de Neurbourg (Benoît-Nicolas de), maréchal de camp, chevalier de Saint-Louis, seigneur de Cattenom, député électeur du bailliage de Thionville.
- Tiers état.
  - 5. Emmery (Jean-Louis-Claude), avocat en parlement et titulaire de la Société royale des sciences et arts de Metz, député électeur du bailliage de Metz.
  - 6. Mathieu de Rondeville père (François), avocat en parlement, seigneur de Ban-Béguel, député électeur du bailliage de Metz.
  - 7. Lasalle (Nicolas-Théodore-Antoine-Adolphe de), écuyer, seigneur de Berweiller, conseiller du roi président lieutenant général au bailliage et siège présidial de Sarrelouis, député électeur du bailliage de Sarrelouis.
  - 8. Claude (Laurent-Gabriel), avocat au bailliage de Longwy, député électeur du bailliage de Longwy.

##### Suppléants. (10)
- Clergé.
  - 1. Jenot (Jean-François), curé de Chesny, maître ès arts de l'Université de Paris, député électeur du bailliage de Metz.
  - 2. Georgel (Pierre-Michel), curé de Sarrebourg.
- Noblesse.
  - 3. Uberherrn (Jean-Baptiste-Hélène-Richard, baron d'), chevalier de Saint-Louis, commandant du génie à Sarrelouis, député électeur du bailliage de Sarrelouis.
  - 4. Maillard de la Martinière (Georges-François-Xavier de), conseiller, écuyer du roi, lieutenant général au bailliage de Longwy, seigneur de Brandenbourg, Gourcy et Cussigny.
  - 5. Poutet (Henri-Jacques, baron de), conseiller au parlement de Metz.
  - 6. Turmel (Claude-Joseph de), colonel d'infanterie.
- Tiers état.
  - 7. Galland (Jean-François), négociant à Novéant.
  - 8. Collin (François), substitut du procureur général au parlement de Metz.
  - 9. Bertin (François), amodiateur à Mars-la-Tour.
  - 10. Durbach (Charles-Frédéric), cultivateur à Cattenom, député électeur du bailliage de Thionville.

#### Bailliage de Toul
Bailliages principaux réduits à Toul : Toul, Vic. (4 députés)
- Clergé.
  - 1. Bastien (Claude-Nicolas), licencié en théologie, doyen rural de Santoy, curé de Xeuilley, député électeur du bailliage de Toul.
- Noblesse.
  - 2. Rennel (Joseph-Balthazard, comte de), seigneur de Bertecourt et de Patoncourt, chevalier de Saint-Louis, député électeur du bailliage de Vic[12].
- Tiers état.
  - 3. Maillot (Claude-Pierre), lieutenant général au bailliage et siège présidial de Toul, député électeur du bailliage de Toul.
  - 4. Gerard (Jacques-Nicolas), doyen des avocats de Vic, syndic de cette ville, député électeur du bailliage de Vic.

##### Suppléants. (4)
- Clergé.
  - 1. Chatrian (Laurent), curé de Saint-Clément, député électeur du bailliage de Vic.
- Noblesse.
  - 2. Alençon (Charles-Mathias, comte d'), seigneur de Braux, etc. président du district de Toul, député électeur de Toul.
- Tiers état.
  - 3. François de Neufchâteau (Nicolas-Louis), ancien procureur général du roi, conseiller honoraire du conseil souverain de Saint-Domingue, député électeur du bailliage de Toul.
  - 4. Pagny (Jean-Claude), avocat en parlement, syndic de la municipalité de Maizières; député électeur du bailliage de Vic.

#### Bailliage de Verdun
Bailliages principaux réduits à Verdun: Verdun avec Marville, pour secondaire, Clermont-en-Argonne. (4 députés)
- Clergé.
  - 1. Coster (Sigisbert-Étienne), chanoine de la cathédrale de Verdun, vicaire général, vice-official, syndic du diocèse, président de l'assemblée du district de Verdun, député électeur du bailliage de Verdun.
- Noblesse.
  - 2. Poüilly (Albert-Louis, baron de), chevalier de Saint-Louis, maréchal de camp, député électeur du bailliage de Clermont à Varennes.
- Tiers état.
  - 3. Deulneau (Jacques-Charles-François), lieutenant-prévôt de la maréchaussée générale des Trois-Évêchés à Verdun, député électeur du bailliage de Verdun.
  - 4. Dupré de Ballay (Marie-Alexandre), procureur du roi au bailliage des cas royaux du Clermontois à Varennes, député électeur du bailliage de Clermont.

##### Suppléants. (5)
- Tiers état.
  - 1. Gillon (Jean-Nicolas), avocat en parlement à Verdun, député électeur du bailliage de Verdun.
  - 2. Loison (François), avocat en parlement, ancien prévôt de Damvillers, député électeur du bailliage de Verdun (a siégé).
  - 3. George (Robert-François), conseiller garde-scel au bailliage de Varennes, maire de Varennes, député électeur du bailliage de Clermont à Varennes.
  - 4. Drouot de Villay (Christophe-Hubert), seigneur de la terre et du marquisat d'Esnes, de la Faison-Forte, de Villers-sur-Meuse et autres lieux, ancien officier aux gardes-françaises, demeurant au château d'Esnes.
  - 5. Paillet (Jean-Joseph), avocat à Verdun.

#### Bailliage de Sedan
Bailliages principaux réduits à Sedan : Sedan avec Château-Regnault pour secondaire, Mouzon, Mohon, Carignan avec Montmédy pour secondaire. (4 députés)
- Clergé.
  - 1. Jean Fleury, curé d'Iges, Villette et La Tour-à-Glaire, bachelier en Sorbonne, député électeur du bailliage de Sedan[13].
- Noblesse.
  - 2. Estagniol (Nicolas-Louis d'), chevalier, seigneur de Saint-Pierre-sur-Vence et autres lieux, chevalier de Saint-Louis, ancien capitaine de cavalerie, lieutenant de M M. les maréchaux de France, juge du point d'honneur de la noblesse des villes de Saint-Pons, Agde et Pézenas, bailli grand sénéchal des principauté et bailliage de Sedan et Raucourt.
- Tiers-état.
  - 3. Dourthe (Jean-Baptiste), procureur du roi au bailliage et siège présidial de Sedan, député électeur du bailliage de Sedan.
  - 4. Millet de La Mambre (Jean-François), lieutenant général au bailliage de Mohon, député électeur dudit bailliage.

##### Suppléants. (3)
- Clergé.
  - 1. Wallet (Nicolas), curé de Signy-Mont-Libert.
- Noblesse.
  - 2. Moriolles (Alexandre-Nicolas-Charles-Marie-Léonard, marquis de), seigneur d'Étrépigny, Vrigne-aux-Bois, Beauclair, Beaufort, Montcy-Saint-Pierre et Montcy-Notre-Dame, major en second du régiment de Penthièvre-dragons, en garnison à Cambrai.
- Tiers état.
  - 3. Jean Nicolas Mangin, maire de Mouzon.

### Lorraine et Barrois
(Règlement du 7 février 1789.)

#### Bailliage de Nancy
Bailliages principaux réduits à Nancy : Nancy, Lunéville, Blâmont, Rozières, Vézelise, Nomeny. (8 députés)
- Clergé.
  - 1. Anne-Louis-Henri de La Fare, évêque de Nancy, primat de Lorraine, député électeur du bailliage de Nancy.
  - 2. Baptiste-Henri Grégoire, curé d'Embermesnil. député électeur du bailliage de Lunéville.
- Noblesse.
  - 3. Charles Louis de Ludre de Frolois, maréchal de camp, député électeur du bailliage de Nancy.
  - 4. Stanislas-Jean, marquis de Boufflers, chevalier de l'ordre de Saint-Jean de Jérusalem, noble génois, maréchal de camps, abbé commendataire des abbayes de Longeville et de Belchamps, bailli d'épée du bailliage de Nancy, député électeur du bailliage de Nancy.
- Tiers état.
  - 5. Claude Ambroise Régnier, avocat en parlement, député électeur du bailliage de Nancy.
  - 6. Jean-Baptiste Salle[14], médecin à Vezelise, député électeur du bailliage de Vezelise.
  - 7. Pierre-Joseph Prugnon fils, avocat en parlement, député électeur du bailliage de Nancy.
  - 8. Charles Regneault de Lunéville, avocat du roi au bailliage de Lunéville, député électeur dudit bailliage.

##### Suppléants. (5)
- Clergé.
  - 1. François-Antoine Houillon, curé de Crepey et échevin du doyenné de Xaintois, député électeur du bailliage de Vezelise.
- Noblesse.
  - 2. Anne-Bernard-Antoine, marquis de Raigecourt-Gournay, chevalier, seigneur de Deuxville, Vitrimont et autres lieux, gentilhomme d'honneur de Monsieur frère du roi, capitaine de dragons, député électeur du bailliage de Lunéville.
  - 3. Emmanuel-Henri-Oswald-Nicolas-Léopold, prince de Salm-Salm, maréchal de camp, colonel propriétaire du régiment d'infanterie de son nom, député électeur du bailliage de Vezelise.
- Tiers état.
  - 4. Jean Plassiart, conseiller au bailliage de Nancy, député électeur dudit bailliage.
  - 5. Pierre-Nicolas Blampain, avocat en parlement, exerçant en la prévôté bailliagére seigneuriale de Rambervillers, député électeur du bailliage de Lunéville.

#### Bailliage de Mirecourt
Bailliages principaux réduits à Mirecourt : Mirecourt, Charmes, Châtel-sur-Moselle, Darney, Neufchâteau, Saint-Dié, Épinal, Bruyères, Remiremont. (8 députés)
- Clergé.
  - 1. Galland (Joseph-Nicolas), curé de Charmes, député électeur du bailliage de Charmes.
  - 2. Godefroy (Charles-Louis), curé de Nonville, député électeur du bailliage de Darney.
- Noblesse.
  - 3. Toustain Viray (Joseph-Maurice, comte de), maréchal de camp, seigneur de Buthegnémont, grand bailli d'épée du bailliage de Darney, député électeur dudit bailliage.
  - 4. Menonville (François-Louis Thibault de), seigneur de Sambroch, maréchal de camp, chevalier de Saint-Louis et de la Société de Cincinnatus, député électeur du bailliage de Saint-Dié.
- Tiers état.
  - 5. Fricot (François-Firmin), procureur du roi au bailliage de Remiremont, député électeur dudit bailliage.
  - 6. Petitmengin (Charles François), procureur du roi à Saint-Dié, député électeur de Saint-Dié.
  - 7. Chantaire (Pierre-Laurent), conseiller au bailliage de Mirecourt, député électeur dudit bailliage.
  - 8. Cherrier (Jean-Claude), lieutenant général au bailliage de Neufchâteau, député électeur dudit bailliage.

##### Suppléants. (5)
- Noblesse.
  - 1. Civalart (Nicolas de), chevalier, seigneur de Roussel, député électeur du bailliage de Neufchâteau.
- Tiers état.
  - 2. Febvrel (Louis-Jean-Baptiste), procureur du roi au bailliage de Bruyères, député électeur dudit bailliage.
  - 3. Coster (Victor-Paul), avocat du roi au bailliage d'Épinal, député électeur dudit bailliage.
  - 4. Haxo (François), prévôt, chef de police de la ville de Saint-Dié, député électeur du bailliage de Saint-Dié.
  - 5. Vosgien (Donat), avocat et procureur syndic de l'assemblée du district d'Épinal, député électeur dudit bailliage.

#### Bailliage de Sarreguemines
Bailliages principaux réduits à Sarreguemines : Sarreguemines, Dieuze, Château-Salins, Bitche, Lixheim, Fenestrange, Boulay, Bouzonville, Schambourg dans Bouzonville (8 députés).
- Clergé.
  - 1. Verdet (Louis), curé de Vintranges, député électeur du bailliage de Dieuze.
  - 2. Colson (Jean), curé de Nitting, député électeur du bailliage de Lixheim.
- Noblesse.
  - 3. Helmstatt (Maximilien-Augustin Bleickard, comte de), libre baron de l'Empire, membre de la noblesse immédiate du comté de Souabe, chevalier de Saint-Louis, ancien mestre de camp de cavalerie au service de la France, député électeur du bailliage de Dieuze.
  - 4. Gomer (Louis-Gabriel, comte de), chevalier, seigneur du Quesnel, maréchal de camp, commandeur de Saint-Louis, inspecteur général du corps royal de l'artillerie au département de l'Alsace et de la Franche-Comté, député électeur du bailliage de Dieuze.
- Tiers état.
  - 5. Schmits (.Louis-Joseph), avocat au bailliage de Château-Salins, député électeur dudit bailliage.
  - 6. Anthoine (François-Paul-Nicolas), lieutenant général du bailliage de Boulay, député électeur dudit bailliage.
  - 7. Mayer (Pierre-François), avocat et propriétaire de la verrerie de Creuzwald, député électeur du bailliage de Boulay.
  - 8. Voidel (Jean-Georges-Charles), avocat à Morhange, député électeur du bailliage de Dieuze.

##### Suppléants. (7)
- Tiers état.
  - 1. Dumaire (Jean-Baptiste), lieutenant de maire, faisant fonctions de maire royal de la police et municipalité de la ville de Sarreguemines, député électeur du bailliage de Sarreguemines.
  - 2. Jersé (François-Antoine-Nicolas), avocat à Bitche, député électeur du bailliage de Bitche.
  - 3. Morel (Jean-Charles-Antoine), avocat au bailliage et siège présidial de Dieuze, député électeur du bailliage dé Dieuze.
  - 4. Flosse (Jean-Baptiste-Nicolas), avocat au bailliage de Boulay, député électeur dudit bailliage.
  - 5. Lambert de Ballyhier (Jean-Baptiste-Félix), procureur du roi au bailliage de Fenestranges.
  - 6. Deysing (Charles-Gaspard), cultivateur à Langstroff, député électeur du bailliage de Bouzonville.
  - 7. Ricatte (Nicolas), lieutenant général au bailliage de Lixheim, député électeur de ce bailliage.

#### Bailliage de Bar-Le-Duc
Bailliages principaux réduits à Bar-le-Duc : Bar-le-Duc, La Marche, Pont-à-Mousson, Bourmont, Commercy, Saint-Mihiel, Thiaucourt, Étain, Briey, Longuyon, Villers-la-Montagne. (12 députés)
- Clergé.
  - 1. Simon (Jean-François), curé de Woël, député électeur du bailliage de Saint-Mihiel.
  - 2. Aubry (Jean-Baptiste), curé de Véel, député électeur du bailliage de Bar-le-Duc.
  - 3. Collinet (Joseph), curé de Ville-sur-Yron, député électeur du bailliage de Briey.
- Noblesse.
  - 4. Chatelet-Lomont (Florent Louis-Marie, duc du), chevalier des ordres du roi, lieutenant général de ses armées, colonel général de son régiment des gardes-françaises, député électeur du bailliage de Bar-le-Duc.
  - 5. Hautoÿ (Roch-Hyacinthe, vicomte du), chevalier de Saint-Louis, maréchal de camp, député électeur du bailliage de Pont-à-Mousson.
  - 6. Bousmard de Chantraine (Henri-Jean-Baptiste de) capitaine au corps royal du génie, député électeur du bailliage de Saint-Mihiel.
- Tiers état.
  - 7. Marquis (Jean-Joseph), avocat à Saint-Mihiel, député électeur du bailliage de Saint-Mihiel.
  - 8. Viard (Louis-René), avocat en parlement exerçant au bailliage et lieutenant de maire de Pont-à-Mousson, député électeur du bailliage de Pont-à-Mousson.
  - 9. Ulry (Augustin), avocat du roi au bailliage de Bar-le-Duc, député électeur dudit bailliage.
  - 10. Duquesnoy (Adrien-Cyprien), avocat, syndic de l'assemblée provinciale de Lorraine et Barrois, député électeur du bailliage de Briey.
  - 11. Bazoche (Claude-Hubert), avocat du roi au bailliage de Saint-Mihiel, député électeur dudit bailliage.
  - 12. Gossin (Pierre-François), lieutenant général civil et criminel au bailliage de Bar-le-Duc, député électeur dudit bailliage.

##### Suppléants. (5)
- Clergé.
  - 1. Pellegrin (Louis-François-Claude), curé de Sommérecourt, député électeur du bailliage de Bourmont.
- Noblesse.
  - 2. Malartic (Jean-Vincent-Anne, comte de), seigneur de Rembercourt, lieutenant du roi des ville et citadelle de Nancy, chevalier de Saint-Louis, député électeur du bailliage de Thiaucourt.
  - 3. Charvet de Blenod (Charles-Alexandre-Gabriel), chevalier, premier avocat général au parlement de Nancy, seigneur de Blenod et de Gerainville, député électeur du bailliage de Pont-à-Mousson.
- Tiers état.
  - 4. Maury (Jean-Baptiste-Dominique), avocat en parlement, capitaine-prévost, écuyer, chef de police et garde du scel du comté de Sampigny, député électeur du bailliage de Bar-le-Duc.
  - 5. Michel (Laurent), maire royal de Saint-Mihiel, député électeur du bailliage de Saint-Mihiel.

### Provence
(Règlement du 2 mars 1789.)
- Noblesse. (Députation dissidente des nobles possédant fiefs)
  - 1. De Vintimille (Charles-François-Gaspard-Fidèle), des comtes de Marseille, maréchal de camp, chevalier des ordres du roi, conseiller d'État d'épée, chevalier d'honneur de Madame la comtesse d'Artois, seigneur de Figanières, Vidauban et autres lieux. Refusa sa députation et ne fut pas remplacé.
  - 2. Bourbon-Condé (Louis-Henri-Joseph de), duc de Bourbon, prince du sang, etc.
  - 3. Janson (Michel-Palamède de Forbin, marquis de), gouverneur de Grasse et d'Antibes, colonel du régiment d'infanterie d'Anjou.
  - 4. Sade (Jean-Baptiste-Joseph-David, comte de), lieutenant général dans les pays de haute et basse Bresse, Bugey, Valromey et Gex, chevalier, seigneur d'Eyguières, coseigneur de Mondragon et Baret.
  - 5. Sabran (Jules-César, marquis de), des comtes de Forcalquier et d'Arian, chevalier, seigneur de Baudinard, Montblanc, coseigneur de Pontevès, Sainte-Catherine, Roquette et Ville-Vieille.
  - 6. Lauris (Jean-Louis-Martin d'Arlatan de), chevalier, conseiller du roi en tous ses conseils, président à mortier au parlement de Provence, seigneur de Lauris, la Roche et le Puget.
  - 7. Arbaud de Jouques (André-Elzéar d'), conseiller du roi en ses conseils, président à mortier en la cour du parlement de Provence, seigneur de Jouques, Cornillon, Confou, Ongles, Mison, coseigneur de Maillane et de Malcor.
  - 8. Mazenod (Antoine-Charles de), chevalier, conseiller du roi en ses conseils, président en la Cour des comptes, aides et finances de Provence, coseigneur de Saint-Laurens.
  - 9. Grimaldi (Charles-André-Benoît-François-Xavier, marquis de), chevalier, seigneur de Régusse, Saint-Martin, Villeneuve, Coutelas, La Tour et coseigneur de Montmeyan.

N.B. Cette députation n'a pas été admise à l'Assemblée nationale ; elle n'avait d'ailleurs sollicité son admission que dans la chambre de la noblesse des États généraux.

#### Sénéchaussée d'Aix
Sénéchaussée principale sans secondaire. (8 députés)
- Clergé.
  - 1. Jean de Dieu-Raymond de Boisgelin de Cucé, archevêque d'Aix.
  - 2. Charles Cousin, curé de Cucuron.
- Noblesse.
  - 3. Antoine Balthazar Joseph d'André, seigneur de Bellevue, conseiller au parlement de Provence.
  - 4. Louis Joseph Félix de Clapiers-Collongues.
- Tiers état.
  - 5. Mirabeau (Gabriel-Honoré-de Riquetti, comte de).
  - 6. François Charles Bouche, avocat en parlement.
  - 7. Bruno-Philibert Audier-Massillon lieutenant général au siège général de Provence à Aix.
  - 8. François Joseph de Pochet, ancien assesseur et procureur du pays de Provence, avocat en la Cour.

##### Suppléants. (4)
- Noblesse.
  - 1. Jean-Baptiste d'Albertas, marquis, président à mortier au parlement d'Aix, qui refusa la députation.
- Tiers état.
  - 2. François-Auguste Verdet, avocat en parlement à Aix.
  - 3. Thomas Philibert, avocat en parlement, demeurant à Saint-Julien-le-Montagnier.
  - 4. Jacques Verdollin, avocat en parlement, qui refusa la députation. Il siège à la Constituante comme député des sénéchaussées dont les députations furent réduites à Draguignan.

#### Sénéchaussée d'Arles
Sénéchaussée principale sans secondaire. (4 députés)
- Clergé.
  - 1. du Lau (Jean-Marie), archevêque d'Arles.
- Noblesse.
  - 2. Provençal de Fonchâteau (Conrad, marquis de), demeurant à Tarascon puis à Paris, conseiller au parlement d'Aix puis Président à mortier.
- Tiers état.
  - 3. Pellissier (André), docteur en médecine, député de la ville de Saint-Rémy.
  - 4. Durand de Maillane (Pierre-Toussaint), avocat en parlement, député de la ville de Saint-Rémy.

##### Suppléants. (1)
- Noblesse.
  - 1. Marin (Charles-Emmanuel de), demeurant à Tarascon.

#### Ville et Terroir d'Arles
(3 députés)
- Clergé.
  - 1. Royer (Honoré-Joseph), 1739-1794, conseiller d'État d'église, abbé de la Noé[16].
- Noblesse.
  - 2. Guilhem-Clermont-Lodève (Charles-François, marquis de), ancien officier de marine, conseiller de la noblesse du Comtat, demeurant à Arles.
- Tiers état.
  - 3. Michel (André), bourgeois, demeurant à Arles. Refuse sa députation et est remplacé par Boulouvard (Pierre-Siffren), négociant à Arles.

##### Suppléants. (1)
- - 1. Villardy (Achille), abbé de Quinson, prévôt d'Arles.

#### Sénéchaussée de Marseille.
Sénéchaussée principale sans secondaire. (8 députés)
- Clergé.
  - 1. Villeneuve Bargemon (Barthélemy-Joseph de), chantre, chanoine et comte de l'abbaye royale de Saint-Victor à Marseille.
  - 2. Davin (Henri), chanoine du chapitre de Saint-Martin.
- Noblesse.
  - 3. Cipieres (Louis-Antoine, marquis de), chevalier de Saint-Louis, ancien commandant des gardes du pavillon de la marine à Toulon.
  - 4. Sinety de Puylon (André-Louis-Esprit, comte de), ancien page du roi, ancien major du régiment Royal-Navarre-cavalerie, chevalier de Saint-Louis.
- Tiers état.
  - 5. Roussier (Michel), négociant à Marseille.
  - 6. Lejeans aîné (Louis), négociant à Marseille.
  - 7. Labat (Jacques-Arnaud de), négociant à Marseille.
  - 8. Liquier (André), négociant à Marseille.

##### Suppléants. (8)
- Tiers état.
  - 1. Peloux (Pierre), marchand de soie à Marseille.
  - 2. Castelanet (Antoine), notaire royal à Marseille.
  - 3. Bausset Roquefort (Emmanuel-François-Paul-Gabriel-Hilaire de), vicaire général d'Apt, chanoine, comte de Saint-Victor.
  - 4. Chompré (Étienne-Martin), maitre-ès-arts, chancelier du consulat de Rome, officier municipal.
  - 5. Blanc-Gilli (Mathieu), officier municipal.
  - 6. Étienne Martin, négociant à Marseille.
  - 7. Le Blanc de Servane (Jean-Baptiste), seigneur de la paroisse des Baux, conseiller au parlement de Provence.
  - 8. Bremond Julien (Antoine), avocat en parlement, substitut du procureur de la commune de Marseille.

#### Sénéchaussée de Draguignan
Sénéchaussées principales réduites à Draguignan : Draguignan, Grasse, Castellane. (8 députés)
- Clergé.
  - 1. Mougins de Roquefort (Antoine-Boniface), seigneur de Roquefort, premier curé de Grasse, député électeur de la sénéchaussée de Grasse.
  - 2. Alexandre Gardiol, curé de Callian, député électeur de la sénéchaussée de Draguignan.
- Noblesse.
  - 3. Rafelis-Broves (Jean-François, vicomte de), colonel d'infanterie, ancien lieutenant pour le roi d'Aigues Mortes, chevalier de Saint-Louis.
  - 4. Le Clerc de Lassigny de Juigné (Louis-Jean-Baptiste, comte de), député électeur de la sénéchaussée de Draguignan.
- Tiers état.
  - 5. Lombard Taradeau (Jacques-Athanase de), seigneur de Taradeau, lieutenant général de la sénéchaussée de Draguignan.
  - 6. Mougins de Roquefort (Jean-Joseph), seigneur de Roquefort, maire, premier consul, avocat en parlement, lieutenant général de police et chef de viguerie, député électeur de la sénéchaussée de Grasse.
  - 7. Verdollin (Jacques) , avocat en la Cour, demeurant à Annot.
  - 8. Sieyès La Baume (Barthélemy), avocat en la Cour, à Fréjus, député électeur de la sénéchaussée de Draguignan.

##### Suppléants. (3)
- Noblesse.
  - 1. Autans (Jean-Charles-François d'), seigneur d'Allons et des Sausses.
  - 2. Villeneuve-Bargemon fils (Joseph, marquis de), seigneur de Saint-Auban.
- Tiers état.
  - 3. Lieutaud (Balthazar), avocat en la Cour, maire et premier consul de la ville de Castellane et en cette qualité syndic-né de la viguerie.

#### Sénéchaussée de Forcalquier
Sénéchaussées principales réduites à Forcalquier : Forcalquier, Digne, Sisteron, Barcelonnette. (8 députés)
- Clergé.
  - 1. Gassend (Jean Gaspard), curé de Barras, député électeur de la sénéchaussée de Digne.
  - 2. Rolland (Jean-Michel), curé du Caire, député électeur de la sénéchaussée de Sisteron.
- Noblesse.
  - 3. Brancas (Louis-Paul de), des comtes de Forcalquier, duc de Céreste-Brancas, prince de Nizarre, seigneur de Robion et autres lieux, grand d'Espagne de première classe, lieutenant général des armées du roi et lieutenant général pour Sa Majesté au gouvernement de Provence et gouverneur des ville et château de Nantes, refusa la députation et fut remplacé par Ange Marie d'Eymar du Bignosc, chevalier, député électeur de la sénéchaussée de Forcalquier.
  - 4. Burle (Jean Charles François de), chevalier, lieutenant général en la sénéchaussée de Sisteron, député électeur de ladite sénéchaussée.
- Tiers état.
  - 5. Salvator (Benoît), demeurant en la ville des Mées, avait été élu premier député titulaire par le tiers état ; il refusa « pour raison d’âge et de santé » et fut remplacé par Joseph Latil, demeurant à Sisteron, député électeur de la sénéchaussée de Sisteron.
  - 6. Bouche (Pierre-François-Balthazard), dit Bouche le Jeune, député électeur de la sénéchaussée de Forcalquier.
  - 7. Sollier (Étienne), avocat en la Cour, à Saignon, député électeur de la sénéchaussée de Forcalquier.
  - 8. Mévolhon (Jean-Antoine-Pierre), avocat à Sisteron, député électeur de la sénéchaussée de Sisteron.

##### Suppléants (6)
- Clergé.
  - 1. Champsaud (André), curé de Digne, député électeur de la sénéchaussée de Digne.
- Noblesse.
  - 2. Eymar du Bignosc (Ange-Marie d'), chevalier. député électeur de la sénéchaussée de Forcalquier. Remplace Brancas (Louis-Paul de), qui refusa sa députation.
  - 3. Berard de Saint-Denis (Pierre-Jean-Honoré de), chevalier, ancien capitaine d'infanterie, député électeur de la sénéchaussée de Sisteron.
- Tiers état.
  - 4. Latil (Joseph), demeurant à Sisteron, député électeur de la sénéchaussée de Sisteron. Remplace Benoît Salvator, demeurant en la ville des Mées, qui a refusé sa députation.
  - 5. Raffin (Jean de), ancien officier de cavalerie.
  - 6. Teissier (Claude), avocat en la Cour.

#### Sénéchaussée de Toulon
Sénéchaussées principales réduites à Toulon : Toulon, Brignoles, Hyères. (8 députés)
- Clergé.
  - 1. Rigouard (Jean-Joseph), curé de la Farlède [Solliès-Farlède], député électeur de la sénéchaussée de Toulon.
  - 2. Montjallard (Jean-Joseph-André), curé de Barjols.
- Noblesse.
  - 3. La Poype-Vertrieux (Louis-Armand, marquis de), chef d'escadre retiré des armées navales, député électeur de la sénéchaussée de Toulon.
  - 4. Vialis (Michel-Joseph de), maréchal de camp, directeur des fortifications du Dauphiné et de la Provence, député électeur de la sénéchaussée de Toulon.
- Tiers état.
  - 5. Meifrund (Pierre-Joseph), bourgeois de Toulon.
  - 6. Feraud (Charles), avocat à Brignoles, député électeur de la sénéchaussée de Brignoles.
  - 7. Jaume (François-Thomas), bourgeois d'Hyères, député électeur de la sénéchaussée d'Hyères.
  - 8. Turc (Antoine), ancien juge royal, refusa la députation et fut remplacé par Ricard (Gabriel-Joseph-Xavier), dit Ricard de Séalt, avocat à Saint-Maximin, député électeur de la sénéchaussée de Brignoles.

##### Suppléants. (4)
- Clergé
  - 1. Dauphin (Joseph-Emmanuel), curé d'Entrecasteaux, député électeur de la sénéchaussée de Brignoles.
- Noblesse.
  - 2. Destouff de Milet de Mureau (Louis-Marie-Antoine), capitaine du génie, député électeur de la sénéchaussée de Toulon.
- Tiers état.
  - 3. Ricard (Gabriel-Joseph-Xavier), dit Ricard de Séalt, avocat à Saint-Maximin, député électeur de la sénéchaussée de Brignoles. Remplace Turc (Antoine), ancien juge royal, qui a refusé sa députation.
  - 4. Granet (Honoré), négociant, bourgeois de Toulon.

### Souveraineté de Béarn

#### Députation élue par les États (8 députés)
- Clergé
  - 1. Noé (Marc Antoine de), évêque de Lescar
  - 2. Charitte (l'abbé Valentin de), chanoine de Lescar
- Noblesse
  - 3. Gramont d'Aster (Antoine François, comte de), colonel du Roi-dragons, seigneur de l'Abadie de Gelos.
  - 4. Esquille (Jean-Baptiste, marquis d'), seigneur de Lezons, président à mortier au parlement de Navarre.
- Tiers état
  - 5. Mourot (Jean François Régis), avocat, professeur à l'Université de Pau, député de la ville de Nay.
  - 6. Noussitou (Vincent), avocat en parlement, député de la ville de Pau.
  - 7. Pemartin (Joseph), avocat, député du parsan d'Oloron.
  - 8. Darnaudat (Louis Jean Henry), conseiller au parlement de Navarre, seigneur de Vasseigne en Beyrie, député de la ville d'Orthez.

Nota: Les 4 premiers députés élus par le grand corps des États de Béarn au titre du Clergé et de la Noblesse ne sollicitèrent pas leur admission à l'Assemblée nationale et par la suite ne siégèrent pas.

##### Suppléants (0)
pas de suppléants.

### Bretagne
(Règlement du 16 mars 1789).
La noblesse et le haut clergé ayant refusé d'élire des représentants, pour protester contre le doublement des députés du tiers, il n'y eut pas de représentant de la noblesse venant de Bretagne. Le bas clergé remplit le quota de députés du clergé. Les élections se déroulèrent par sénéchaussée pour le tiers état, et par diocèse pour le clergé.

#### Sénéchaussée de Rennes (7 députés)
- Tiers état
  - 1. Glezen (Jacques-Marie), avocat au parlement, à Rennes.
  - 2. Lanjuinais (Jean-Denis), avocat au parlement, professeur en droit à Rennes.
  - 3. Huard (Étienne-Eusèbe-Joseph), négociant, armateur de Saint-Malo (fut remplacé)
  - 4. Hardy de La Largère (Mathurin-François-Mathieu), maire de Vitré, commissaire des États de Bretagne
  - 5. Le Chapelier (Isaac-René-Guy), avocat au parlement.
  - 6. Gérard (Michel), laboureur, domicilié en la paroisse de Montgermond, député de la paroisse Saint-Martin de Rennes.
  - 7. Defermon des Chapelières (Jacques), procureur au parlement, commissaire des États de Bretagne.

##### Suppléants (2)
- Tiers état
  - 1. Varin de la Brunelière (Pierre-Vincent), avocat en parlement (a siégé).
  - 2. Jean Julien Bodinier, négociant à Saint-Malo.

#### Sénéchaussée d'Hennebont (3 députés)
- Tiers état
  - 1. Delaville Le Roulx (Joseph), négociant et armateur à Lorient
  - 2. Corroller du Moustoir (Louis-Jacques-Hippolyte), procureur du roi à Hennebont
  - 3. Le Floch (Corentin), laboureur à Canquizerne, paroisse de Lignol.

##### Suppléants (1)
- Tiers état
  - 1. Pathelin (Jacques Gabriel), ancien officier de la Compagnie des Indes.

#### Sénéchaussée de Brest (2 députés)
- Tiers état
  - 1. Le Gendre (Laurent-François), avocat en parlement à Brest
  - 2. Moyot (Ildut), électeur de Lanildut, négociant et armateur

##### Suppléants (0)
pas de suppléants.

#### Sénéchaussée de Lesneven (2 députés)
- Tiers état
  - 1. Le Guen de Kerangal (Guy-Gabriel-François-Marie), propriétaire, demeurant à Landivisiau.
  - 2. Prudhomme de Kérangon (François Augustin), de Saint-Pol-de-Léon, lieutenant des canonniers, garde-côtes, et commissaire des états de Bretagne

##### Suppléants (0)
pas de suppléants

#### Sénéchaussée de Dinan (2 députés)
- Tiers état
  - 1. Jean Jules Coupard, avocat, ancien lieutenant de maire de Dinan
  - 2. Gagon du Chesnay (Marie-Toussaint), avocat, ancien maire de Dinan

##### Suppléants (1)
- Tiers état
  - 1. Denoual [Du Plessix] (Jean-François-Marie), procureur à Dinan.

#### Sénéchaussée de Ploërmel (4 députés)
- Tiers état
  - 1. Tuault de la Bouvrie (Joseph-Golven), conseiller du roi, sénéchal de la sénéchaussée royale de Ploërmel
  - 2. Boullé (Jean-Pierre), avocat à Pontivy
  - 3. Robin de Morhery (Louis-François-Anne), agriculteur et négociant, député de la paroisse de Quillio. - Fut remplacé par le suppléant
  - 4. Perret de Tregadoret (Rodolphe-Claude), avocat, député de la ville de Ploërmel.

##### Suppléants (2)
- Tiers état.
  - 1. Le Deist de Botidoux (Jean-François), écuyer, député de la paroisse de Saint-Martin-des-Prés, seigneur de Quenicunan (a siégé)
  - 2. Le Goaësbe de Bellée (Sébastien-Jean), avocat, ancien maire de Ploërmel.

#### Sénéchaussée de Fougères (2 députés)
Sénéchaussées principales réduites à Fougères : Fougères, Hédé, Saint-Aubin-du-Cormier.
- Tiers état
  - 1. Fournier de la Pommeraye (Jean-François), procureur du roi près de la sénéchaussée de Fougères, député électeur de ladite sénéchaussée.
  - 2. Lemoine de la Giraudais (Denis-Jean-Marie), avocat en parlement, député électeur de la sénéchaussée de Fougères.

##### Suppléant (0)
pas de suppléants.

#### Sénéchaussée de Nantes (8 députés)
Sénéchaussées principales réduites à Nantes : Nantes, Guérande.
- Tiers état
  - Bouteiller (Guillaume), négociant à Nantes, élu député titulaire, refusa « à cause de son âge et de ses affaires ».
  - 1. Guinebaud de Saint-Mesme, (Jacques-Nicolas), négociant, député électeur de la sénéchaussée de Nantes.
  - 2. Giraud Duplessix (Pierre-Guillaume-Henri), avocat du roi au présidial et procureur du roi, syndic de la ville de Nantes, député électeur de la sénéchaussée de Nantes.
  - 3. Baco de la Chapelle (René-Gaston), procureur du roi au présidial, député électeur de la sénéchaussée de Nantes.
  - 4. Chaillon (Étienne), avocat à Montoir, député électeur de la sénéchaussée de Nantes.
  - 5. Pèlerin (Joseph-Michel), avocat à Nantes, député électeur de la sénéchaussée de Nantes (sera remplacé)
  - 6. Jary (François-Joseph), agriculteur à Nort, député électeur de la sénéchaussée de Nantes.
  - 7. Cottin (Jacques-Edme), secrétaire du roi, député électeur de la sénéchaussée de Nantes.
  - 8. Blin (François-Pierre), médecin à Nantes, député électeur de la sénéchaussée de Nantes.

##### Suppléants (6)
- Tiers état
  - 1. Maupassant (Louis-Charles-César), bourgeois à Nort, député électeur de la sénéchaussée de Nantes (a siégé)
  - 2. Varsavaux de Heulée (François René Marie), conseiller du roi, notaire à Nantes
  - 3. Videment (Julien), négociant à Nantes
  - 4. Pussin (Charles-François), directeur de la monnaie à Nantes.
  - 5. Milon (Maurice-Emmanuel), ancien capitaine de navire à Guérande, député électeur de la sénéchaussée de Guérande.
  - 6. Lallement du Guého (Jean), procureur fiscal des « regaires » à Guérande.

#### Sénéchaussée de Vannes (2 députés)
Sénéchaussées principales réduites à Vannes : Vannes, Auray
- Tiers état
  - 1. Lucas de Bourgerel (Jean-Joseph), doyen des avocats à Vannes, député électeur de la sénéchaussée de Vannes.
  - 2. Dusers (Charles-Guillaume), conseiller au présidial de Vannes, député électeur de la sénéchaussée de Vannes.

pas de suppléants.

#### Sénéchaussée de Carhaix (2 députés)
Sénéchaussées principales réduites à Carhaix : Carhaix, Châteaulin, Châteauneuf-du-Faou, Gourin, Quimperlé.
- Tiers état
  - 1. Legolias (Jean-Marie), avocat, juge seigneurial, député électeur de la sénéchaussée de Châteaulin.
  - 2. Billette (Vincent-Samuel), négociant à Quimperlé, député électeur de la sénéchaussée de Châteauneuf-du-Faou.

##### Suppléants (1)
- Tiers état
  - 1. Carquet (Anne-Jacques-Bernard-François), procureur du roi à Châteauneuf-du-Faou, député électeur de la sénéchaussée de Châteauneuf-du-Faou.

#### Sénéchaussée de Quimper (3 députés)
Sénéchaussées principales réduites à Quimper : Quimper, Concarneau
- Tiers état
  - 1. Le Goazre de Kervélégan (Augustin-Bernard-François), conseiller du roi, sénéchal de Quimper, député électeur de la sénéchaussée de Quimper.
  - 2. Le Déan (François-Jérôme), commissaire des États de Bretagne, député électeur de la sénéchaussée de Quimper
  - 3. Le Guillou de Kéringoff (Joseph-Jean-Marie), avocat, député électeur de la sénéchaussée de Quimper. (sera remplacé)

##### Suppléants (2)
- Tiers état
  - Souché de la Bremaudière (François-Noël), député de la paroisse de Plomelin, député électeur de la sénéchaussée de Quimper (se désista de ses fonctions de suppléant).
  - 1. Tréhot de Clermont (Louis-François), député de la paroisse de Pont-Croix, député électeur de la sénéchaussée de Quimper (a siégé).
  - 2. Morineau (Christophe-Louis-Pierre), négociant à Concarneau.

#### Sénéchaussée de Morlaix (4 députés)
Sénéchaussées principales réduites à Morlaix : Morlaix, Lannion
- Tiers état
  - 1. Couppé de Kervennou (Gabriel-Hyacinthe), sénéchal de la sénéchaussée de Lannion, député électeur de ladite sénéchaussée.
  - 2. Baudouin de Maison-Blanche (Jean-Marie), avocat à Lannion, député électeur de la sénéchaussée de Lannion.
  - 3. Le Lay de Grantugen (Guillaume), laboureur-ménager à Plouvigneau, député électeur de la sénéchaussée de Morlaix.
  - 4. Mazurié de Penannech (Pierre-Louis), négociant et armateur à Morlaix.

##### Suppléants (2)
- Tiers état
  - 1. Daniel de Kérinou (Pierre-Marie), maire et procureur du roi à Lannion, député électeur de la sénéchaussée de Lannion.
  - 2. Hamelin (Mathurin-Guy), négociant et armateur à Morlaix.

#### Sénéchaussée de Saint-Brieuc (3 députés)
Sénéchaussées principales réduites à Saint-Brieuc : Jugon, Saint-Brieuc
- Tiers état
  - 1. Neuville (Gabriel-Henri-René de), sénéchal du siège royal de Jugon, député de la sénéchaussée de Jugon.
  - 2. Julien-François Palasne de Champeaux, sénéchal royal de Saint-Brieuc, député électeur de la sénéchaussée de Saint-Brieuc
  - 3. Poulain de Corbion (Jean-François-Pierre), avocat, maire de Saint-Brieuc (1779-1789), député électeur de la sénéchaussée de Saint-Brieuc.

##### Suppléants (3)
- Tiers état
  - 1. Ribault (Jacques-Olivier), procureur à Jugon, député électeur de la sénéchaussée de Jugon.
  - 2. Fleury (Honoré-Marie), avocat à Quintin.
  - 3. Le Provost de Launay (Vincent-Augustin), avocat en parlement demeurant à Pontrieux.

#### Diocèse de Nantes (3 députés)
- Clergé
  - 1. Moyon (Joseph), recteur de Saint-André-des-Eaux (fut remplacé)
  - 2. Chevallier (François), recteur de Saint-Lumine de Coutais. (fut remplacé)
  - 3. Maisonneuve (François), recteur de Saint-Étienne-de-Monluc (fut remplacé)

##### Suppléants (5)
- Clergé
  - Pronzat (Maurice-Justin), recteur de Rouans, refusa la députation
  - 1. Méchin (Antoine-Alexandre), recteur de Brains. (a siégé)
  - 2. Binot (Jacques), principal du collège d'Ancenis (a siégé)
  - 3. Latyl (Jean-Paul-Marie-Anne), supérieur du collège de l'Oratoire à Nantes (a siégé)
  - 4. Lebreton de Gaubert (René), recteur de Saint-Similien de Nantes
  - 5. Étienne (le R.P. Pierre), gardien du couvent des Cordeliers de Nantes

#### Diocèse de Saint-Pol-de-Léon (2 députés)
- Clergé
  - 1. Expilly (Louis-Alexandre), recteur de Saint-Martin de Morlaix
  - 2. Verguet (Claude-François, dom), prieur de l'abbaye royale de Relec.

Pas de suppléant

#### Diocèse de Saint-Malo (2 députés)
- Clergé
  - 1. Rathier (Charles), recteur de Broons.
  - 2. Allain (François-Côme-Damien), recteur de Josselin

##### Suppléants (2)
- Clergé
  - 1. Bodinier (André), recteur de Saint-Jouan-des-Guérets
  - 2. Gaultier (Jean-Baptiste), chapelain de La Croix.

#### Diocèse de Vannes (3 députés)
- Clergé
  - 1. Guégan (Julien), recteur de Pontivy
  - 2. Loaisel (Gabriel-Mathurin-Joseph), recteur de Redon (fut remplacé)
  - 3. Gabriel (René), recteur de Questembert

##### Suppléant (1)
- Clergé
  - 1. Le Breton jc (Pierre-Jean), prieur de l'abbaye de Saint-Sauveur de Redon (a siégé).

#### Diocèse de Dol (2 députés)
- Clergé
  - 1. Symon (François-Étienne), recteur de la Boussac
  - 2. Garnier (Jean-Marie), recteur de Notre-Dame de Dol

##### Suppléant (1)
- Clergé
  - 1. Miniac (Gilles-René-Marie de), recteur de Saint-Carné

#### Diocèse de Quimper (3 députés)
- Clergé
  - 1. Leissegues de Rozaven (Jean-Marie de), recteur de Plogonnec
  - 2. Guino (Jacques-Louis), licencié en droit, recteur d'Elliant
  - Hervé (Guillaume), recteur de Guiscriff, supérieur des missions du diocèse de Quimper (refusa « à cause de son âge et de sa mauvaise santé », et fut immédiatement remplacé par Loëdon de Keromen son suppléant.
  - 3. Loëdon de Keromen (Nicolas-Joseph), recteur de Gourin

##### Suppléant (0)
- pas de suppléant

#### Diocèse de Rennes (3 députés)
- Clergé
  - 1. Guillou (René-Marie), recteur de Martigné-Ferchaud. (fut remplacé)
  - 2. Vaneau (Suzanne-Gilles), 1747-1803, recteur d'Orgères
  - 3. Hunault (Julien-Mathurin), recteur de Billé. (fut remplacé).

##### Suppléants (4)
- Clergé
  - 1. Quéru de Lacoste (Pierre), recteur de Saint-Jean de Rennes (a siégé)
  - 2. Lancelot [Dubourg] (Joseph-Joachim-François-Esmé [ou Aimé]-Jean-Emmanuel), recteur de Retiers. (a siégé)
  - 3. Tual (Jean-Baptiste-Remacle-Didier), recteur de Château-Giron
  - 4. Gerard (René-Ange), recteur de Saint-Martin-de-Janzé.

#### Diocèse de Saint-Brieuc (2 députés)
- Clergé
  - 1. Ruello (Pierre), recteur de Loudéac.
  - 2. Hingant (Jacques-Nicolas), recteur d'Andel

##### Suppléant (0)
- Clergé
  - pas de suppléant.

#### Diocèse de Tréguier (2 députés)
- Clergé
  - 1. Lucas (Julien), 1743-1792, recteur de Minihy-Tréguier[17]
  - 2. Launay (Jean-Marie de), 1723-1800, prieur-recteur de Plouagat-Châtelaudren, chanoine prémontré[18].

##### Suppléants (2)
- Clergé
  - 1. Dohollon (Guillaume), recteur de Ploulech
  - 2. Paris (Olivier), recteur de Langoat.

### Corse
(Règlement royal du 22 mars 1789).

#### Justice Royale de Bastia
Justices royales réduites à Bastia : Bastia, Ajaccio, Aleria, Bonifacio, Calvi, Cap Corse, Corte, La Porta d'Ampugnani, Nebbio, Sartène, Vico. (4 députés)
- Clergé
  - 1.Charles Antoine de Peretti della Rocca, grand vicaire du diocèse d'Aleria[19]
- Noblesse
  - 2.Matteo Buttafoco, 1731-1806, maréchal de camp, chevalier de Saint-Louis
- Tiers état
  - 3.Christophe Saliceti, 1757-1809, avocat, député de la paroisse de la Porta
  - 4.Pierre-Paul Colonna de Cesari Rocca, 1748-1829, capitaine au régiment provincial corse, député de la juridiction d'Ajaccio

##### Suppléants. (6)
- Clergé
  - 1.Falcucci (l'abbé Joseph-Marie), député électeur de la juridiction du Cap Corse.
- Noblesse
  - 2.Gaffori (François de), maréchal de camp, chevalier de Saint-Louis, député électeur de la juridiction de Corte.
  - 3.Cattaneo (Paul-Baptiste de), député électeur de la juridiction de Calvi.
  - 4.Giubega (Laurent ou Lorenzo de), greffier en chef  et chancelier des États de Corse.
- Tiers état.
  - 5.Barthélemy Aréna, 1765-1832, avocat, député électeur de la juridiction de Calvi.
  - 6.Ange Chiappe, 1760-1826, contrôleur des actes, député de la ville de Sartène

## Pays divers n'ayant fait l'objet d'aucun règlement royal et dont les députations ont été admises

### Principauté d'Arches et Charleville (1 député)

#### Justice seigneuriale de Charleville
- Cochelet (Adrien-Pierre Barthélemy), 1753-1804, Lieutenant général du bailliage de Charleville. Fut admis à siéger par décret du 19 janvier 1790[20].

##### Suppléants (1)
- Lhote (Anselme), négociant à Charleville.

### Ville d'Arles
(décision du 14 juin 1789)
- Bonnemant (Guillaume), 1747-1820, avocat au parlement

Nota:  Bonnemant, dont les pouvoirs étaient irréguliers, ne fut admis à l'Assemblée nationale que par suite d'une méprise du Comité de Vérification, en violation du règlement royal du 2 mars 1789, qui n'accordait à la ville d'Arles que trois députés.

### Province du Bassigny-Barrois (1 député)

#### Bailliages de Bourmont et de la Marche
- Tiers État
  - Huot (Jean Antoine) dit Huot de Goncourt, 1753-1832, Avocat à Bourmont, admis à siéger par décret du 24 août 1789[21].

### La Guadeloupe (5 députés)
- Députation élue par le Comité des colons séant à Paris (2 députés admis à siéger par décret du 22 septembre 1789)
  - Curt (Louis), 1752-1804, Ancien officier, commissaire du roi[22]
  - Galbert (Gaspard, vicomte de), 1752-1807, Officier de marine
- Députation élue par l'Assemblée du Petit Bourg (3 députés admis à siéger par décret du 27 juillet 1790)

#### Sénéchaussée de la Basse-Terre
- Chabert de la Charière (Hilaire François), 1741-1799, Magistrat

#### Sénéchaussée de la Grande-Terre
- Nadal de Saintrac (Jean), magistrat[23]

#### Sénéchaussée de Marie-Galante
- Coquille (Robert), 1742-?, Sénéchal en la sénéchaussée de la Marie-Galante[24]

### Île-de-France(2 députés)
(Admis à siéger par décret du 12 février 1791)
- Collin
- Coder

tous deux disparus en mer le 22 janvier 1791 dans le naufrage de l'Amphitrite qui les menait en France depuis l'Île-de-France.

#### Suppléants (2)
- Monneron (Pierre Antoine), 1747-1801, appelé à siéger en remplacement de Collin ou Coder disparus en mer.
- Demissy ou de Missy (Samuel Pierre David Joseph), 1755-1820, Négociant, appelé à siéger en remplacement de Collin ou Coder disparus en mer[25].

### Indes orientales (2 députés)
(décision du 19 septembre 1790)
Pondichéry, Karikal, Mahé, Chandernagor et autres comptoirs français.
À la suite de l'assemblée générale qui s'est tenue en mars 1790 à Pondichéry, 2 députés, 1 suppléant et 10 personnes admises à recevoir les pouvoirs seront désignées.

#### Députés (2)
- 1. Beylié (Philibert Augustin Bernard de), 1730-1797, Maréchal de camp, élu député du Tiers le 13 mars 1789, admis à siéger le 19 septembre 1790.
- 2. de Kerjean (Joseph), refuse de siéger.

#### Suppléant (1)
- 1. de Larche (Alexandre Joachim), remplace de Kerjean, mais refuse à son tour de siéger.

#### Personnes aptes à recevoir les pouvoirs en cas de maladie ou autre empêchement possible (10)
- 1. Monneron (Jean Louis), 1742-1805, Négociant, élu député supplémentaire le 13 mars 1789, fut admis à l'Assemblée le 11 novembre 1790 après que le titulaire Joseph de Kerjean, et son suppléant Alexandre Joachim de Larche eurent refusé de siéger.
- 2. Amalric (Félix)
- 3. Law de Lauriston (Jean)
- 4. Monneron (Pierre)
- 5. Dangereux (Louis)
- 6. Aubert (Pierre)
- 7. l'abbé Vernet
- 8. Bruneaux
- 9. Mallet de Maisonpré
- 10. De la Mersière (Nicolas)

### Martinique (2 députés)
(députation élue par le comité des colons séant à Paris)
(Admis à siéger par décret du 14 octobre 1789)
- 1. Dillon (Arthur, comte de), 1750-1794, Maréchal de camp, gouverneur de Saint-Christophe, puis de Tobago.
- 2 Moreau de Saint-Mery (Médéric Louis Elie), 1750-1819, Avocat au parlement de Paris, membre du Conseil supérieur de Saint-Domingue[27].

### Saint-Domingue
(Admis à siéger par décrets des 8 juin et 4 juillet 1789).

#### Province du Nord (2 députés)
- 1. Thébaudières (Pierre André François Viau, chevalier de), 1751- 1816[28], Procureur général du roi
- 2. Jean-Baptiste Gabriel Larchevesque-Thibaud), 1745-1817, avocat et planteur de café[29].
  - Suppléants ayant siégé :
- 1. Reynaud de Villeverd (François, comte de), 1731-1812, maréchal de camp, ancien colonel du régiment du Cap et ancien lieutenant général au gouvernement de Saint-Domingue. Admis à siéger en septembre 1789 en remplacement de Larchevêque-Thibaud, démissionnaire[30].
- 2. Villeblanche (René Armand Levasseur de), 1749-1830, Major de vaisseau à Brest. Admis à siéger le 20 avril 1790 en remplacement de Thébaudières, démissionnaire.

#### Province de l'Ouest (2 députés)
- 1. Cocherel (Nicolas Robert, chevalier de), 1741-1826, Lieutenant des maréchaux de France[31]
- 2. Gouy-d'Arsy (Louis Henri Marthe, marquis de), 1753-1794, Président de la noblesse de Melun et grand bailli d'épée des bailliages de Melun et Moret.

#### Province du Sud (2 députés)
- 1. Perrigny (Charles Léon de Taillevis, marquis de), 1730-1795, Colonel et Chevalier de Saint-Louis[32].
- 2. Gérard (Jean-Baptiste), 1735-1815, Propriétaire à Saint-Domingue[33].

## État souverain invité à députer aux États généraux

### Royaume de Navarre
(Règlements royaux du 19 février et 1er avril 1789).

#### Députation élue par lesÉtats généraux de Navarre
(4 députés)
- Clergé.
  - 1. Étienne-Joseph de Pavée de Villevieille, évêque de Bayonne.
- Noblesse.
  - 2. Bertrand-Dominique-Joachim de Logras, marquis d'Olhonce, conseiller au Parlement de Navarre.
- Tiers état.
  - 3. Arnaud de Vivié, seigneur de Bideren et de Campagne, demeurant à Garris.
  - 4. Jean-Baptiste Franchisteguy, notaire à Saint-Jean-Pied-de-Port.

##### Suppléants. (0)
(Pas de suppléants.)

##### Syndic pour la députation. (1)
- - 1. Étienne de Polverel.

##### Secrétaire pour la députation. (1)
- - 1. François de Polverel (fils).

##### Huissier pour la députation. (1)
- - 1. Lissonde, de Cibits.

N.B. Se considérant étrangers à la France, aucun des députés de Navarre ne siégea à la Constituante. Seul le syndic monta à la tribune pour défendre en vain l'indépendance de la Navarre.

## Sources
- Archives parlementaires tome 1, sur Gallica
- Archives parlementaires tome 2, sur Gallica
- Introduction aux mémoires sur la Révolution française, sur GoogleBooks